# Patrimoni dell'umanità dell'Africa

Una mappa del Patrimonio Mondiale in Africa a partire dal 2016, ciascun sito contraddistinto da un punto e Paesi con la densità seguente:
nessun sito
1-2 sito
3-4 sito
5-6 sito
7+ sito

## Africa, i siti
Legenda:
Anno - Tipo sito - Nome sito
- Anno: durante i quali il sito è stato iscritto nella Lista del Patrimonio Mondiale
- Tipo sito: indica se un sito è  naturale, culturale o misto
- Nome sito: è il nome dato al sito

### africa
- 1992 - Culturale  - Casbah di Algeri.
- 1982 - Naturale - Timgad.
- 1982 - Culturale  - M'Zab.
- 1986 - Misto - Tassili n'Ajjer.
- 1980 - Culturale  - Qal'a dei Banu Hammad.
- 1982 - Culturale  - Djémila.
- 1982 - Culturale  - Tipasa.

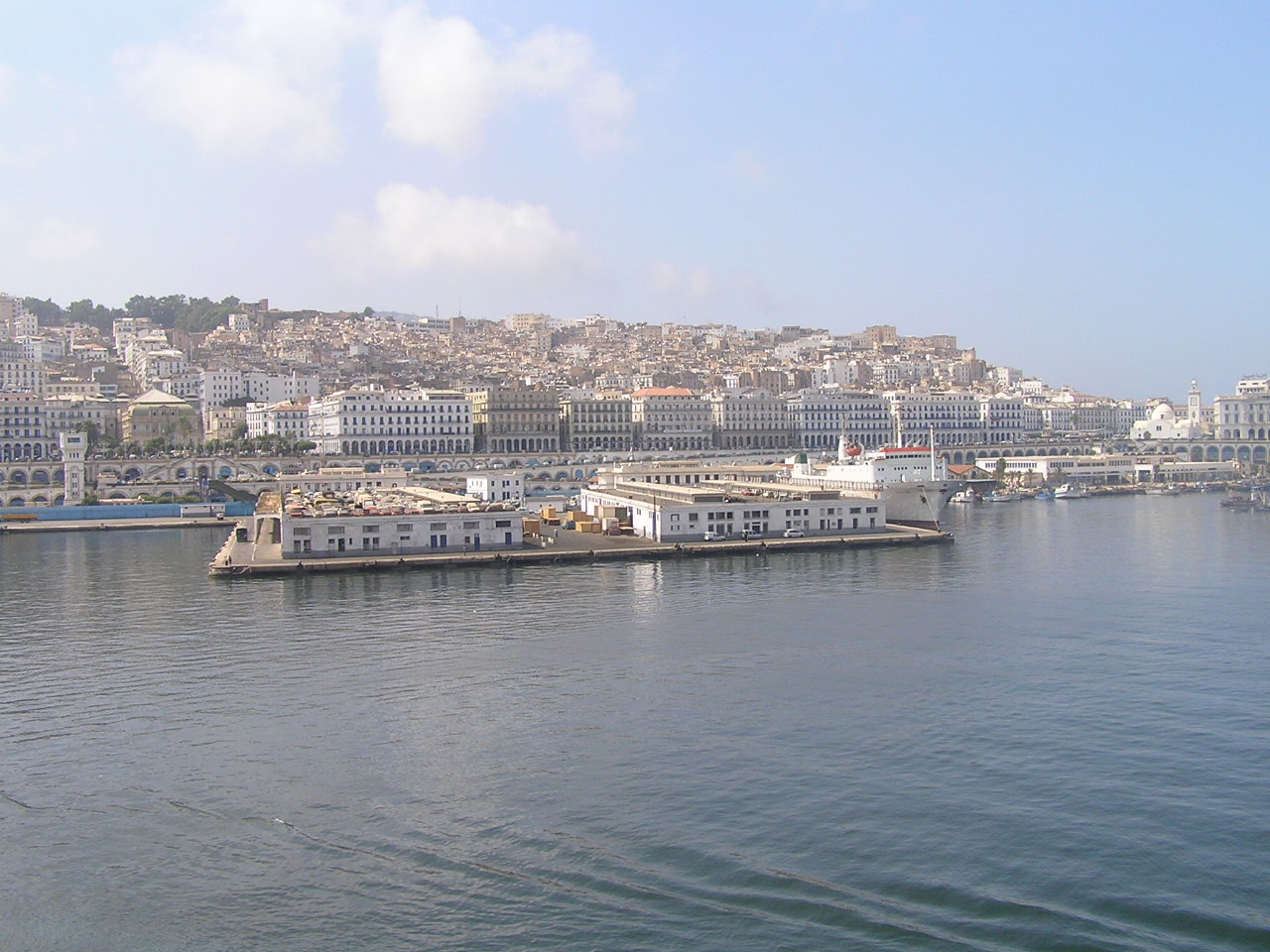
Casbah di Algeri
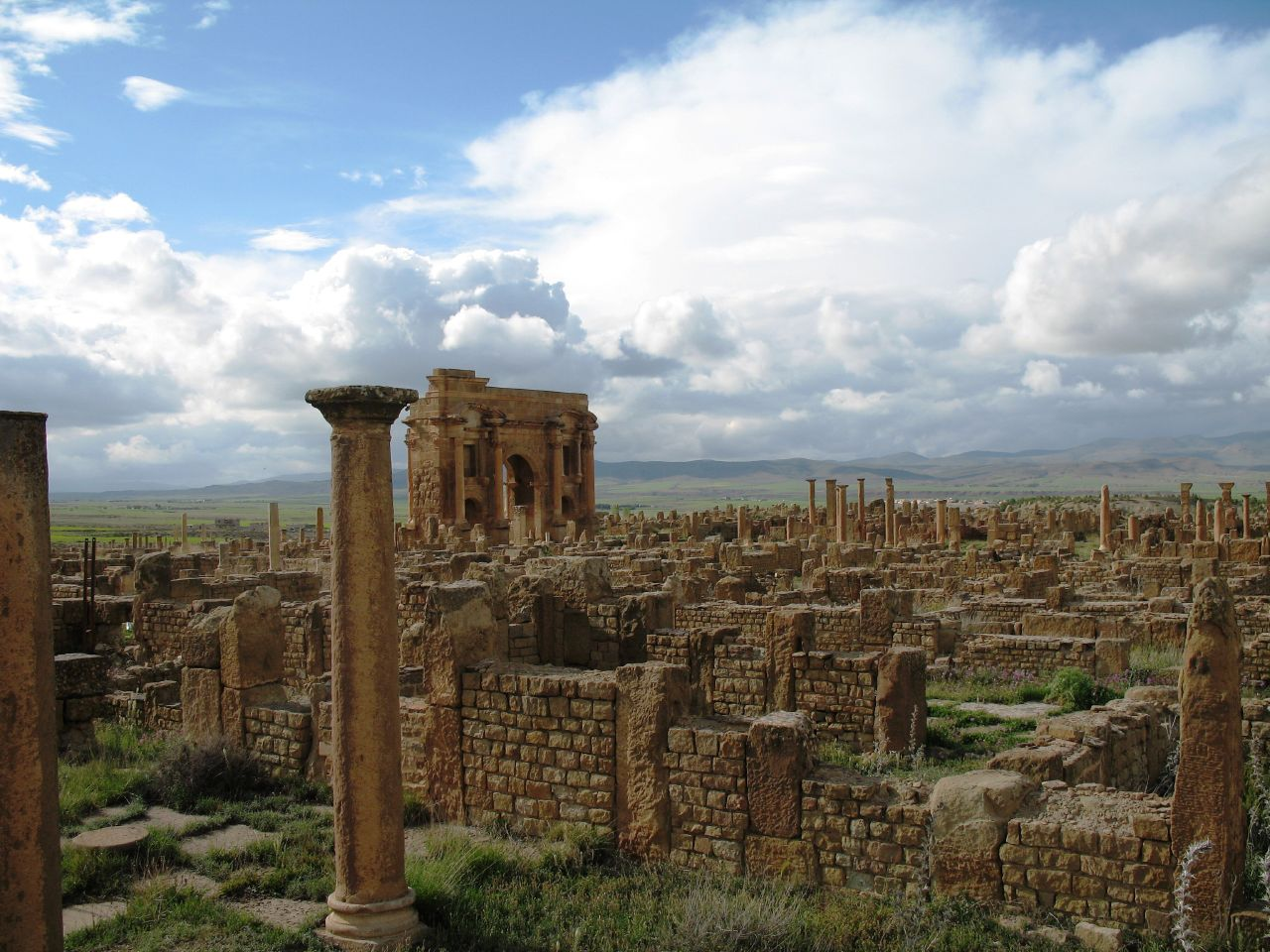
Timgad
Vallée du M'Zab
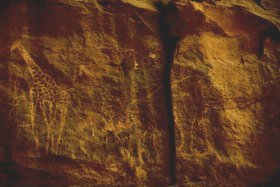
Tassili n'Ajjer
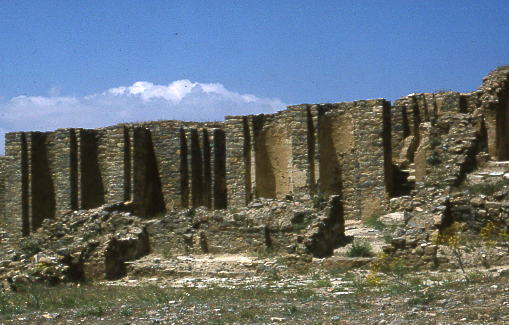
sito archeologico Kalâa
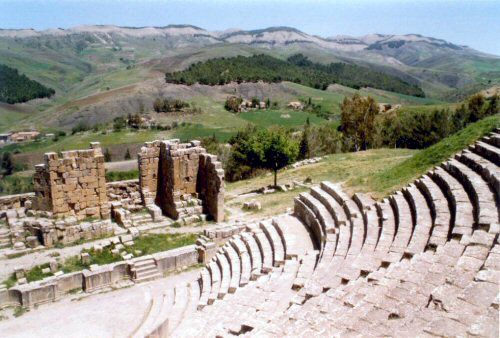
Djémila
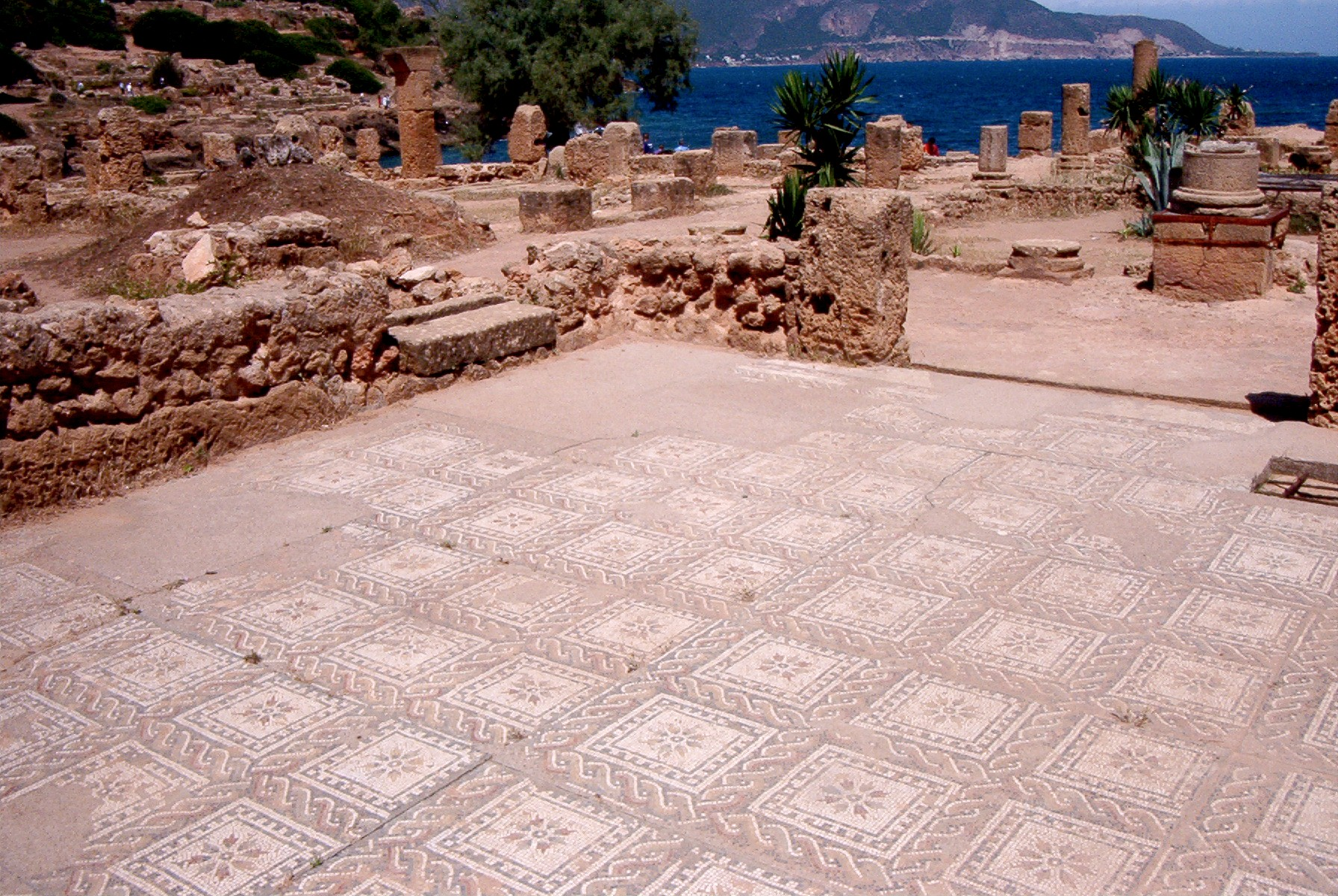
Tipasa

### Angola
- 2017 - Culturale  - Mbanza Congo.

### Benin
- 1985 - Culturale  - Palazzi reali di Abomey.

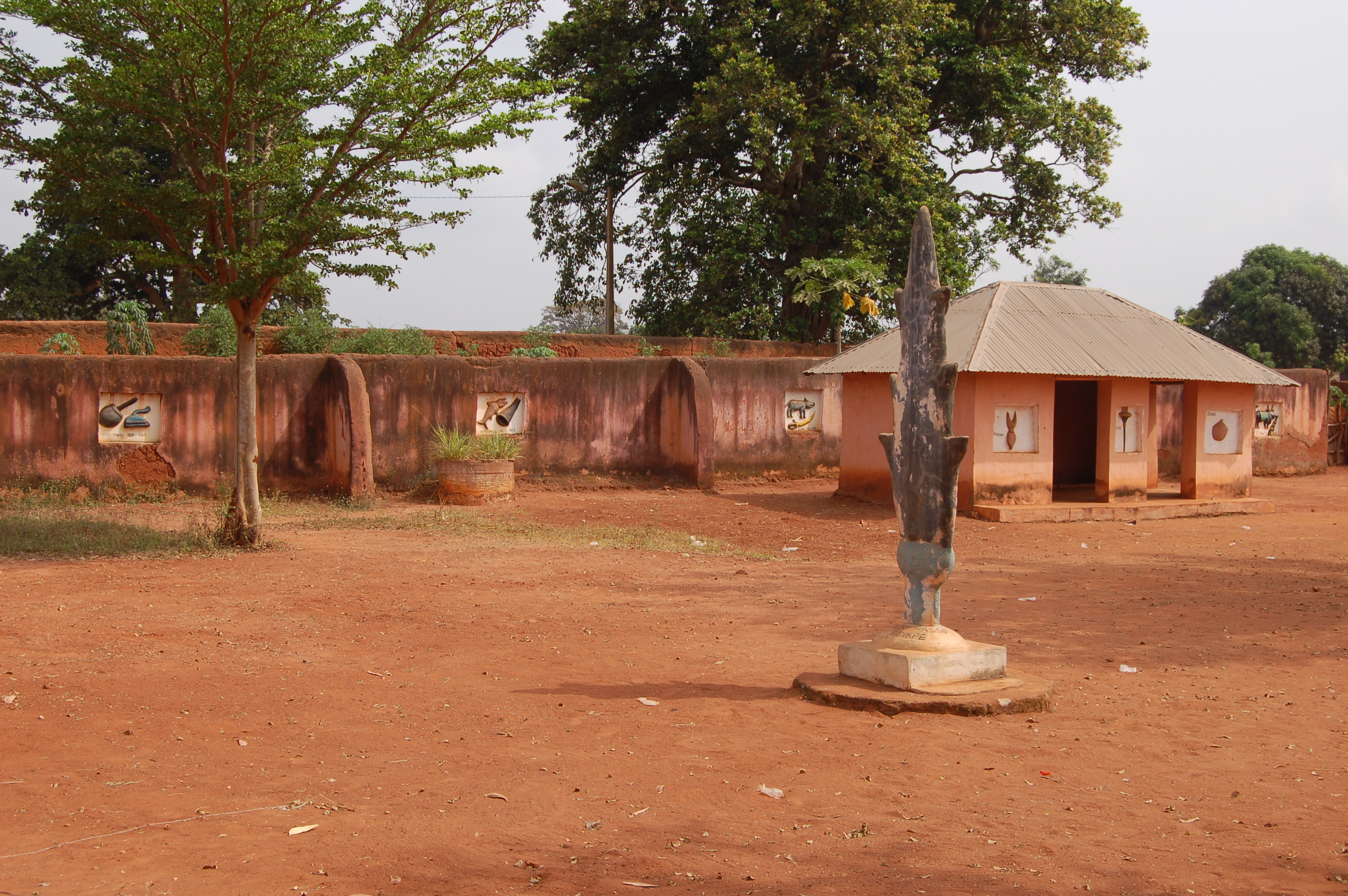
Museo storico di Abomey

### Botswana
- 2014 - Naturale - Delta dell'Okavango.
- 2001 - Culturale  - Tsodilo.

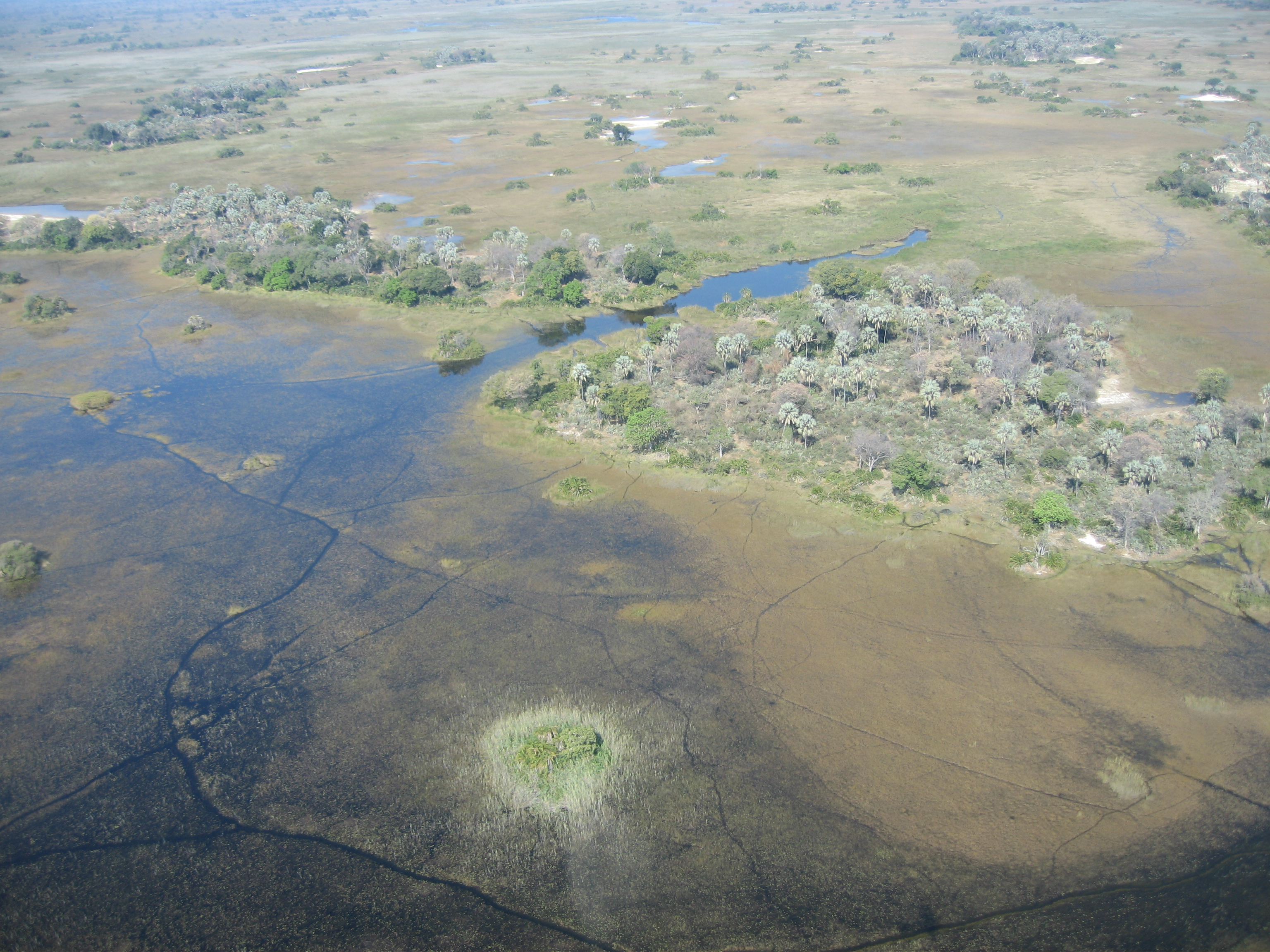
Il Delta dell'Okavango
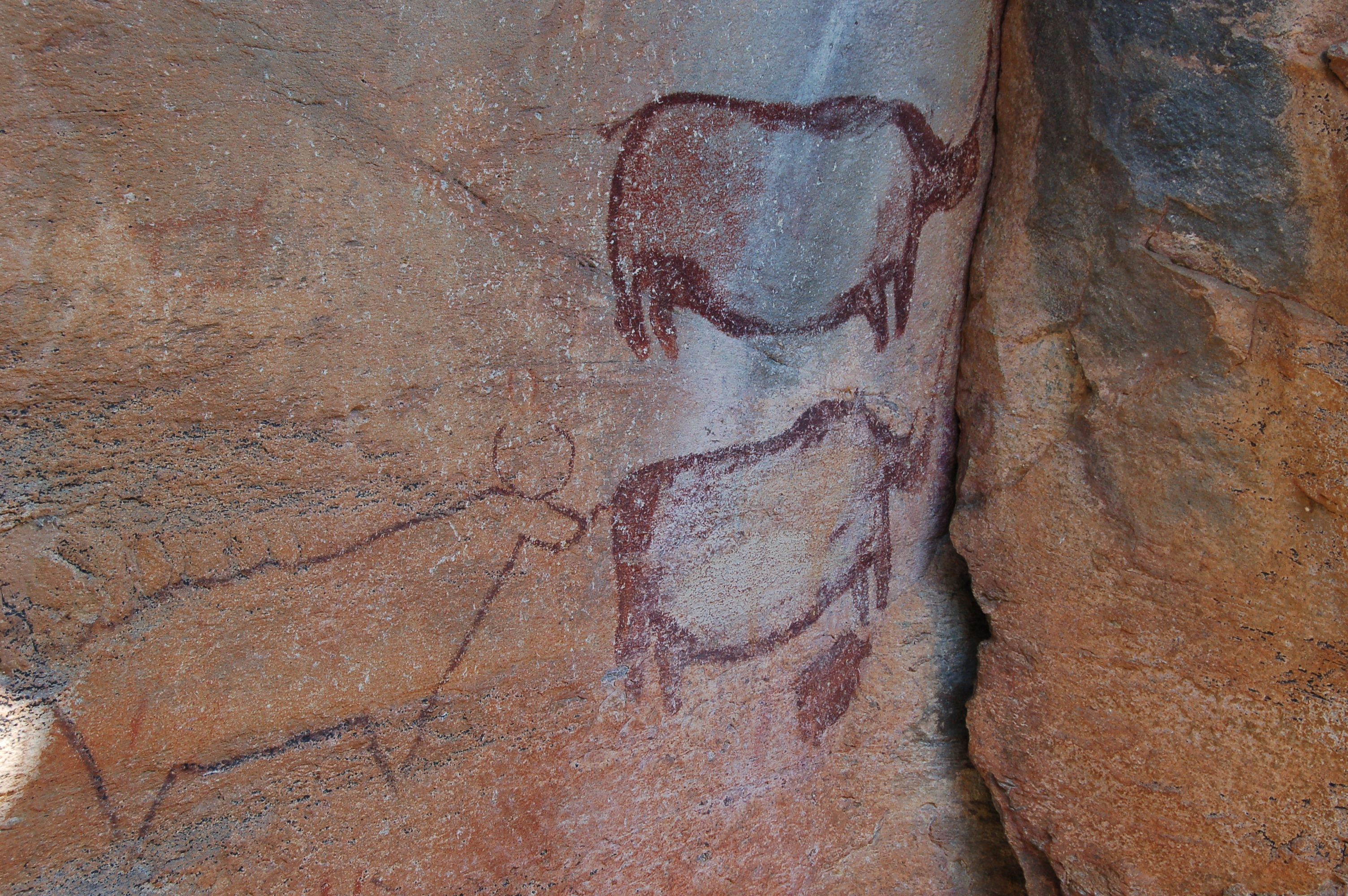
Sito Archeologico Tsodilo

### Burkina Faso
- 2009 - Culturale  - Rovine di Loropéni.
- 2017 - Naturale - Complesso W-Arly-Pendjari
- 2019 - Culturale  - Antichi siti metallurgici del ferro del Burkina Faso.

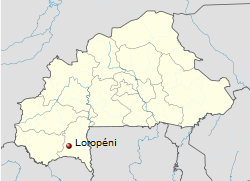
Rovine di Loropeni

### Camerun
- 1987 - Naturale - Riserva faunistica di Dja

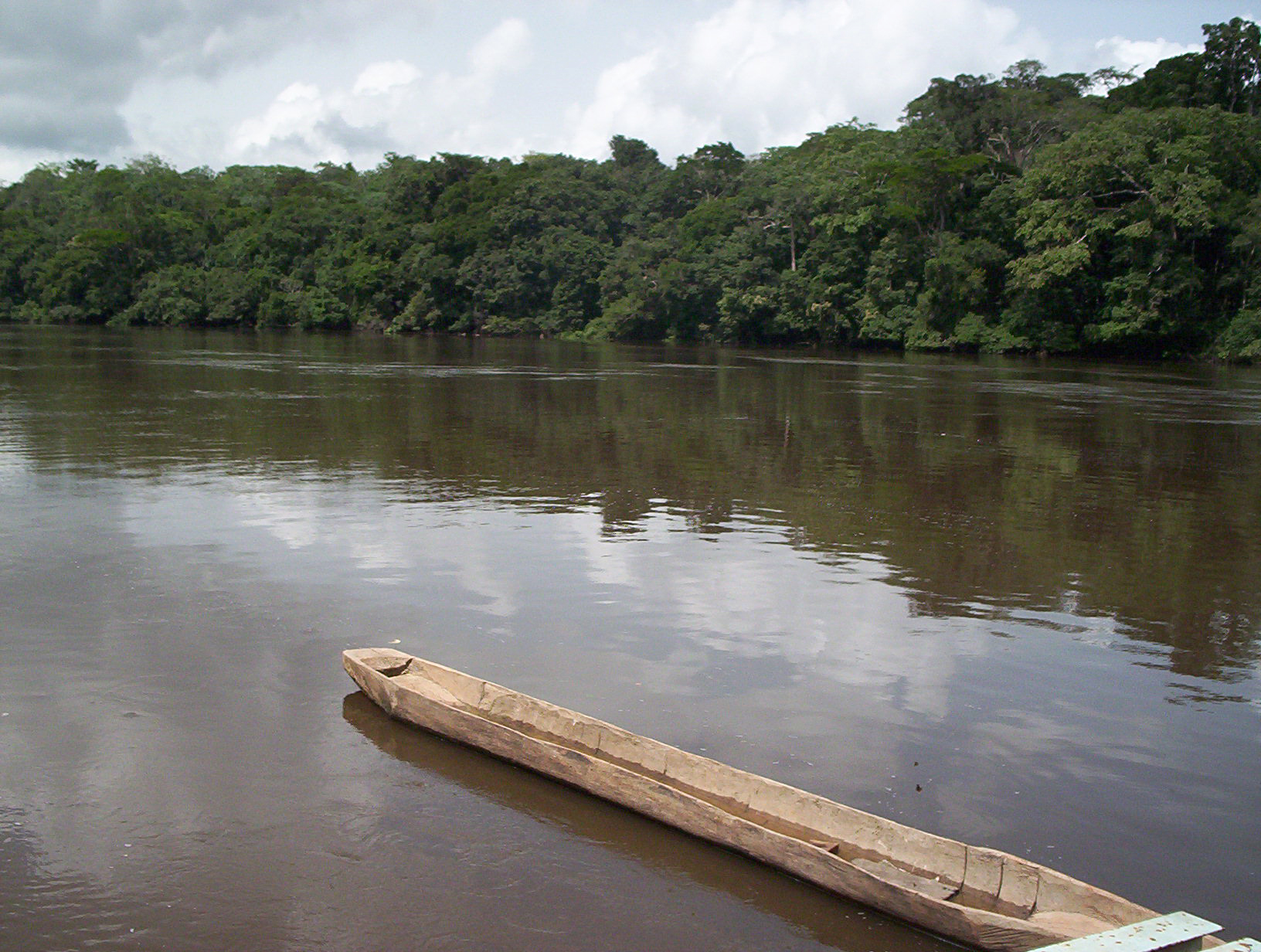
Riserva faunistica di Dja

### Camerun*, Repubblica centrafricana*, Repubblica del Congo*
- 2012 - Naturale - Sangha Trinational.

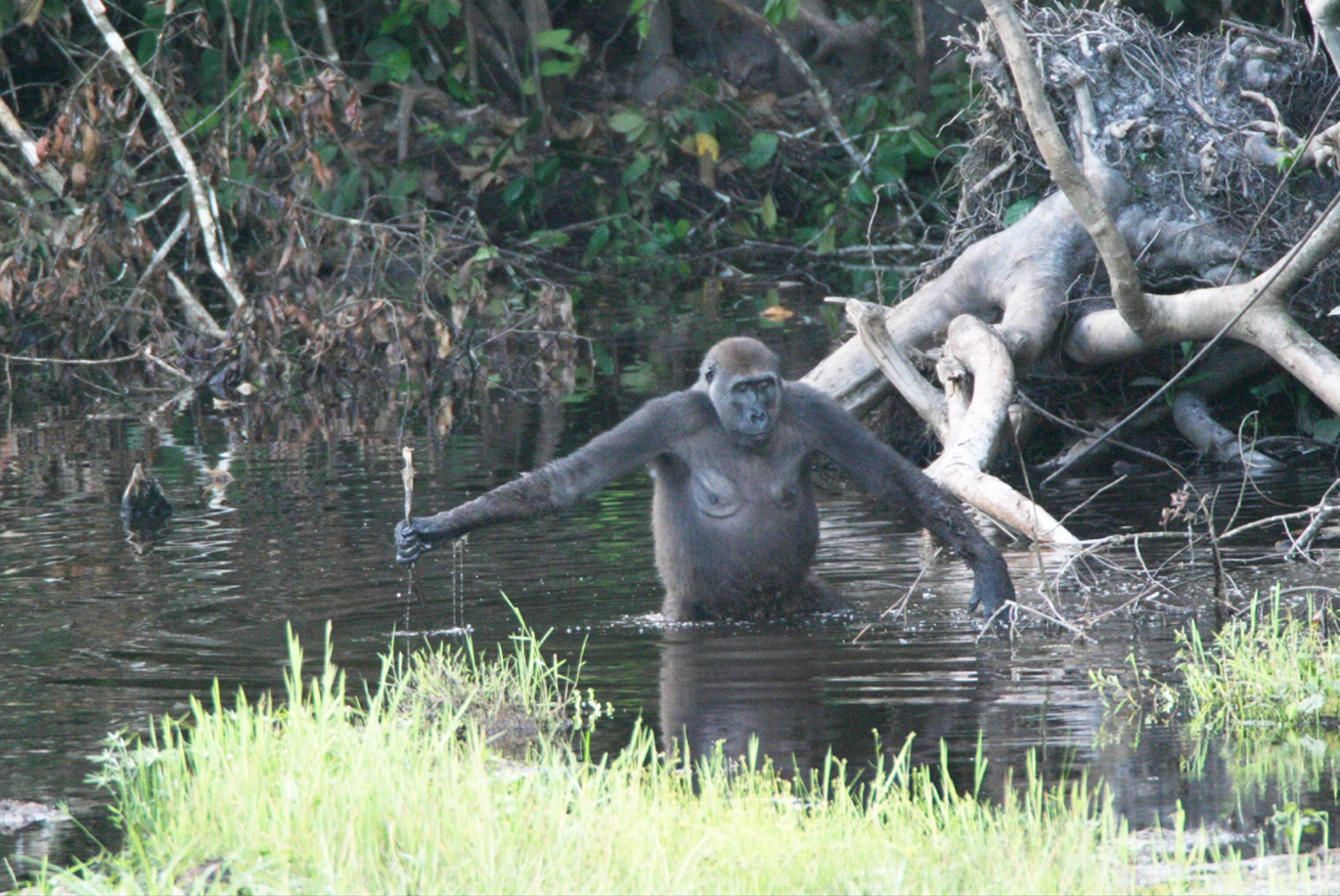
Sangha Trinational

### Capo Verde
- 2009 - Culturale  - Cidade Velha.

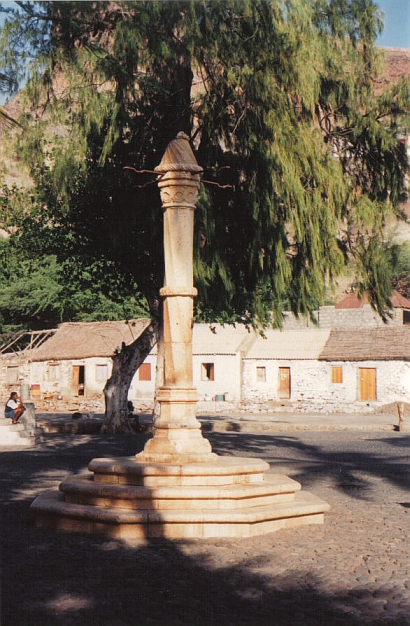
Cidade Velha

### Chad
- 2012 - Naturale - Laghi di Ounianga
- 1986 - Misto - Ennedi

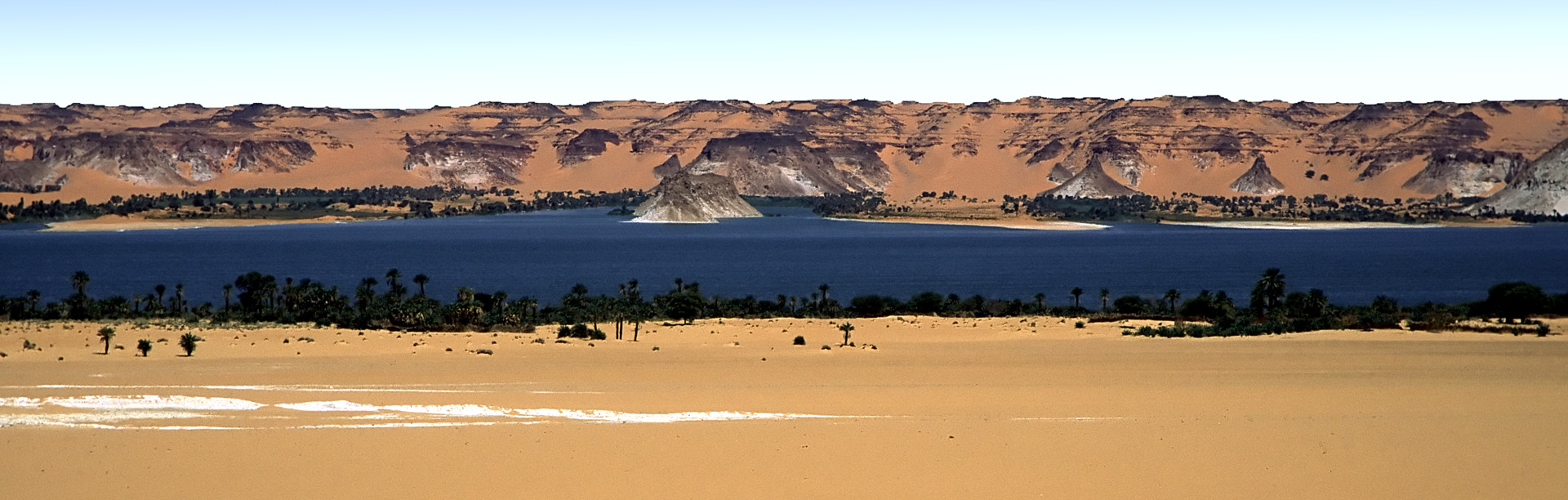
Laghi di Ounianga
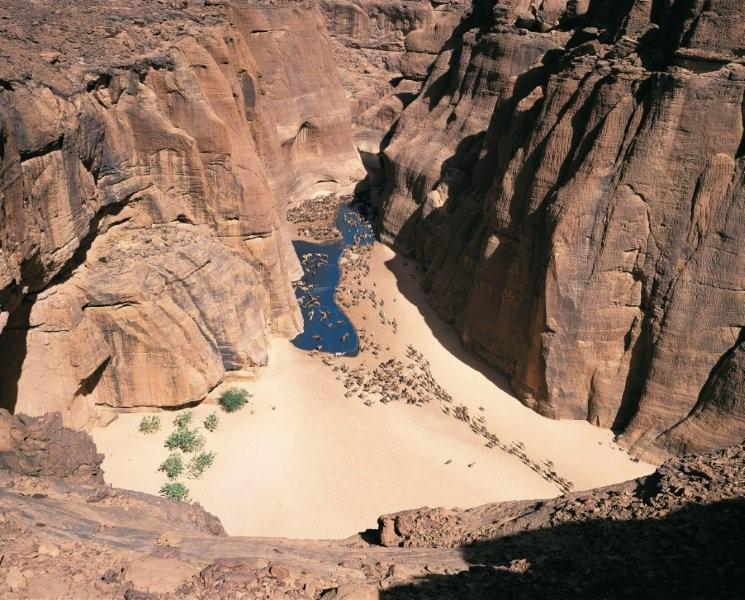
Ennedi

### Costa d'Avorio
- 1982 - Naturale - Parco nazionale di Taï.
- 2012 - Culturale  - Città storica di Grand-Bassam.
- 1983 - Naturale - Parco nazionale del Comoé.

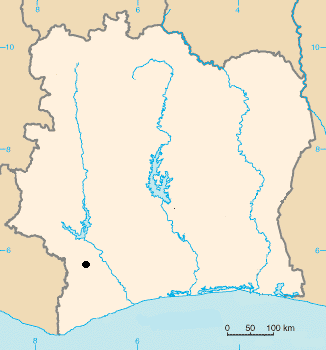
Taï National Park
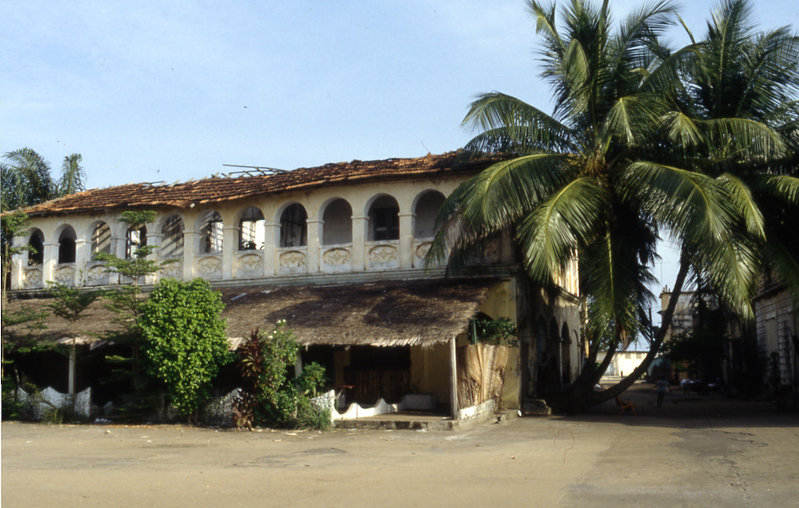
Grand-Bassam
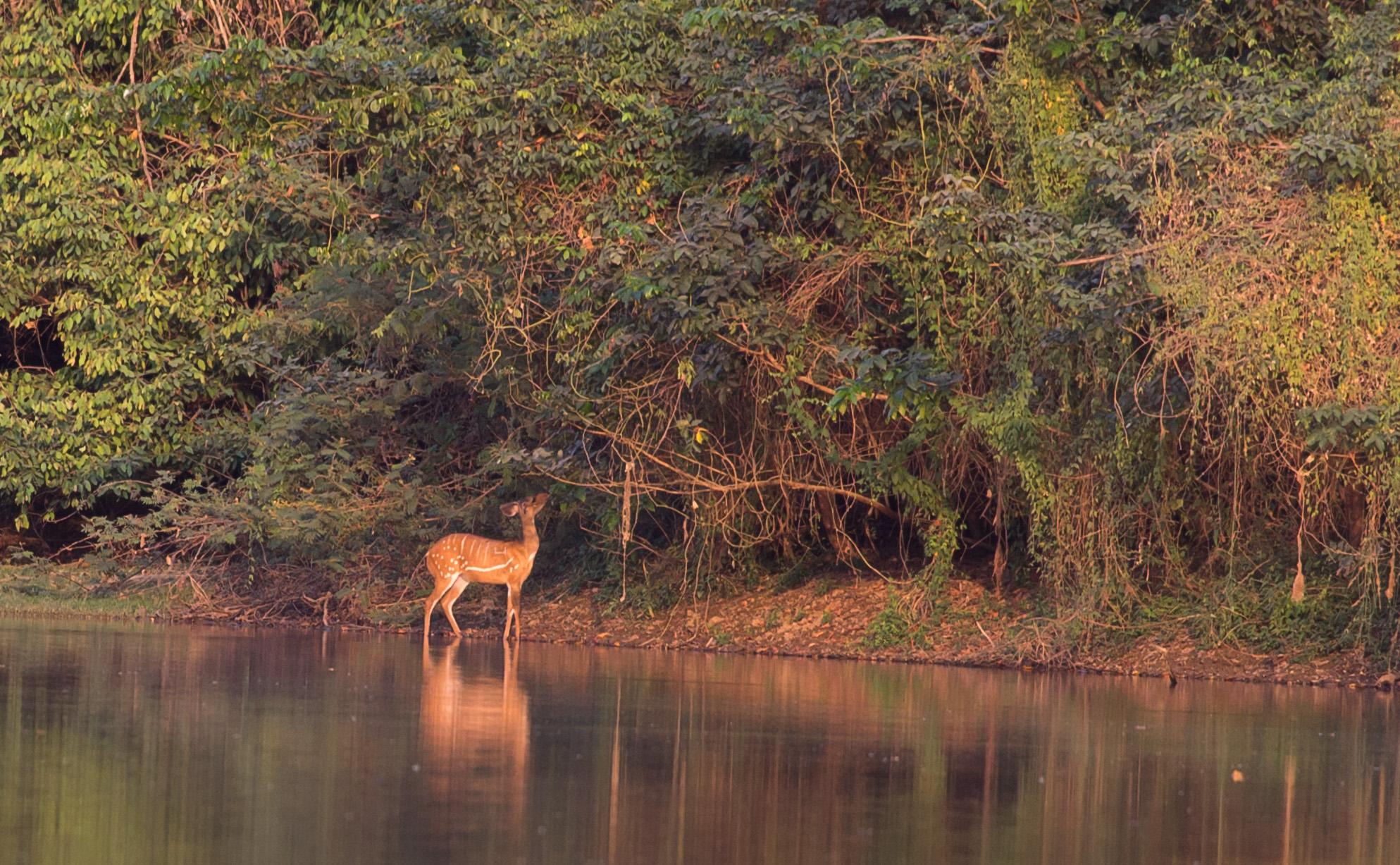
Comoé National Park

### Costa d'Avorio*, Guinea*
- 1981 - Naturale - Riserva naturale integrale del Monte Nimba †.

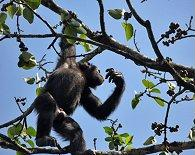
Réserve Naturalele intégrale du Mont Nimba

### Egitto
- 1979 - Culturale  - Abu Mena †.
- 1979 - Culturale  - Monumenti nubiani.
- 1979 - Culturale  - Il Cairo islamica.
- 2005 - Naturale - Wadi al-Hitan
- 1979 - Culturale  - Necropoli di Giza.
- 1979 - Culturale  - Antica Tebe
- 2002 - Culturale  - Regione di Santa Caterina.

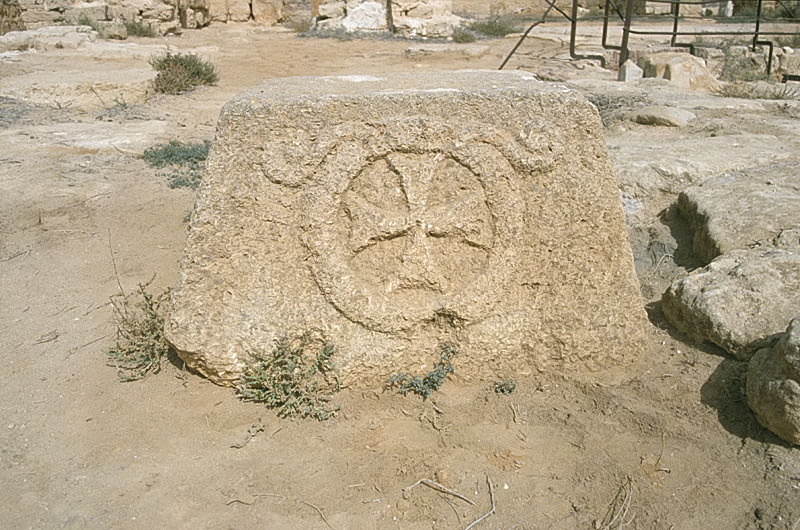
Abu Mena
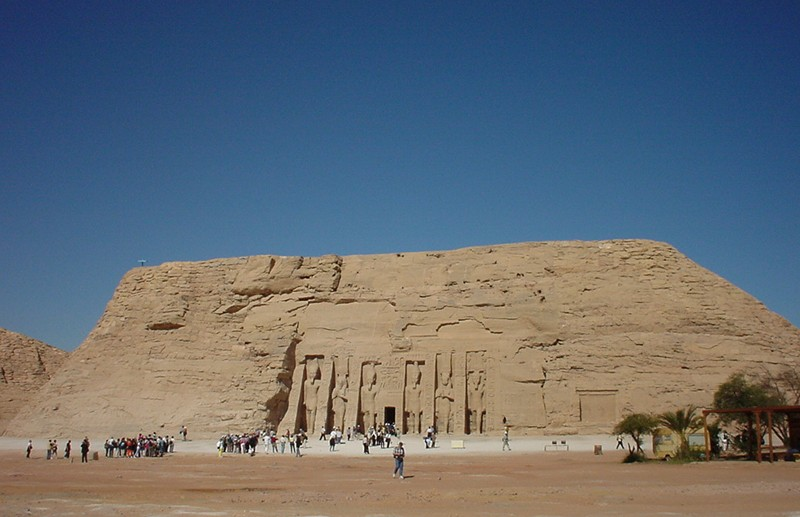
Abu Simbel
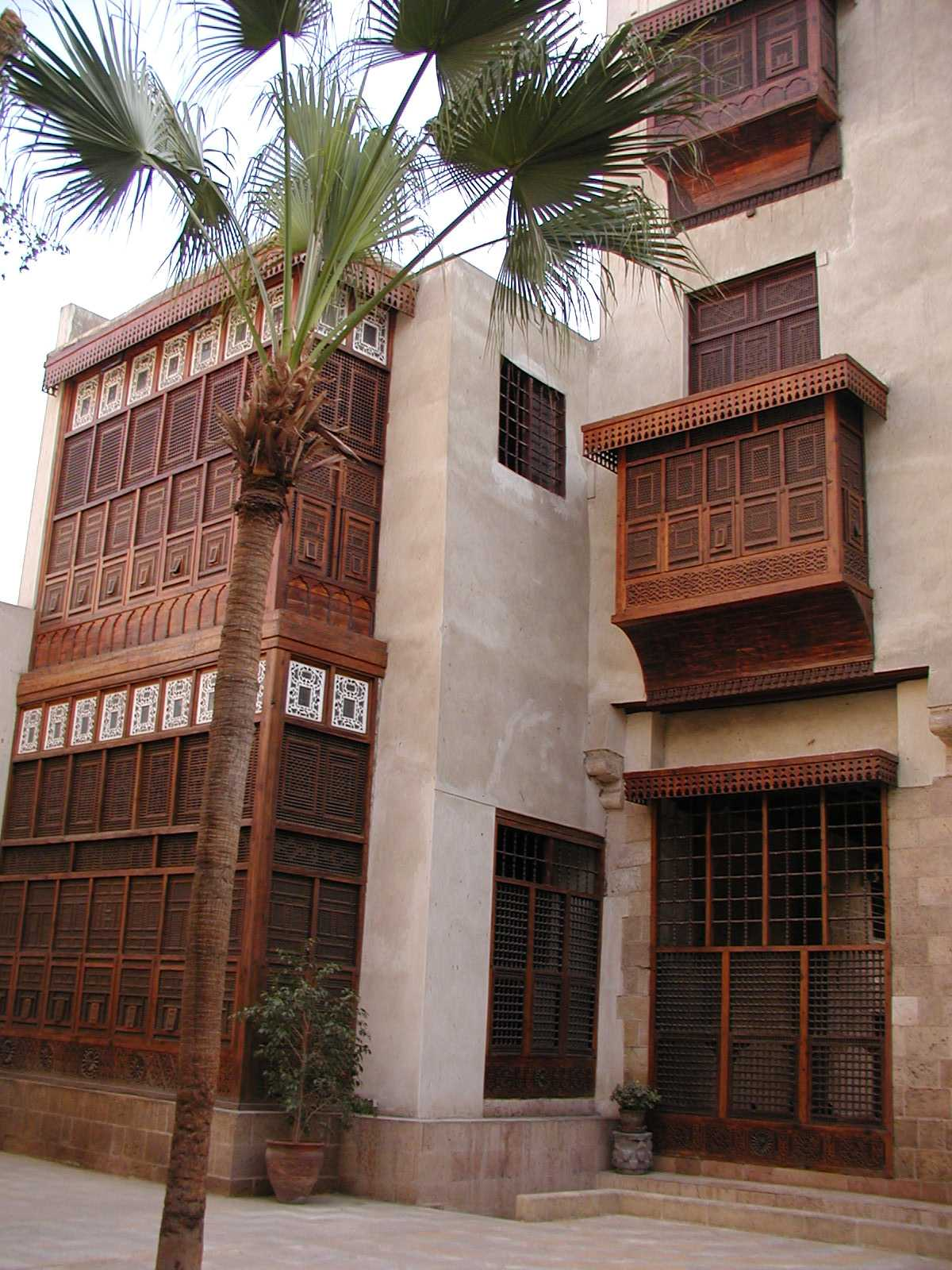
Il Cairo islamica
Scheletro di balena
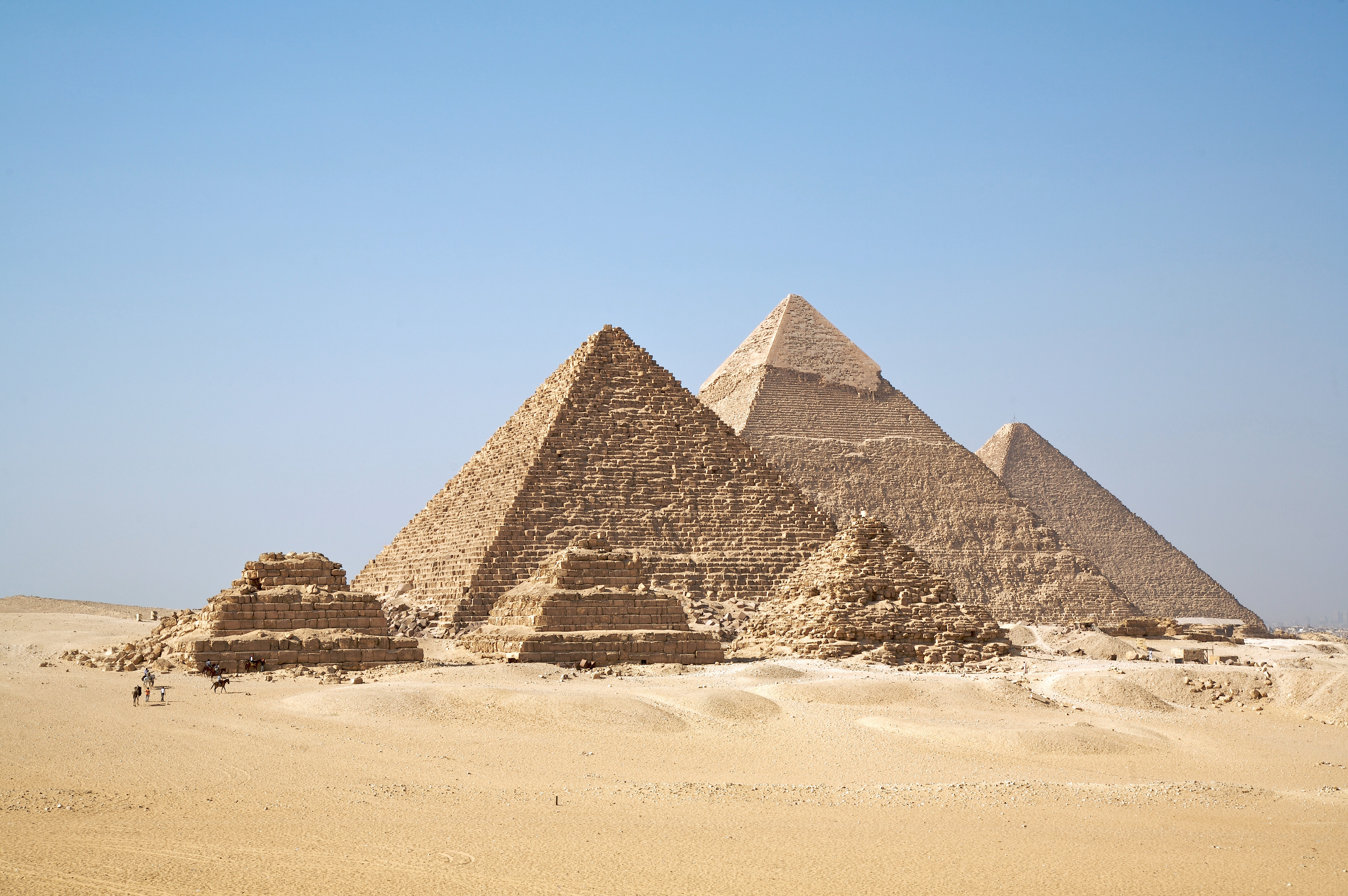
Piramide
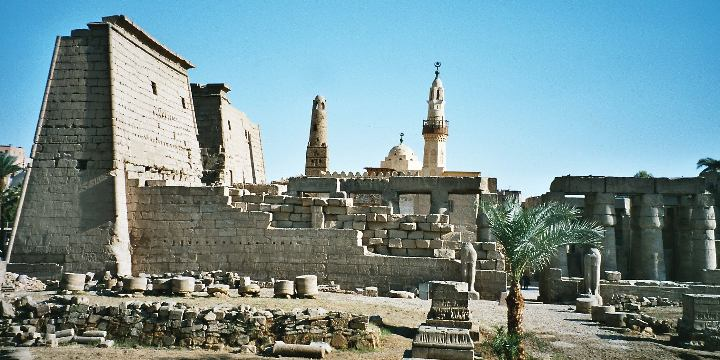
Antica Tebe
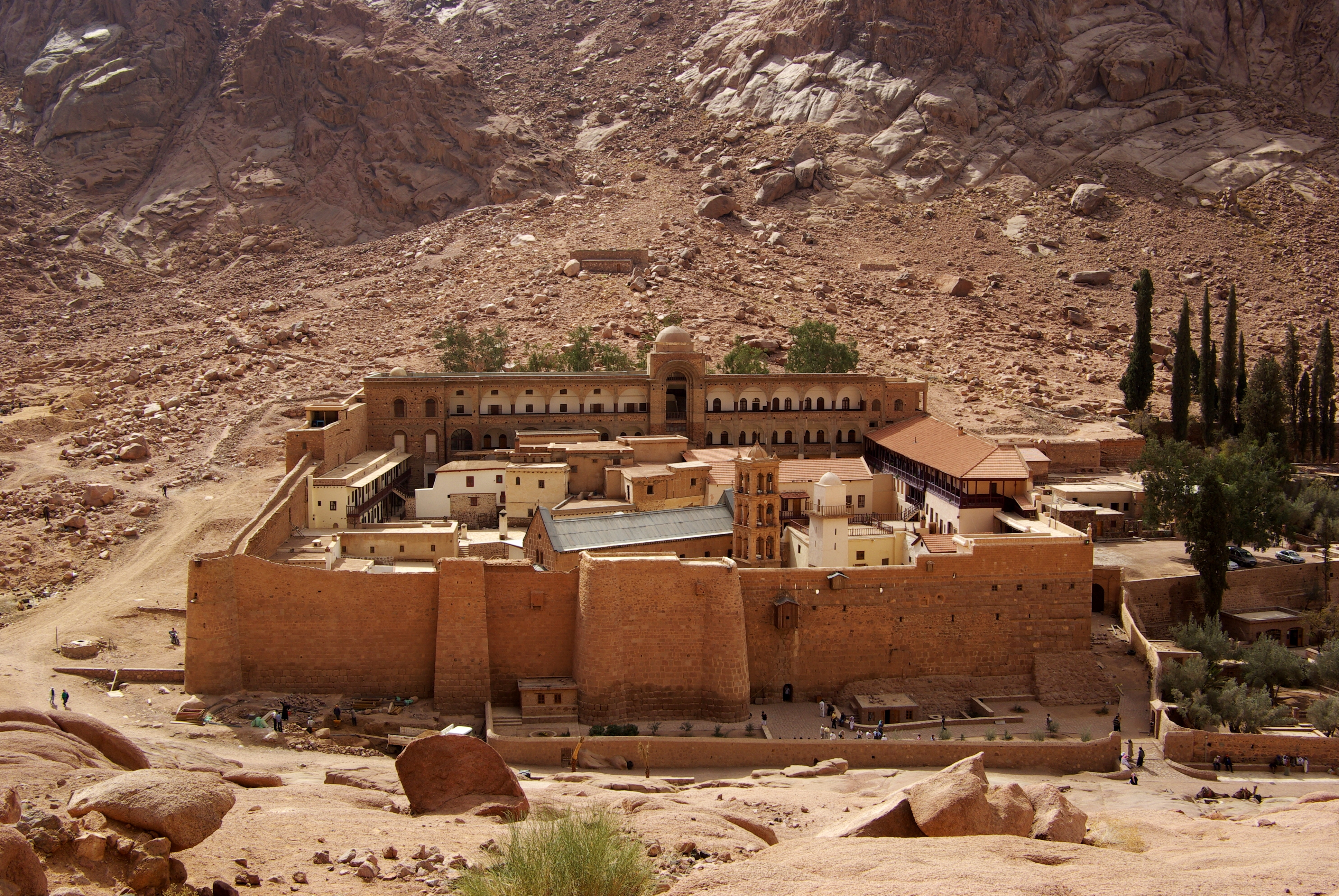
Regione di Santa Caterina

### Eritrea
- 2017 - Culturale  - Asmara

### Etiopia
- 1980 - Culturale  - Bassa valle dell'Auasc
- 1978 - Culturale  - Chiese rupestri di Lalibela.
- 1979 - Culturale  - Fasil Ghebbi.
- 1978 - Naturale - Parco nazionale del Semien †
- 2006 - Culturale  - Harar Jugol.
- 1980 - Culturale  -  Bassa valle dell'Omo.
- 2011 - Culturale  -  Paesaggio culturale dei Konso.
- 1980 - Culturale  -  Tiya.
- 1980 - Culturale  -  Aksum.

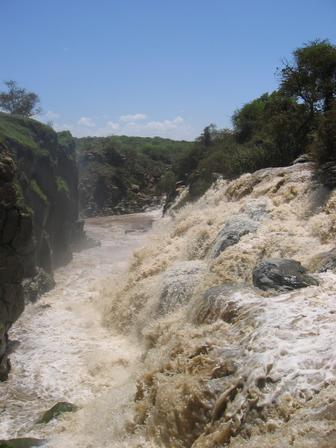
Fiume Auash
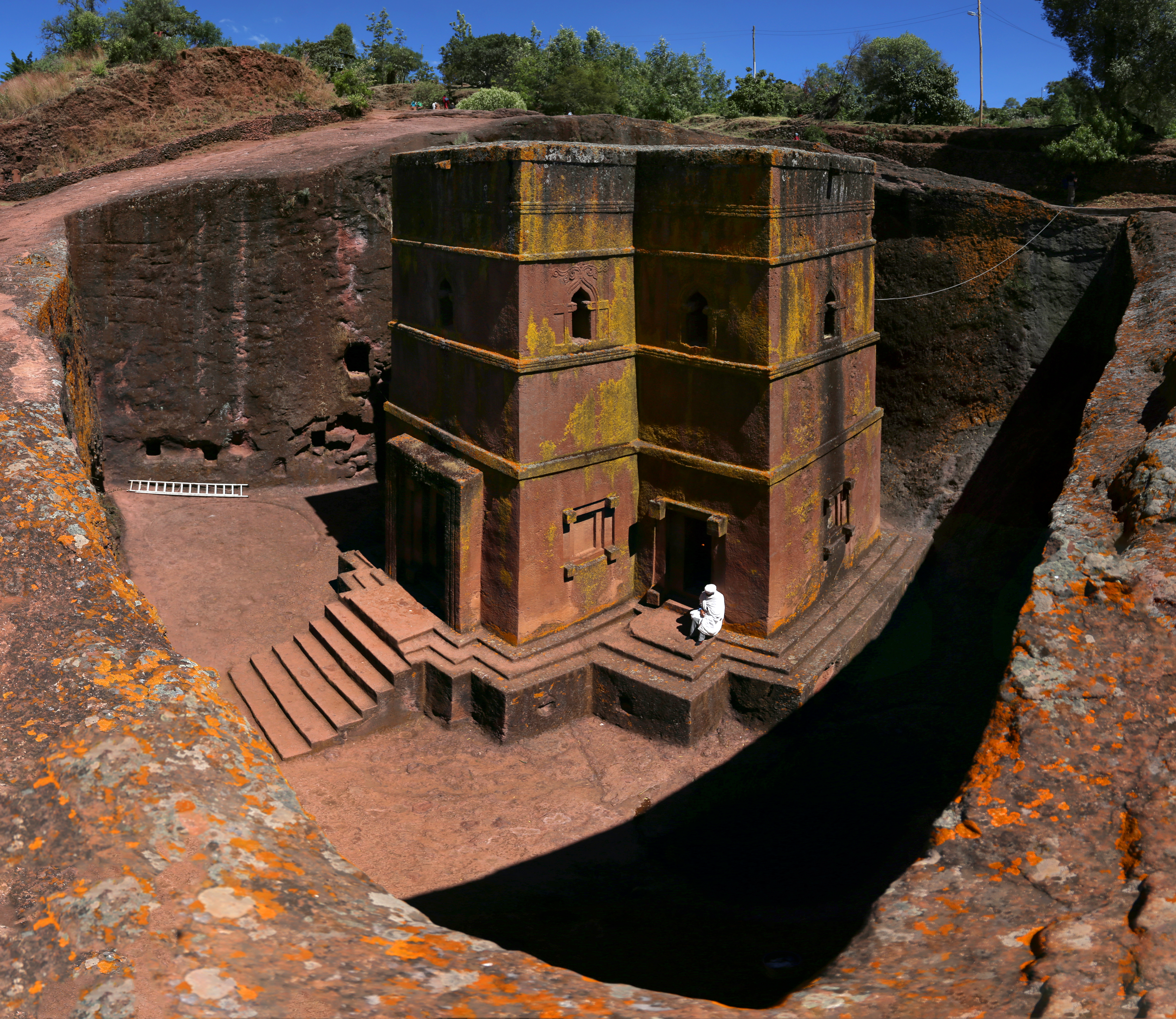
Chiese rupestri di Lalibella
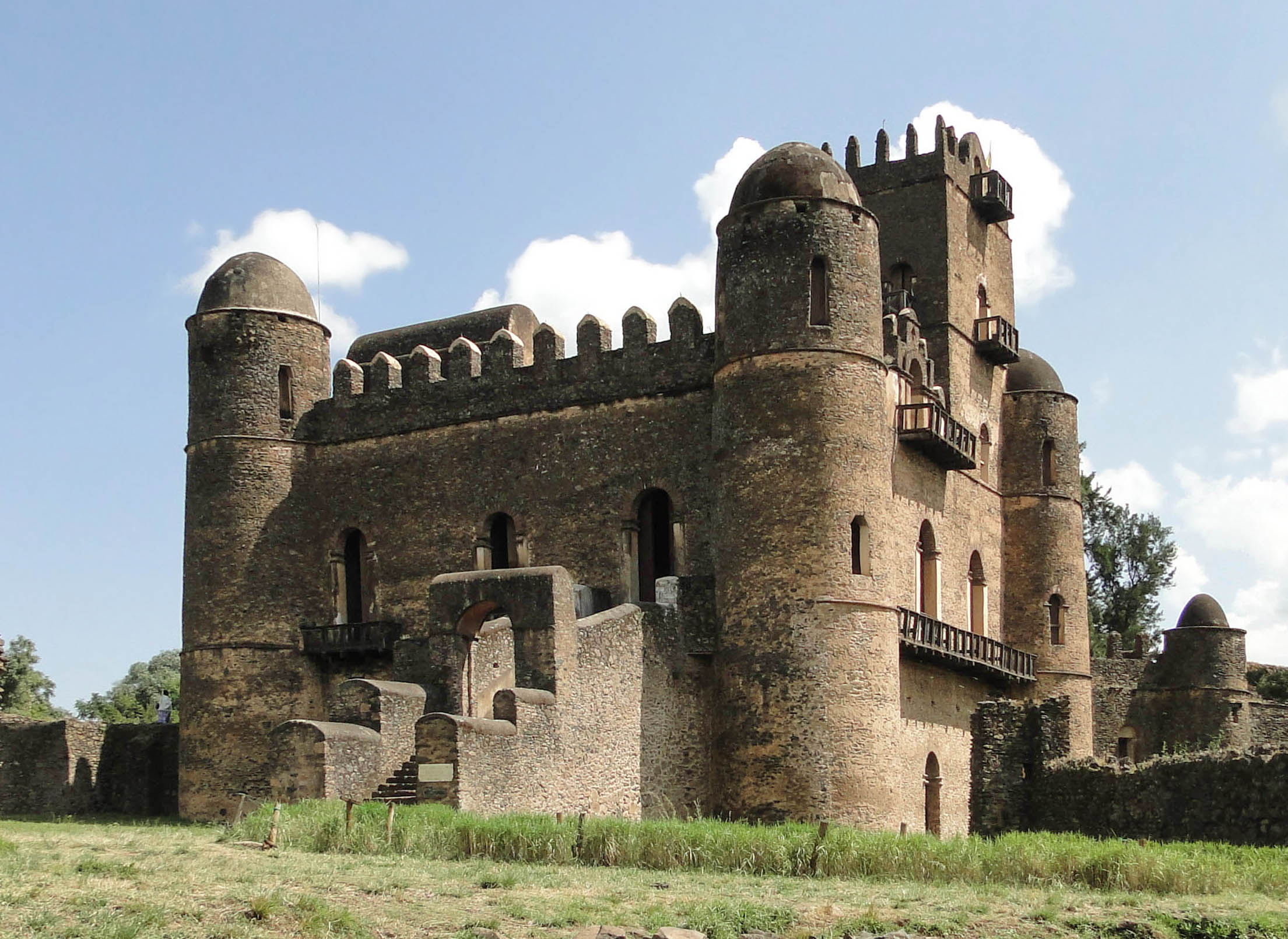
Palazzo dei Fasilidi
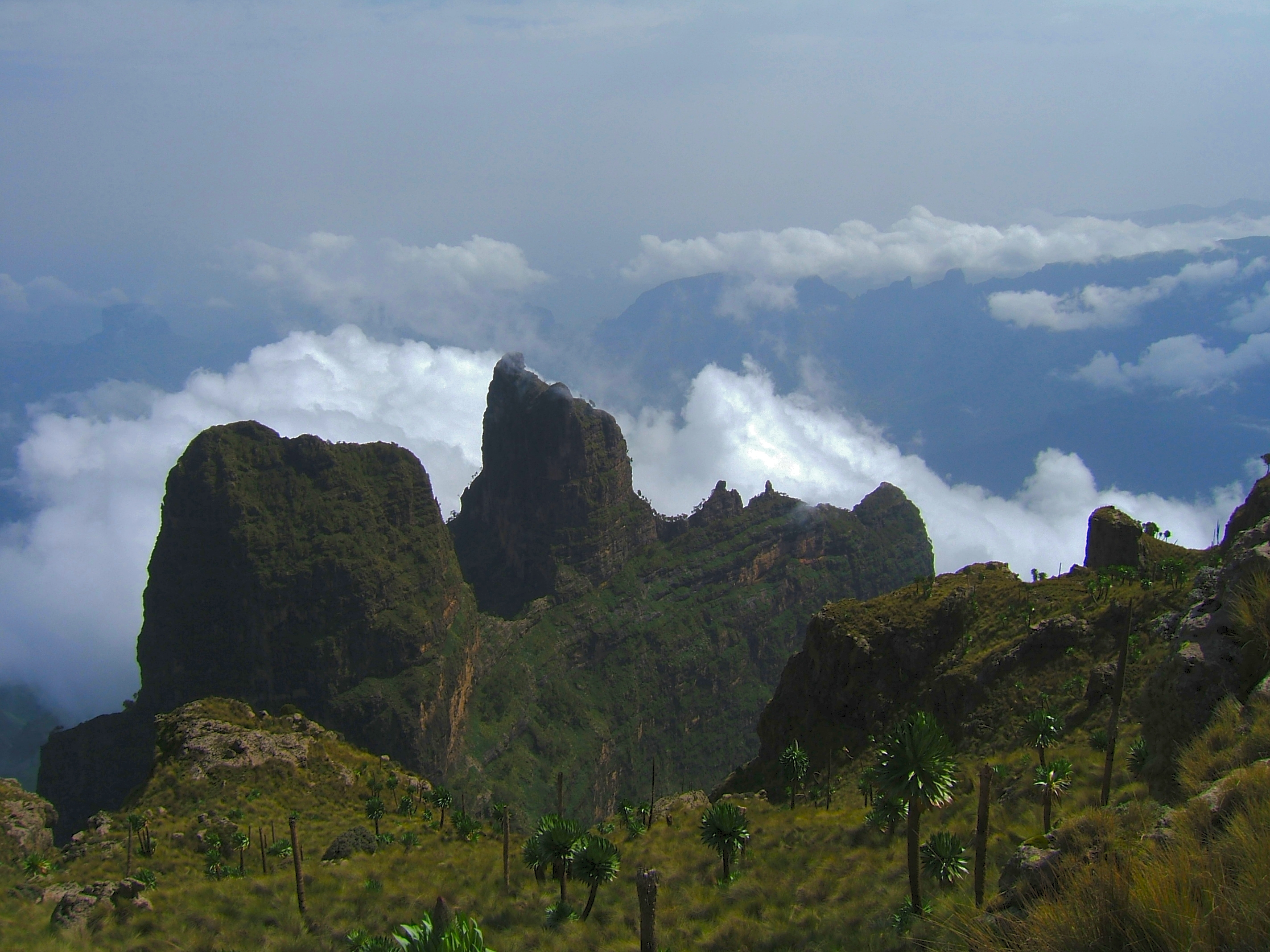
Monti Simien
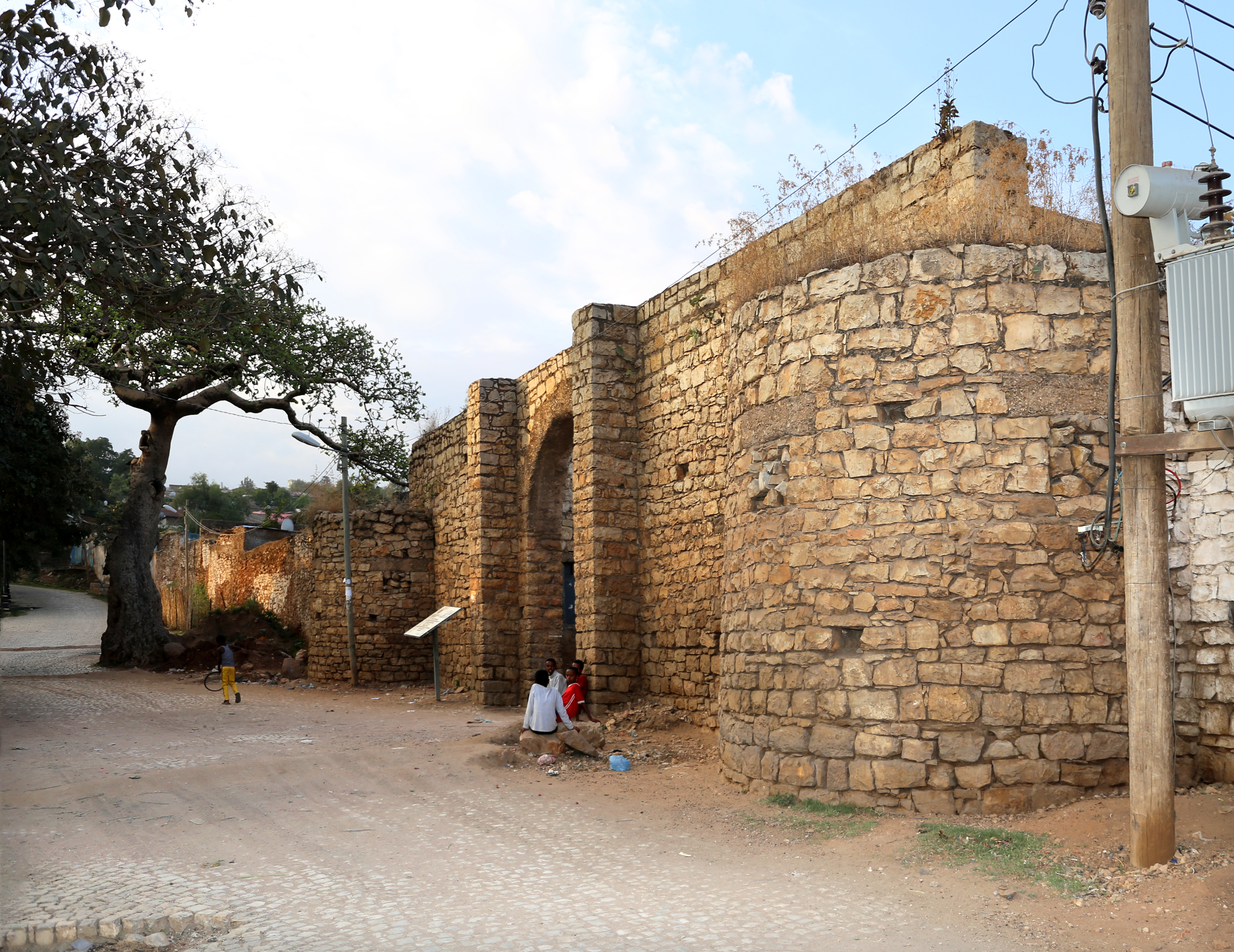
Le mura della città di Harar
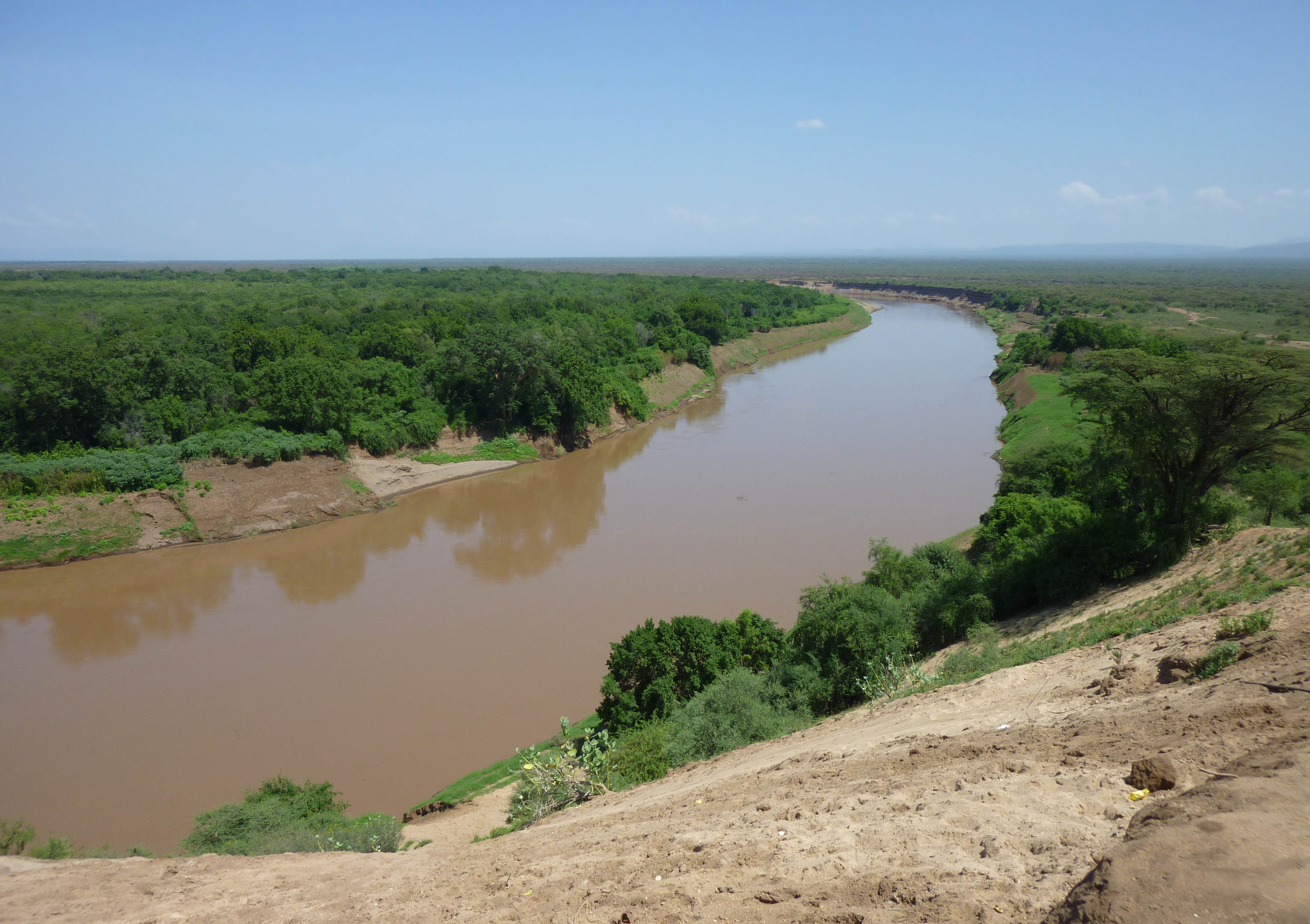
Fiume Omo
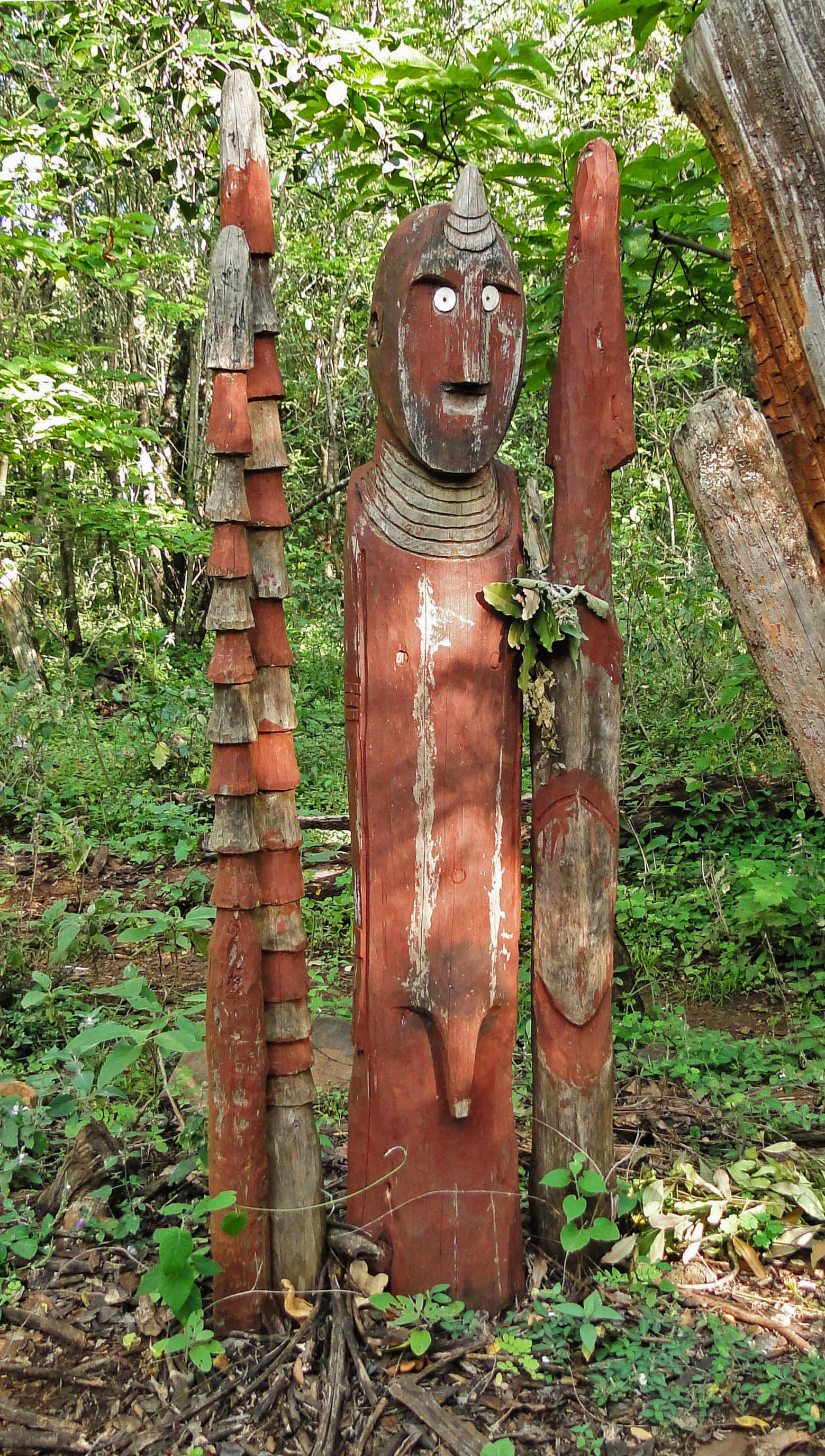
Waga
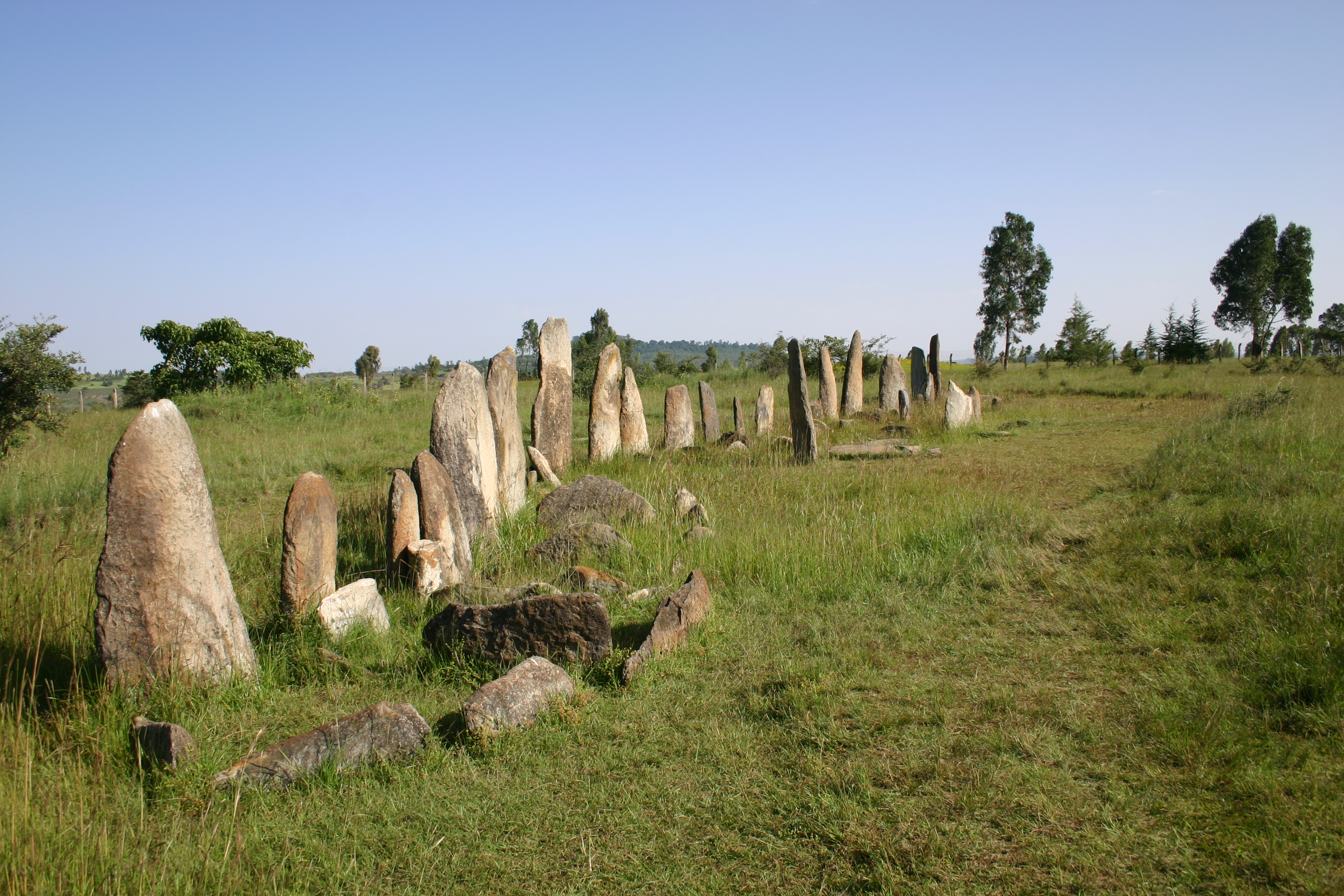
Tiya
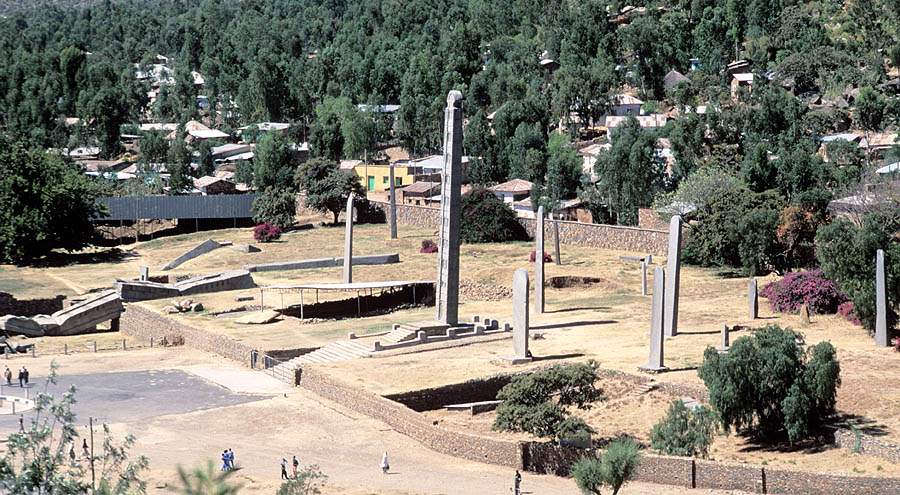
Aksum

### Francia[note 1]
- 2010 - Naturale - Pitons, circhi e scarpate dell'isola di Riunione

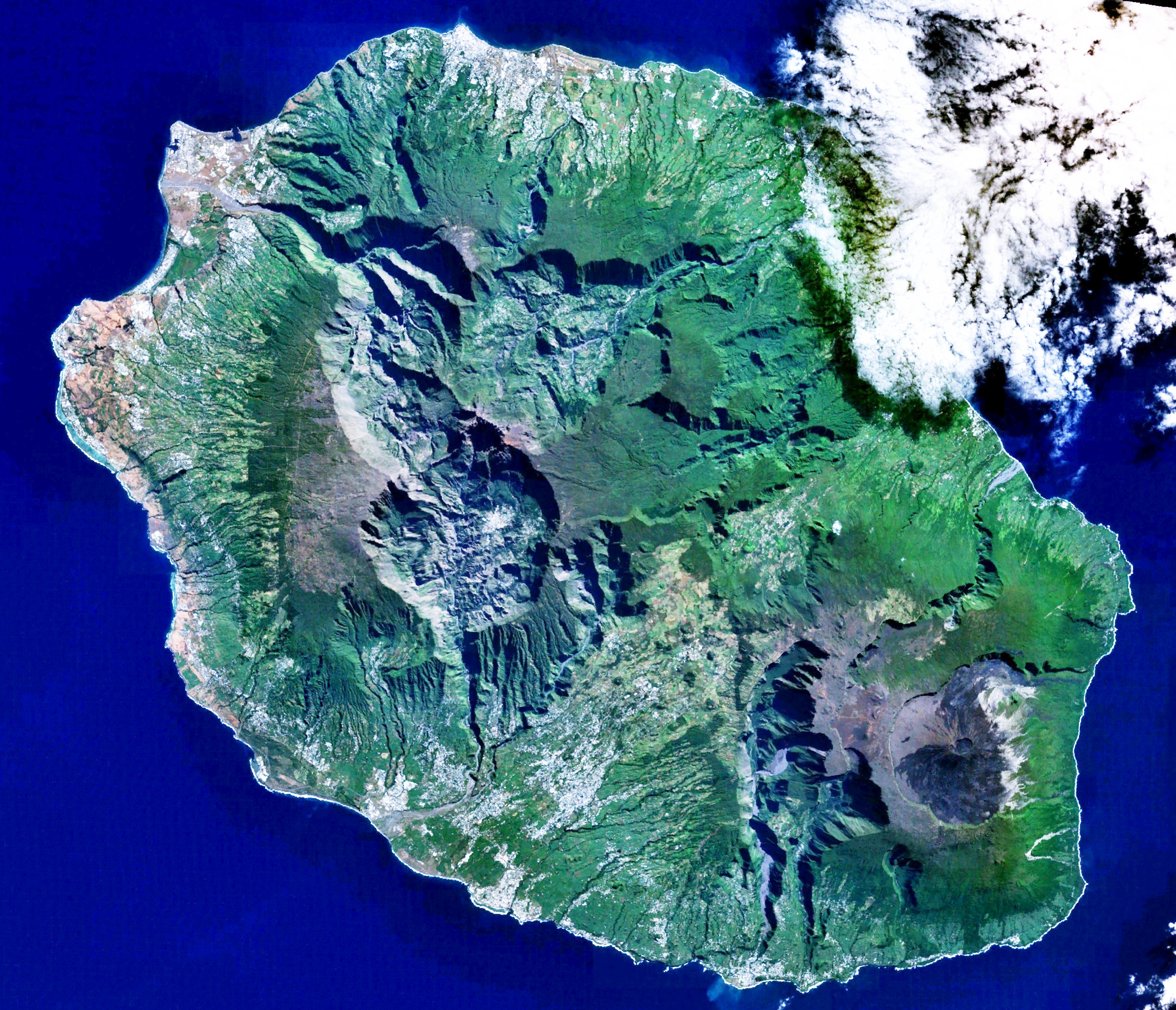
La Riunione

### Gabon
- 2007 - Misto - Parco nazionale di Lopé

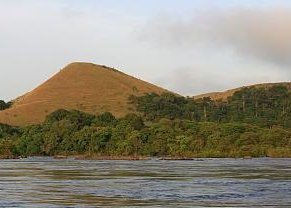
Fiume

### Gambia
- 2003 - Culturale  - Isola James

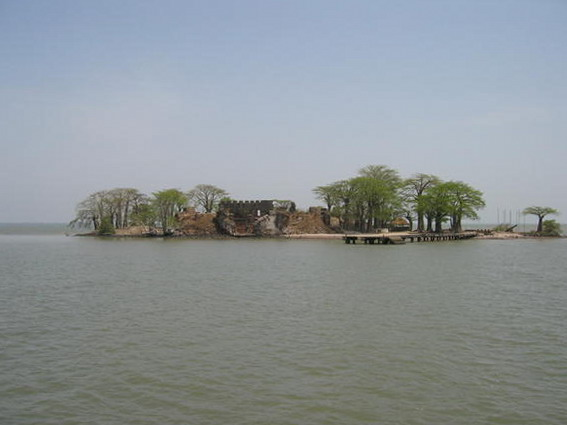
Il fiume Gambia

### Gambia*, Senegal*
- 2006 - Culturale  - Cerchi di pietra di Senegambia

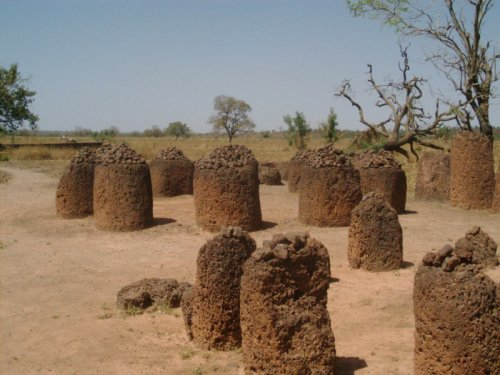
Senegambia

### Ghana
- 1979 - Culturale  - Forti e castelli, Volta, Grande Accra, Regione Centrale e Occidentale
- 1980 - Culturale  - Edifici tradizionali Ashanti

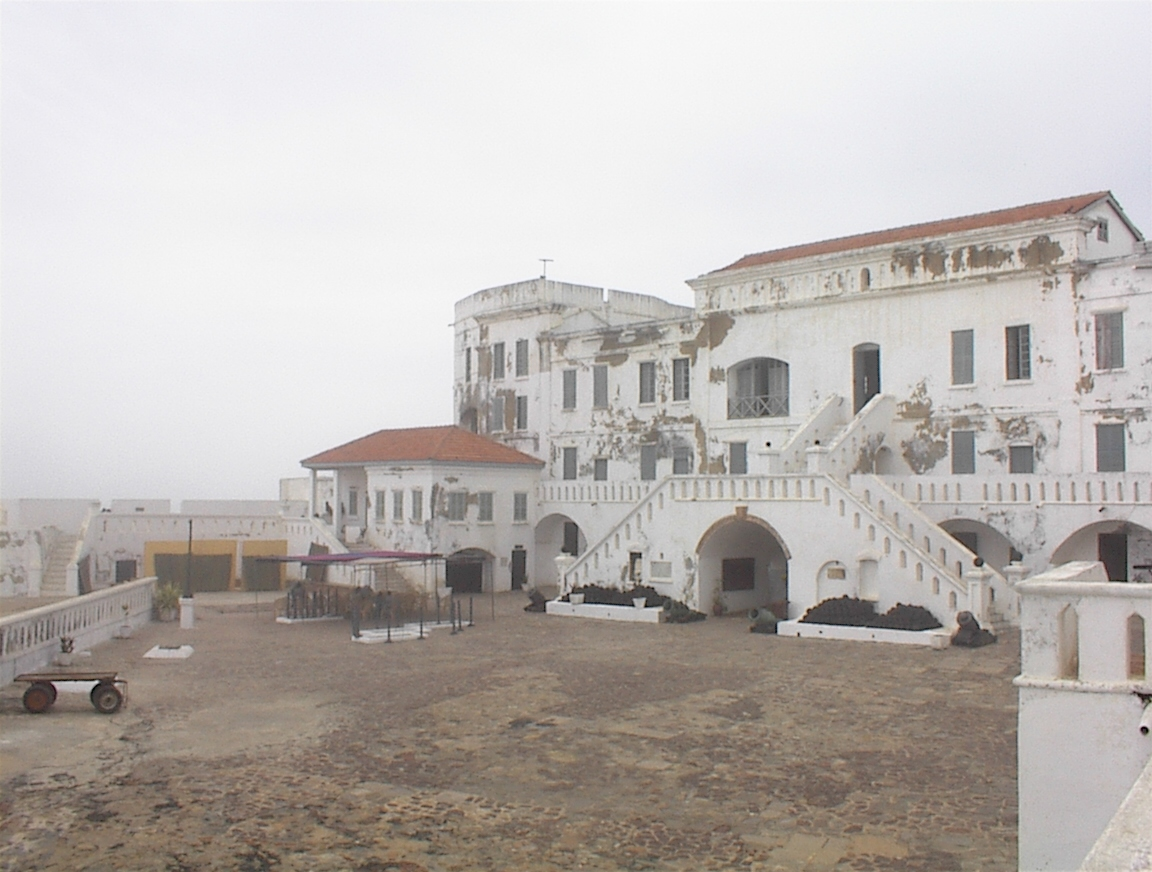
il castello
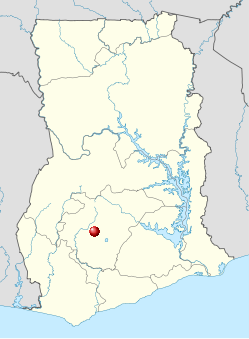
Ashanti mappa

### Guinea
- 1981 - Naturale - Riserva naturale integrale del Monte Nimba

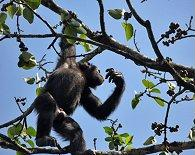
Chimpanzé de Guinée

### Kenya
- 1997 - Naturale - Parco nazionale del Monte Kenya
- 2008 - Culturale  - Foreste sacre dei Kaya
- 1997 - Naturale - Parchi nazionali del Lago Turkana
- 2001 - Culturale  - Lamu
- 2011 - Culturale  - Fort Jesus
- 2011 - Naturale - Rete dei laghi del Kenya nella valle del Grande Rift
- 2018 - Culturale  - Sito archeologico di Thimlich Ohinga

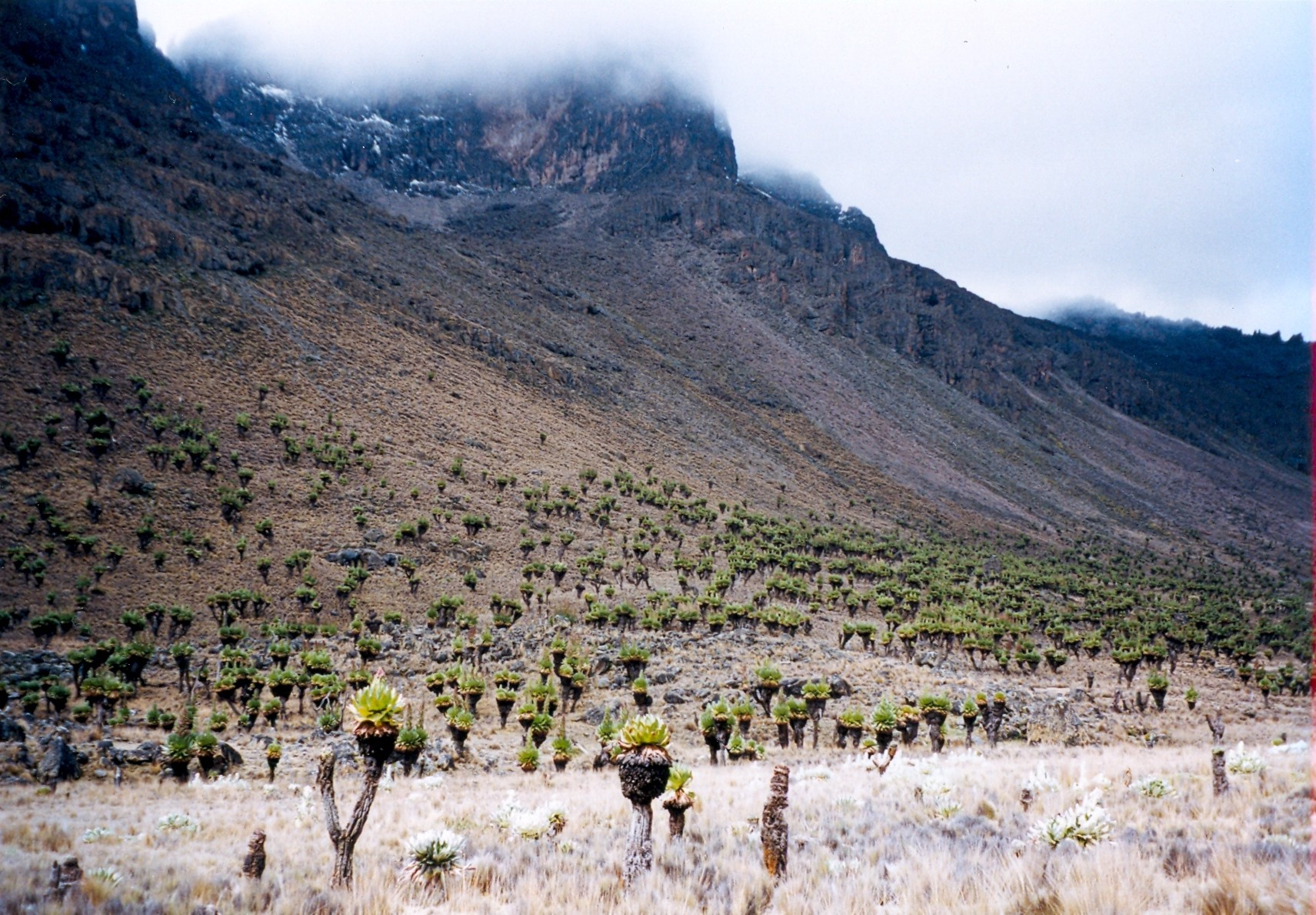
Monte Kenya
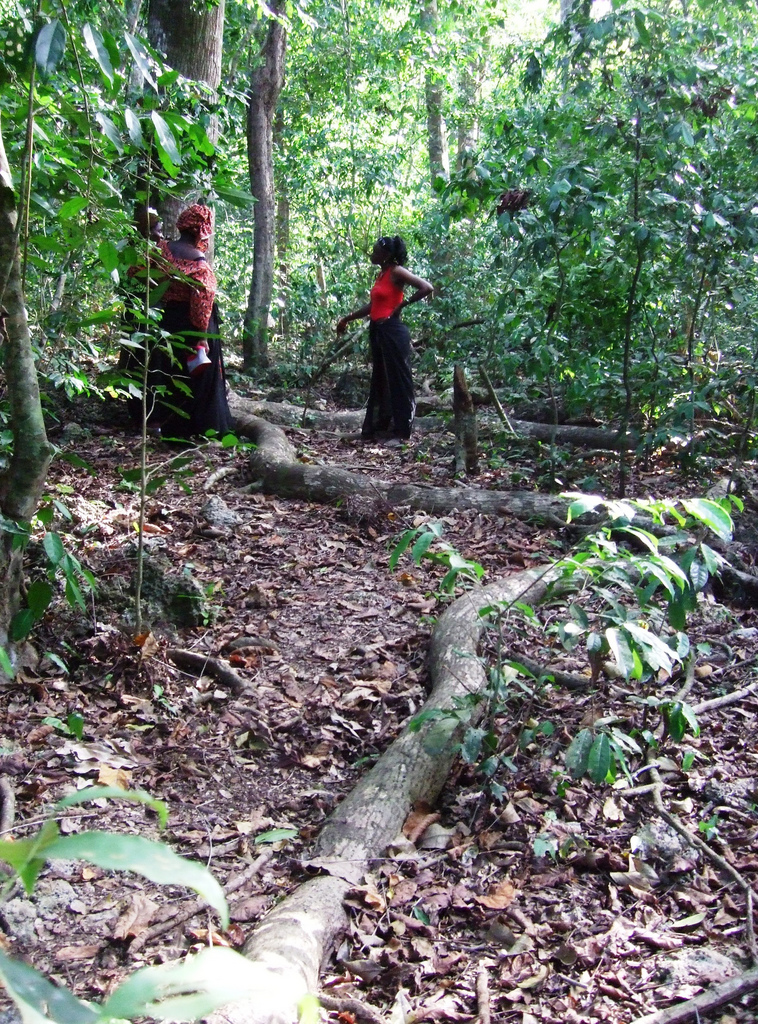
Foreste sacre dei Kaya
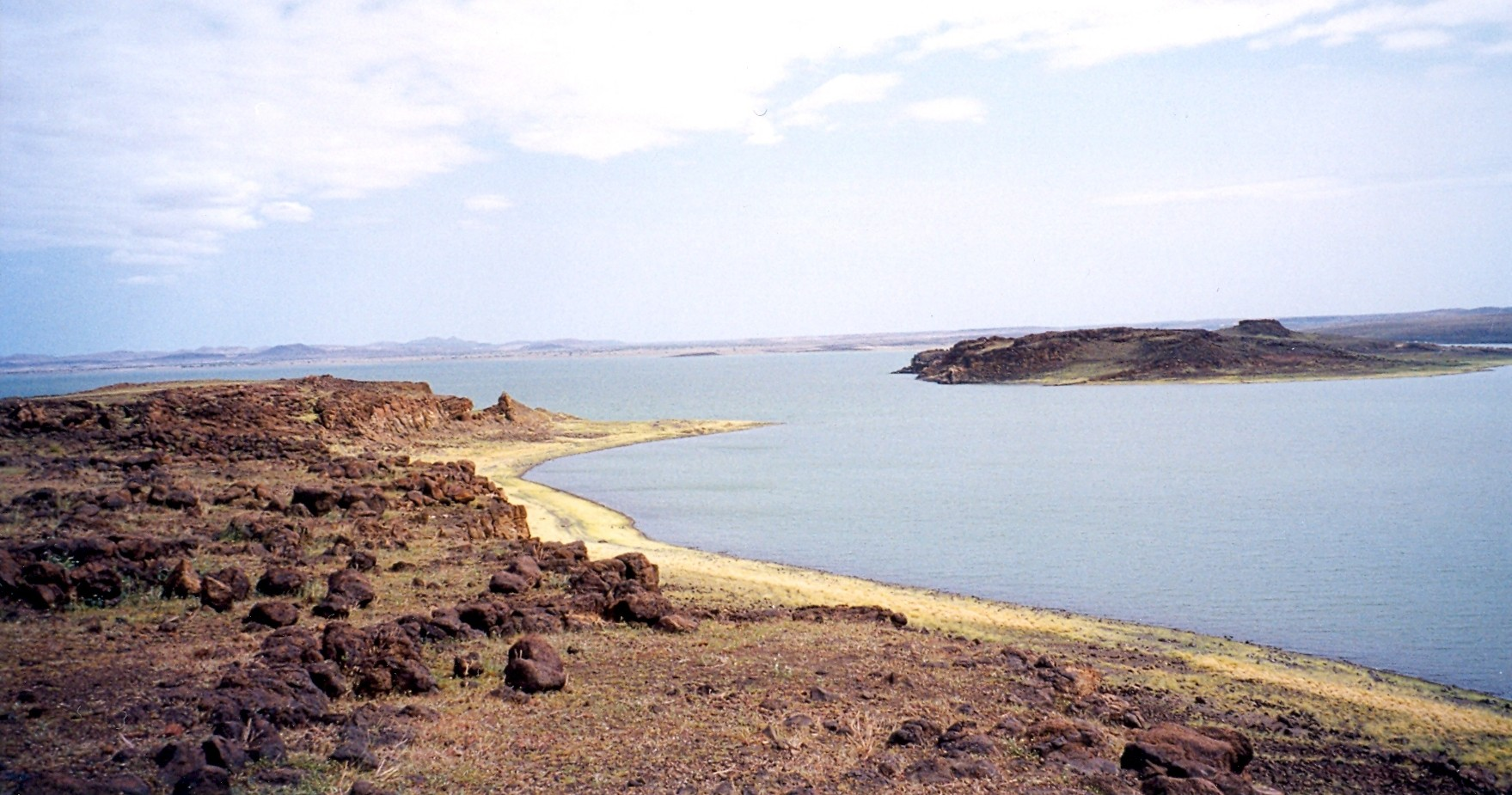
Lago Turkana
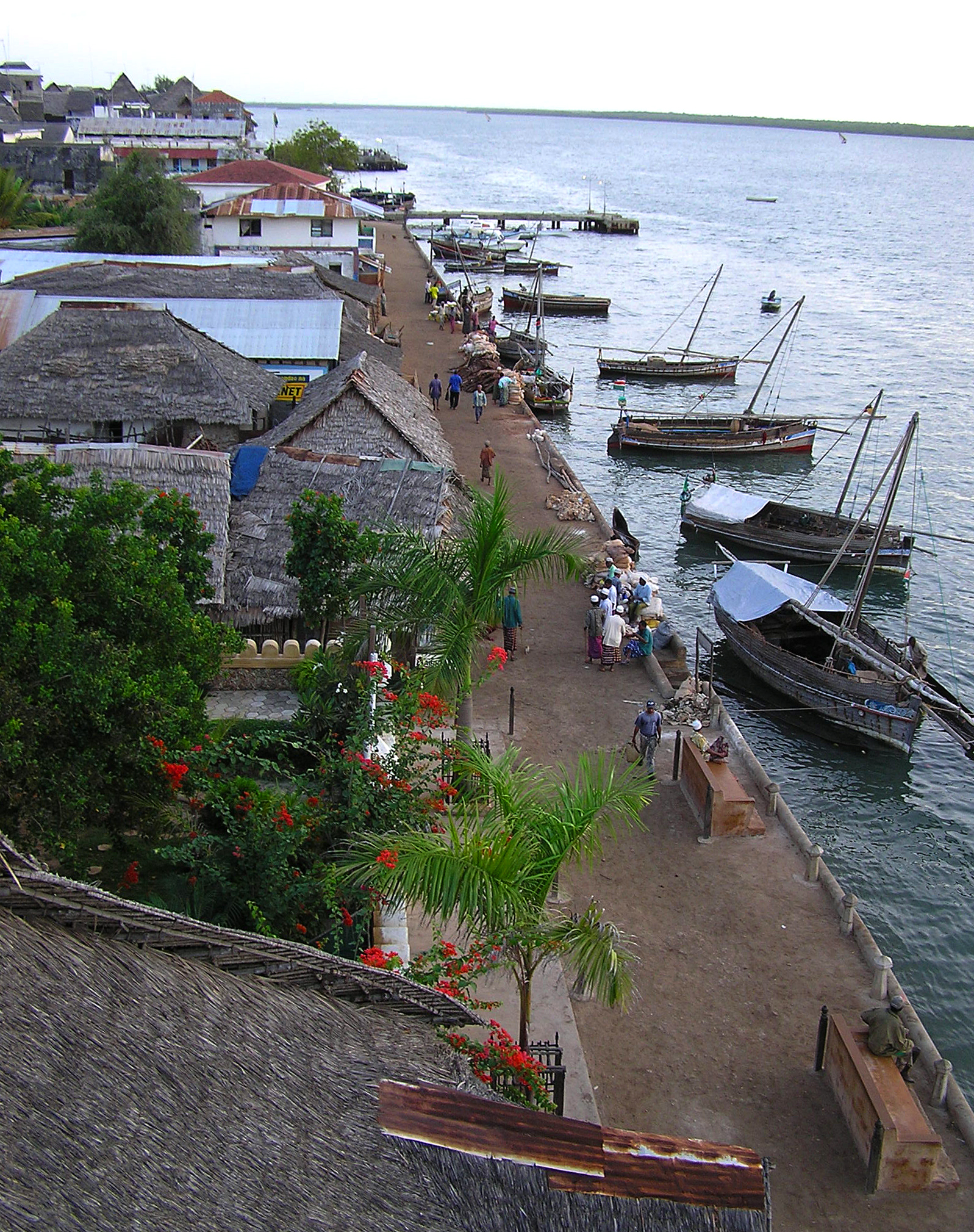
Lamu
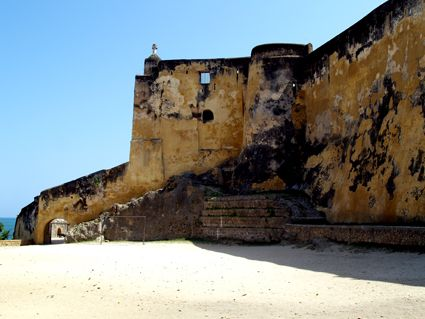
Fort Jesus
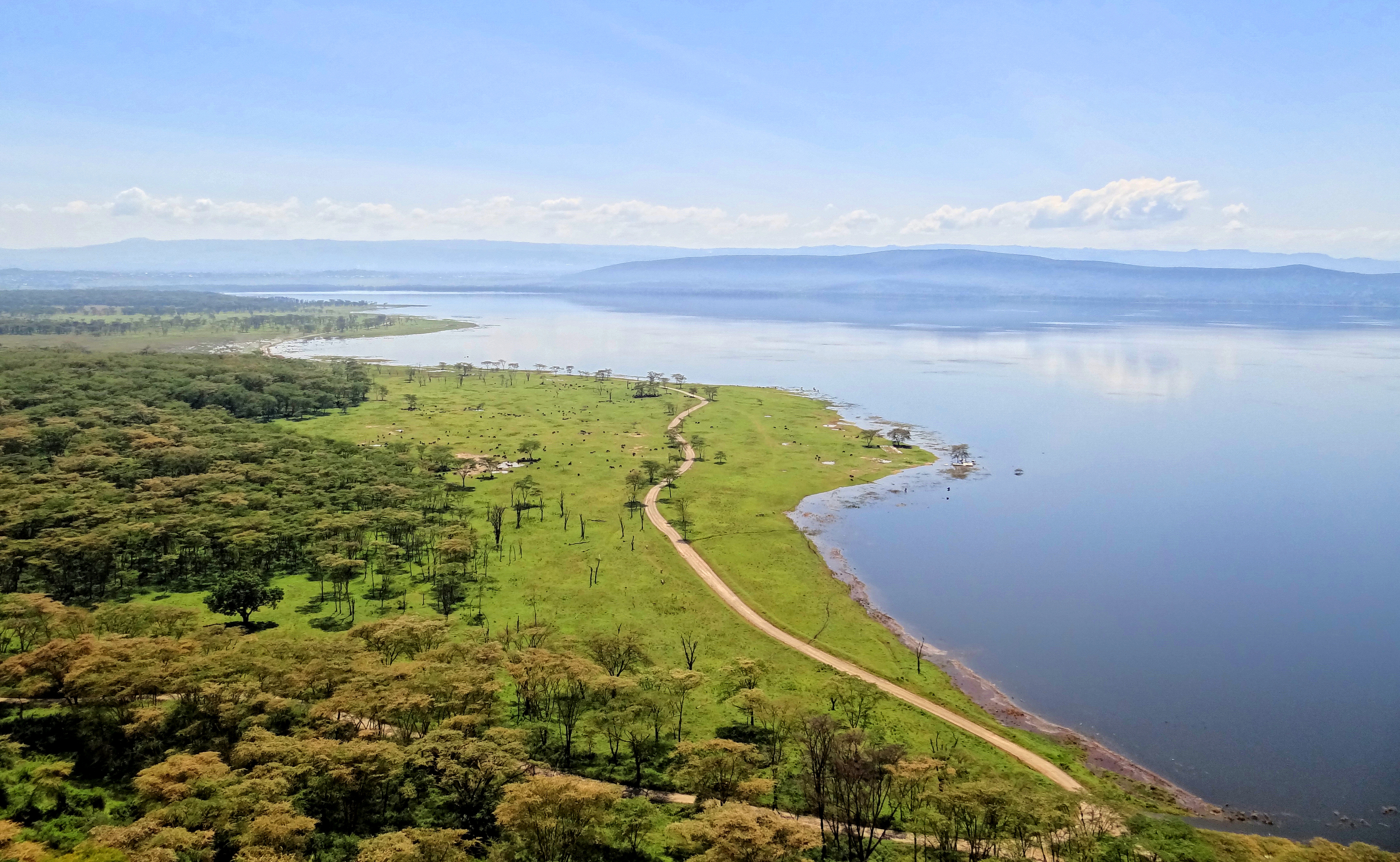
Lago Nakuru

### Lesotho*, Sudafrica*
- 2000 - Misto - Parco Maloti-Drakensberg

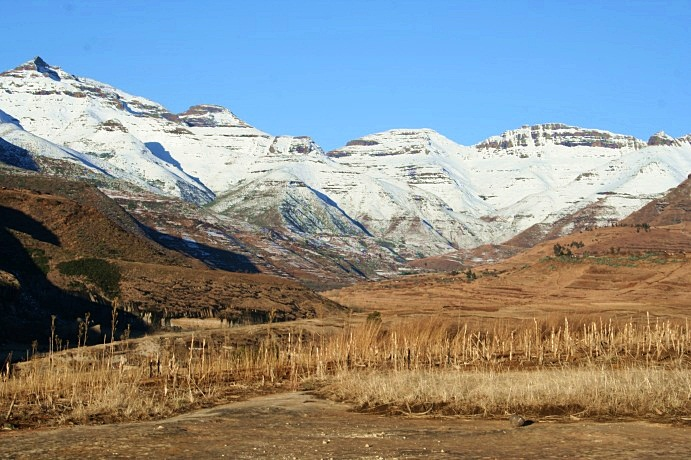
Parco Maloti-Drakensberg

### Libia
- 1985 - Culturale  - Tadrart Acacus †
- 1986 - Culturale  - Gadames †
- 1982 - Culturale  - Cirene †
- 1982 - Culturale  - Leptis Magna †
- 1982 - Culturale  - Sabrata †

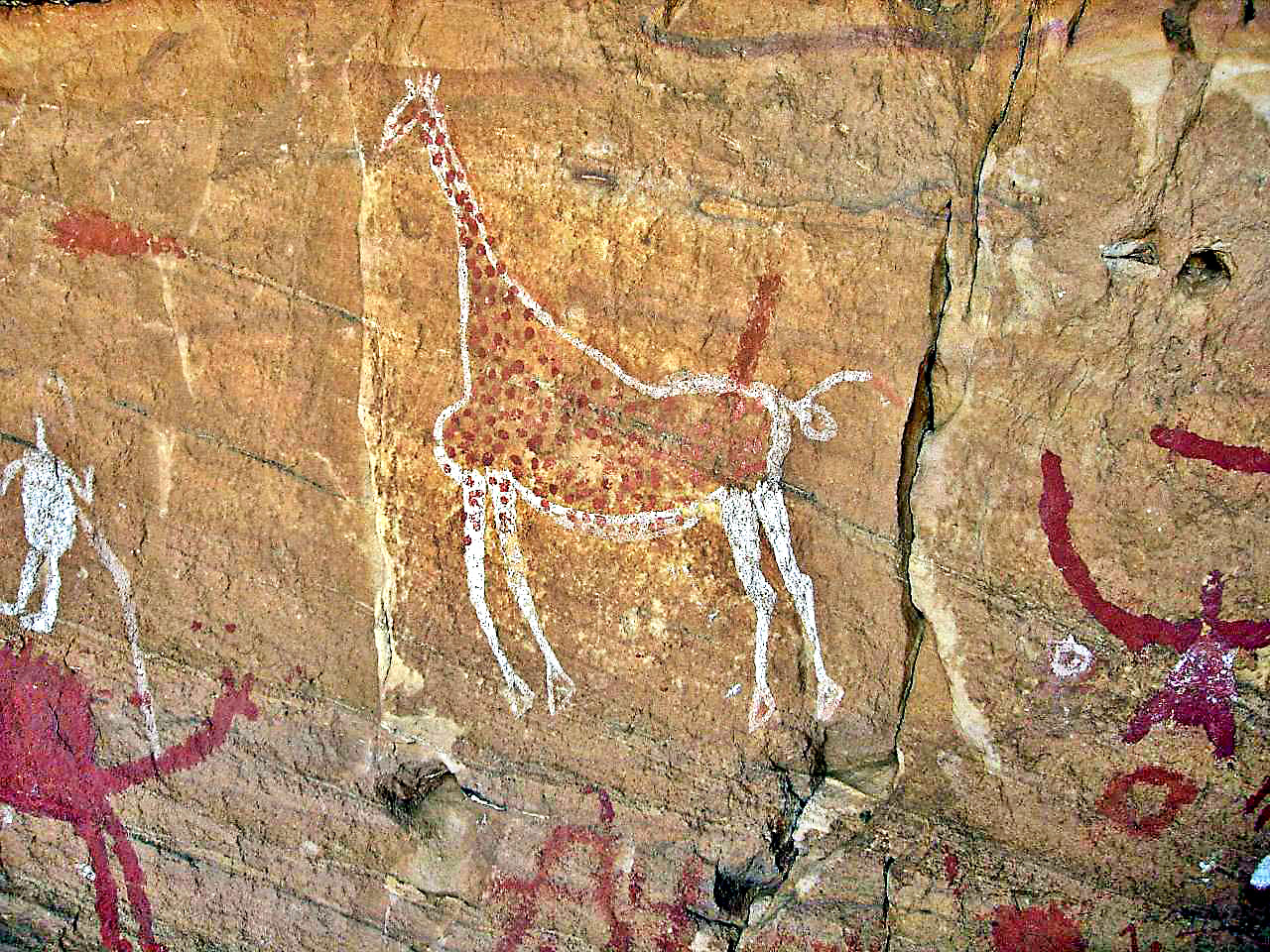
Tadrart Acacus
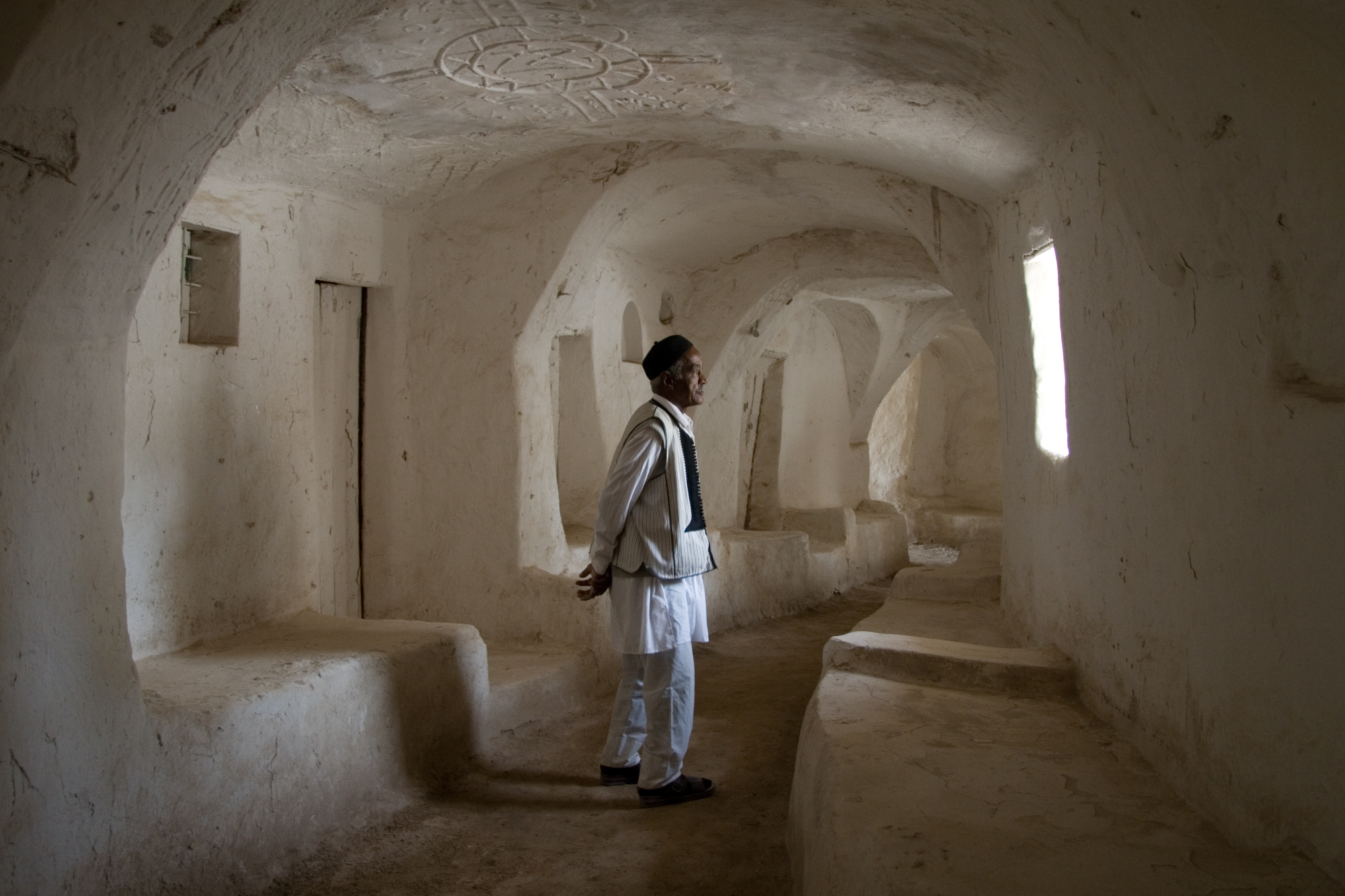
Ghadames
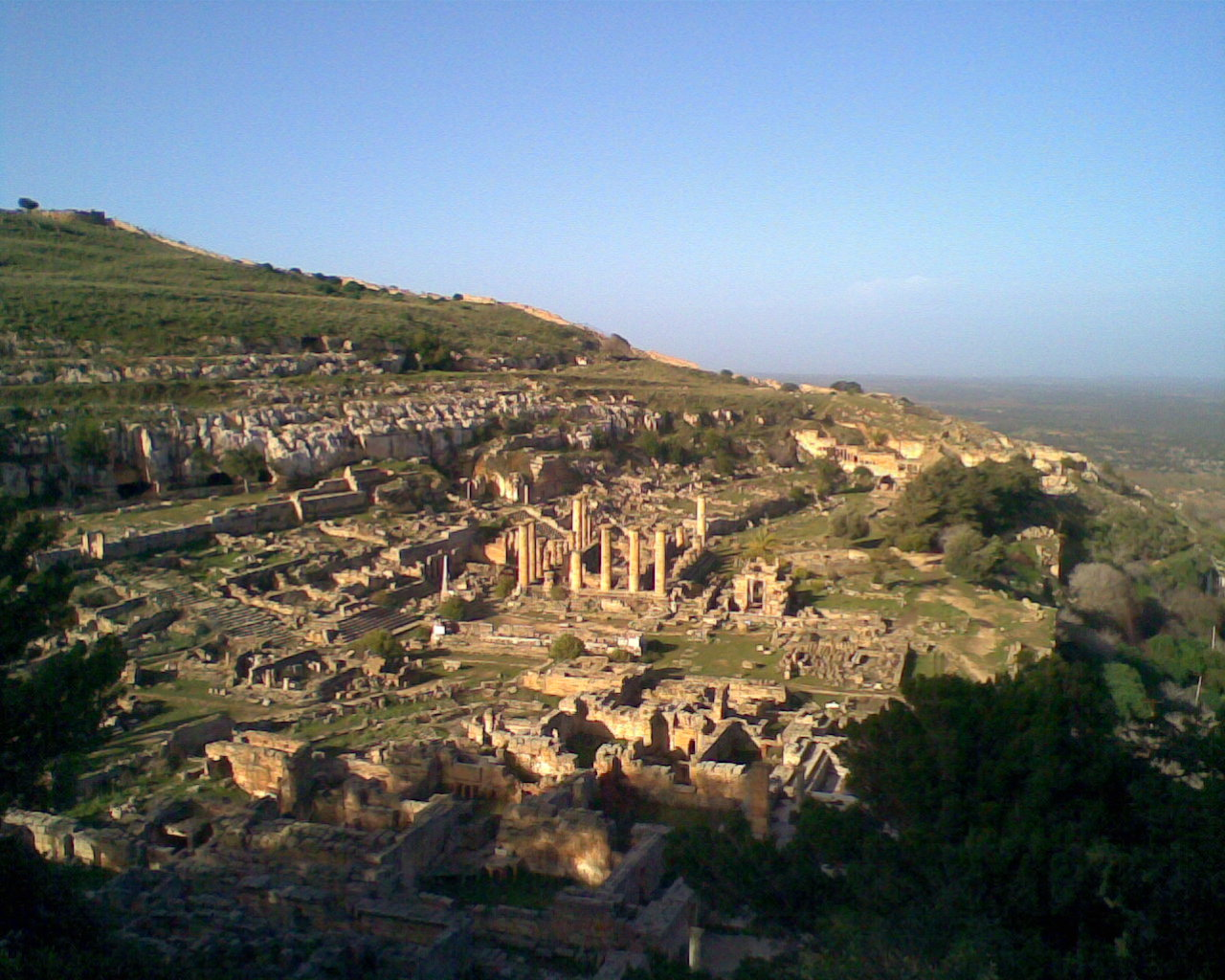
Cirene
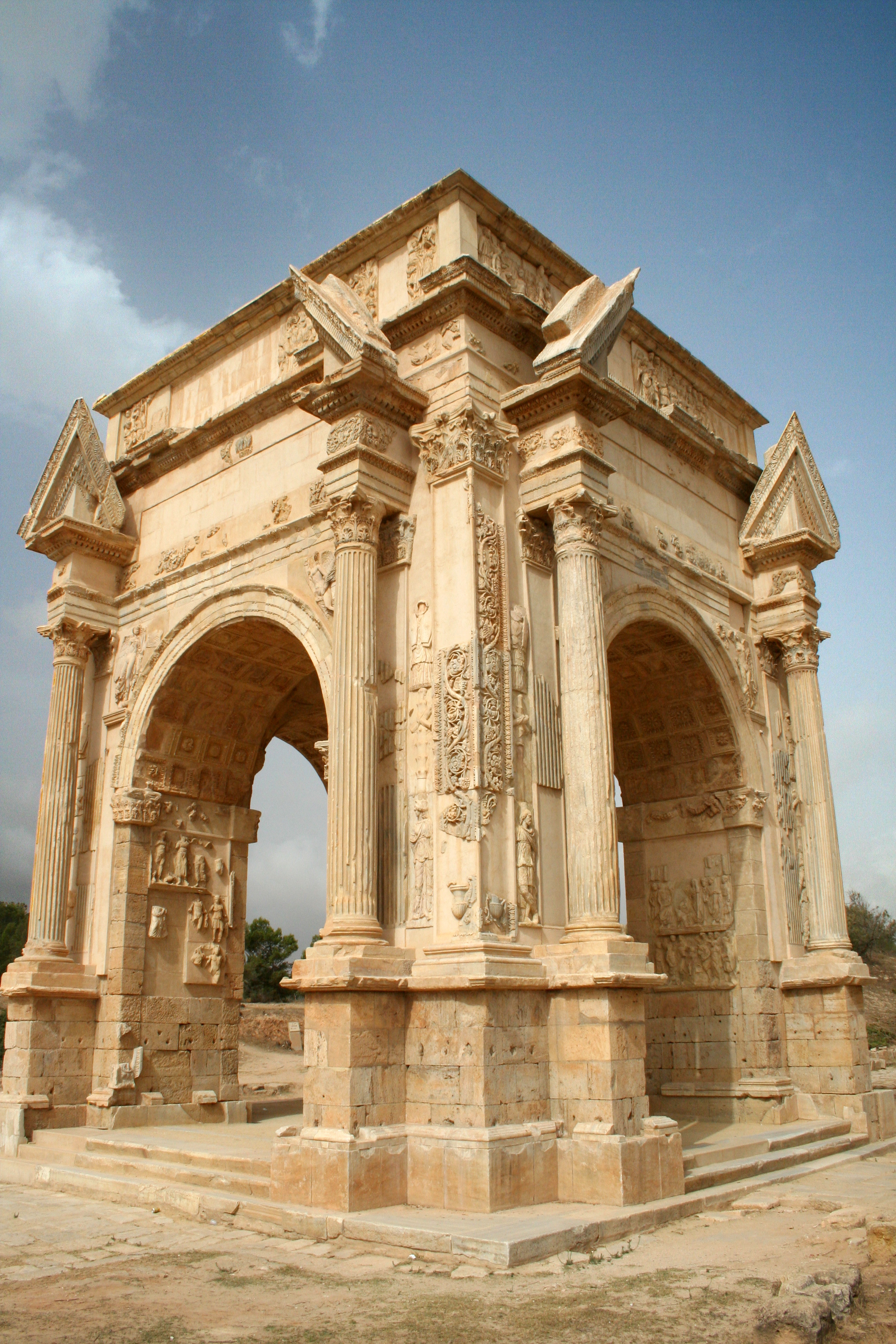
Leptis Magna
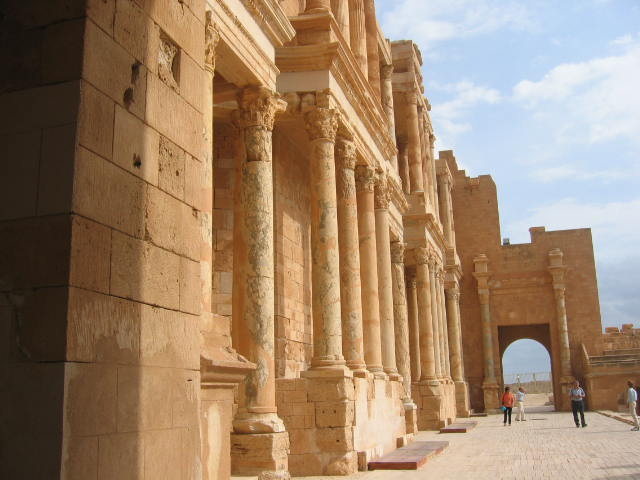
Sabrata

### Madagascar
- 2001 - Culturale  - Collina reale di Ambohimanga
- 2007 - Naturale - Foreste pluviali di Atsinanana †
- 1990 - Naturale - Riserva naturale integrale Tsingy di Bemaraha

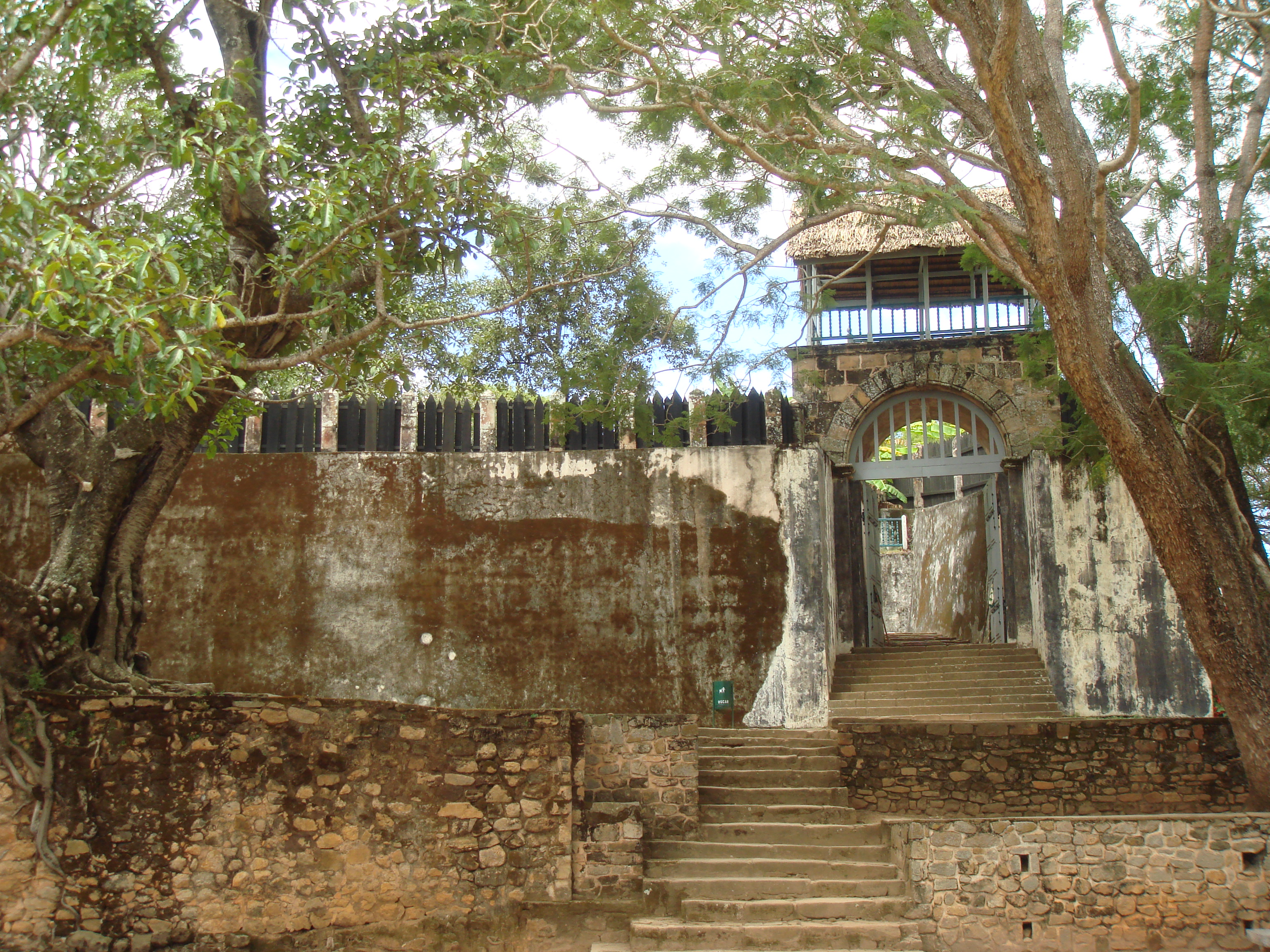
Ambohimanga
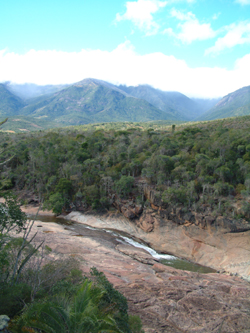
Foreste pluviali di Atsinanana
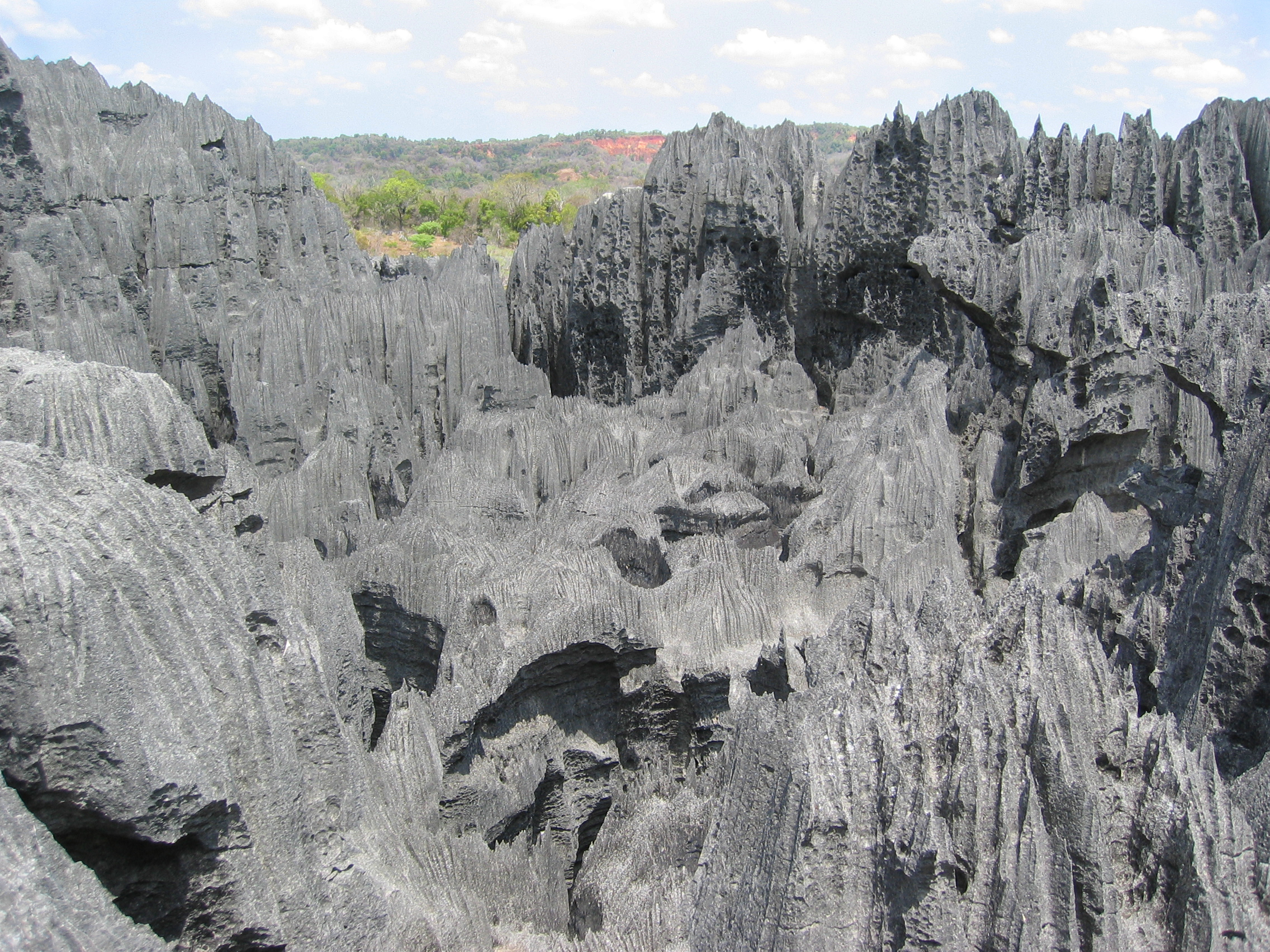
Riserva naturale integrale Tsingy di Bemaraha

### Malawi
- 1984 - Naturale - Parco nazionale del Lago Malawi
- 2006 - Culturale  - Arte rupestre di Chongoni

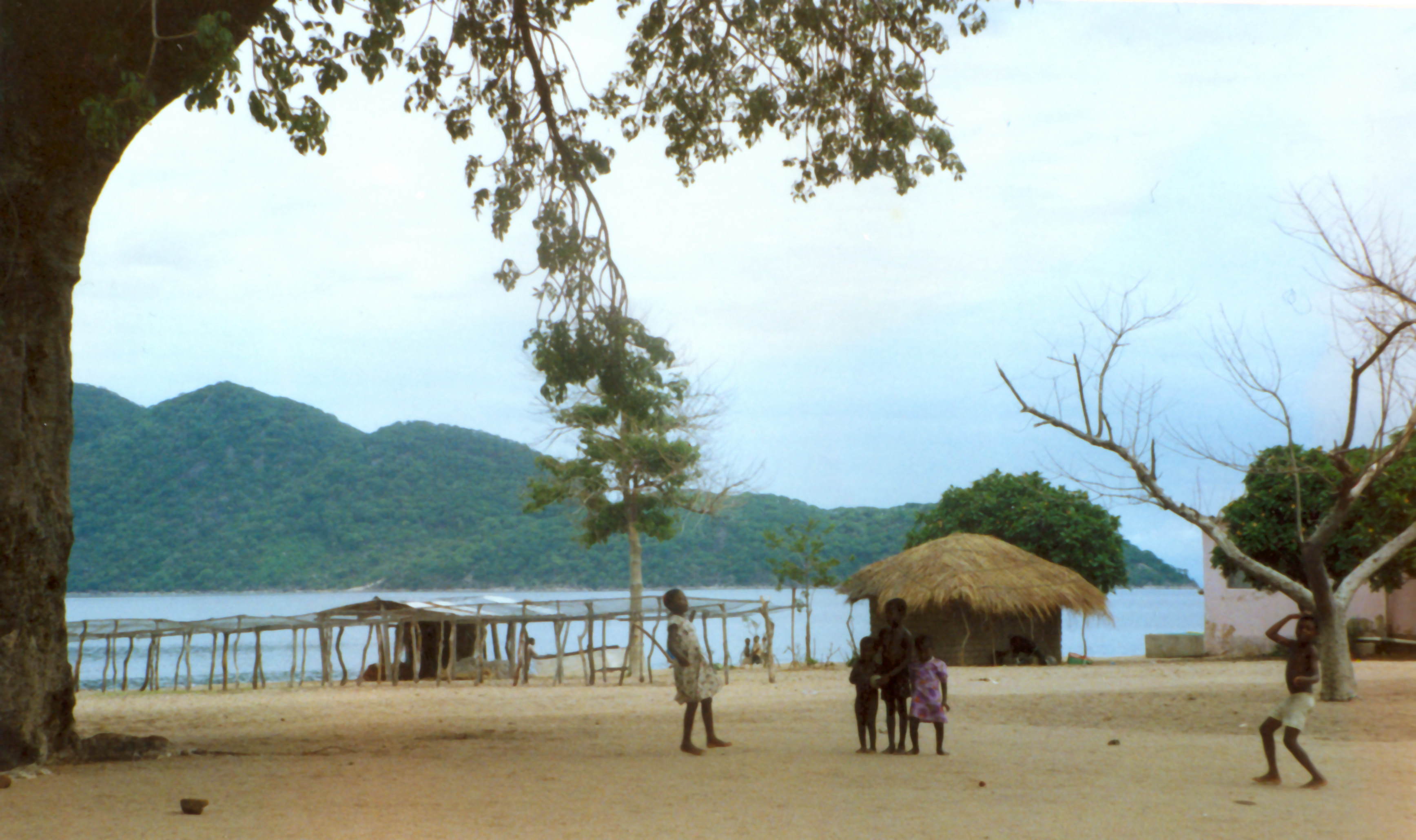
Parco nazionale del Lago Malawi
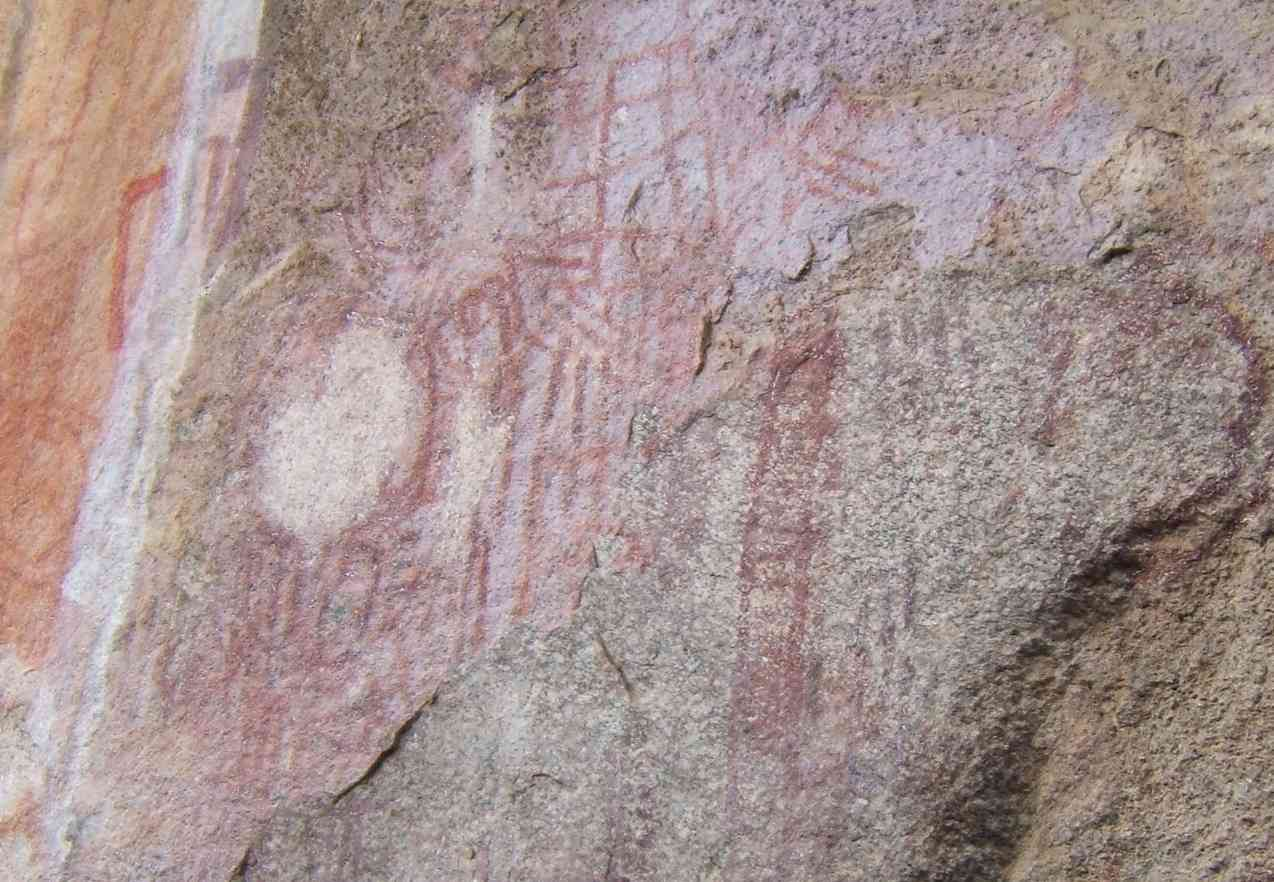
Arte rupestre di Chongoni

### Mali
- 1989 - Misto - Falesia di Bandiagara
- 1988 - Culturale  - Djenné †
- 2004 - Culturale  - Tomba di Askia †
- 1988 - Culturale  - Timbuctù †

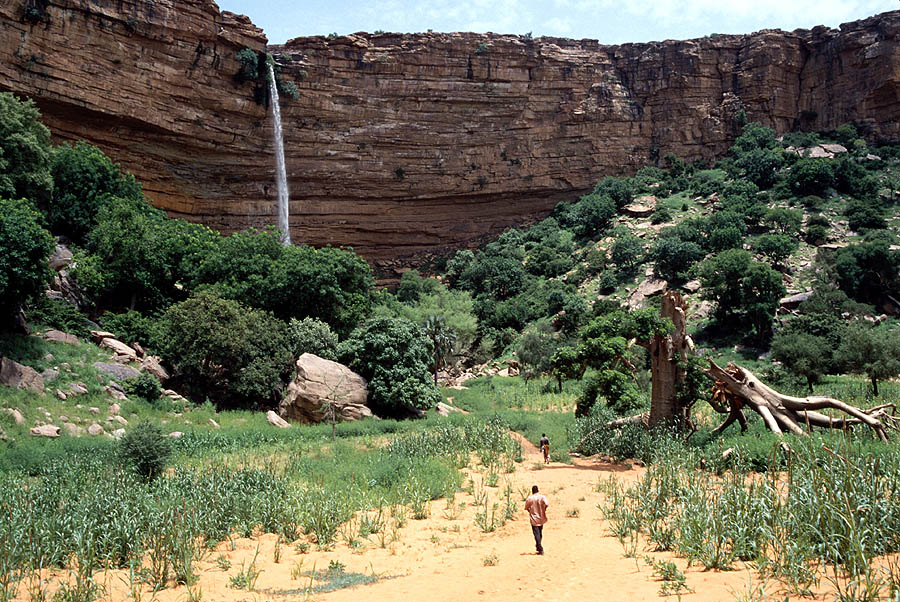
Falesia di Bandiagara]
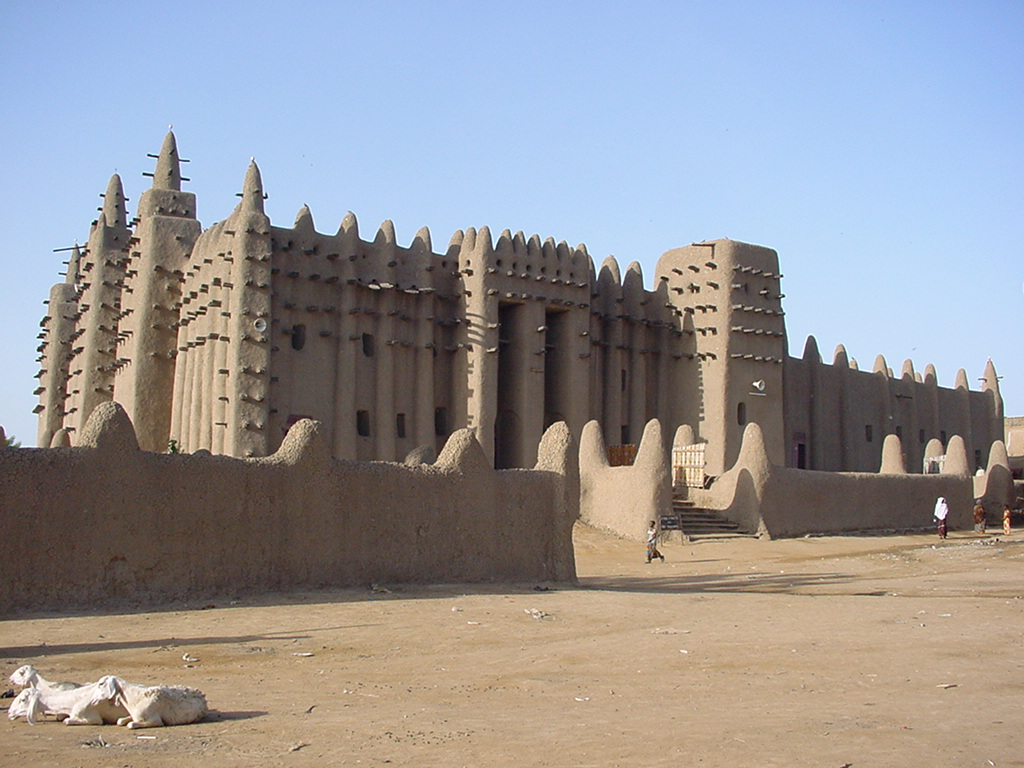
Djenné
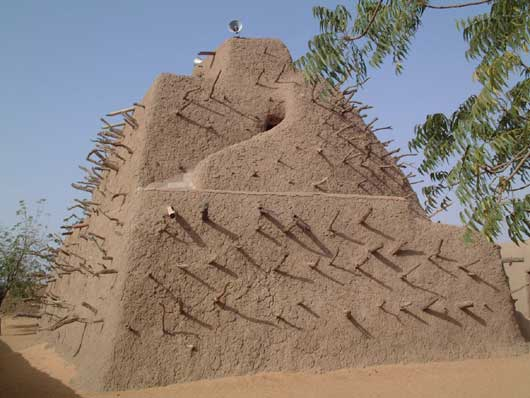
Tomba di Askia
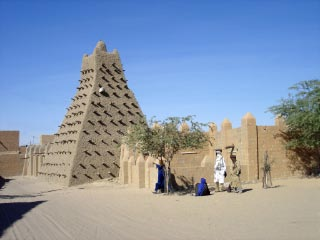
Timbuctù

### Marocco
- 1987 - Culturale  - Aït-ben-Haddou
- 2004 - Culturale  - El Jadida
- 2001 - Culturale  - Essaouira
- 1981 - Culturale  - Fes el-Bali
- 1985 - Culturale  - Marrakech
- 1996 - Culturale  - Meknès
- 1997 - Culturale  - Sito archeologico di Volubilis
- 2012 - Culturale  - Rabat, capitale moderna e storica
- 1997 - Culturale  - Tétouan

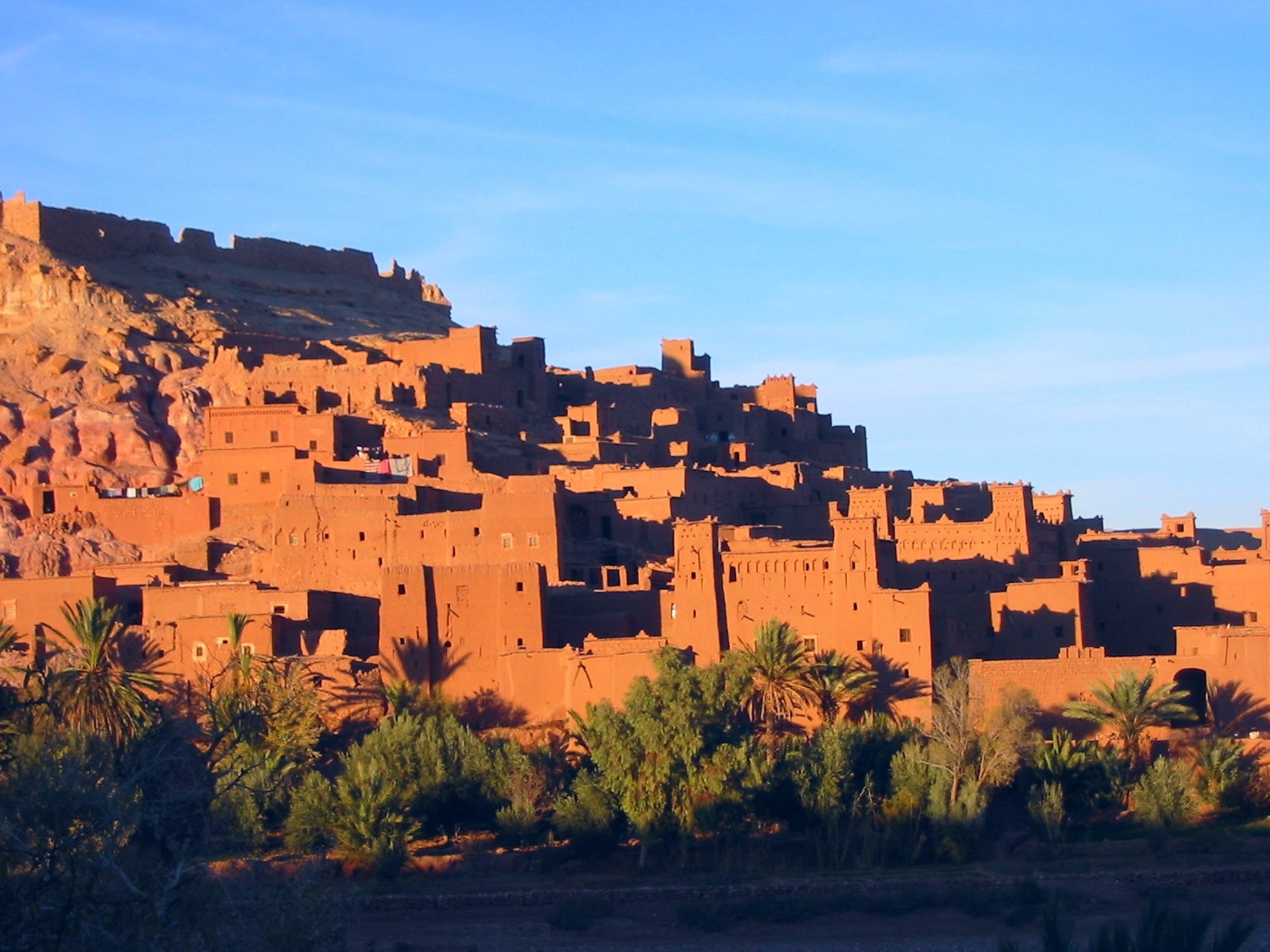
Aït-ben-Haddou
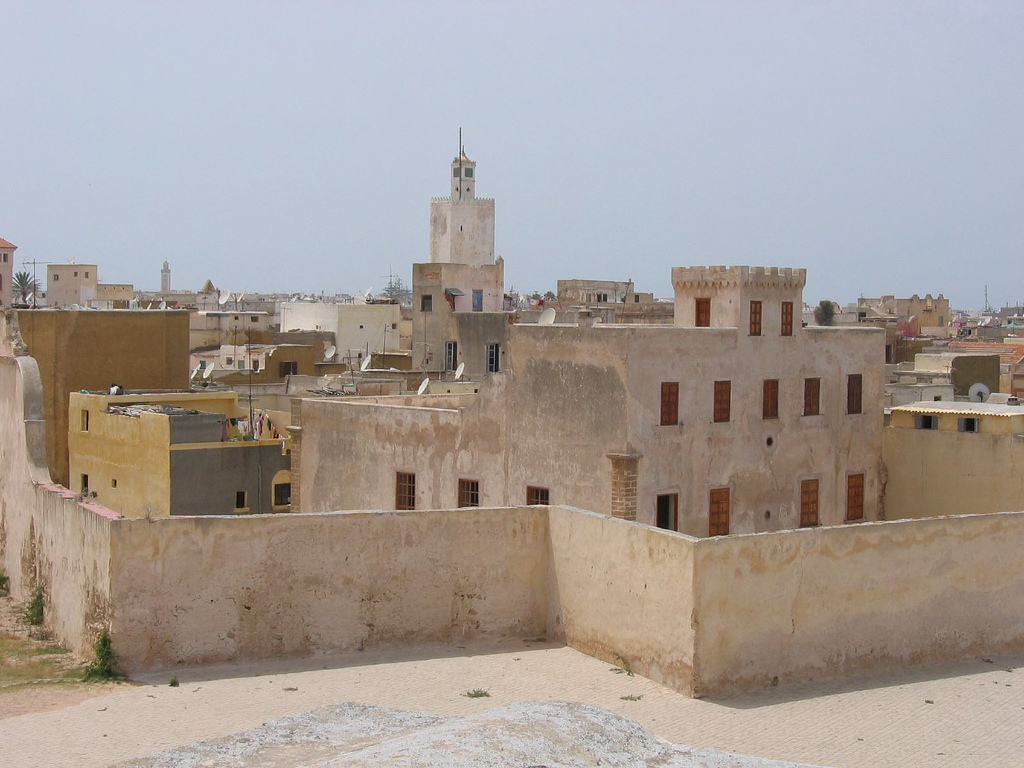
El Jadida
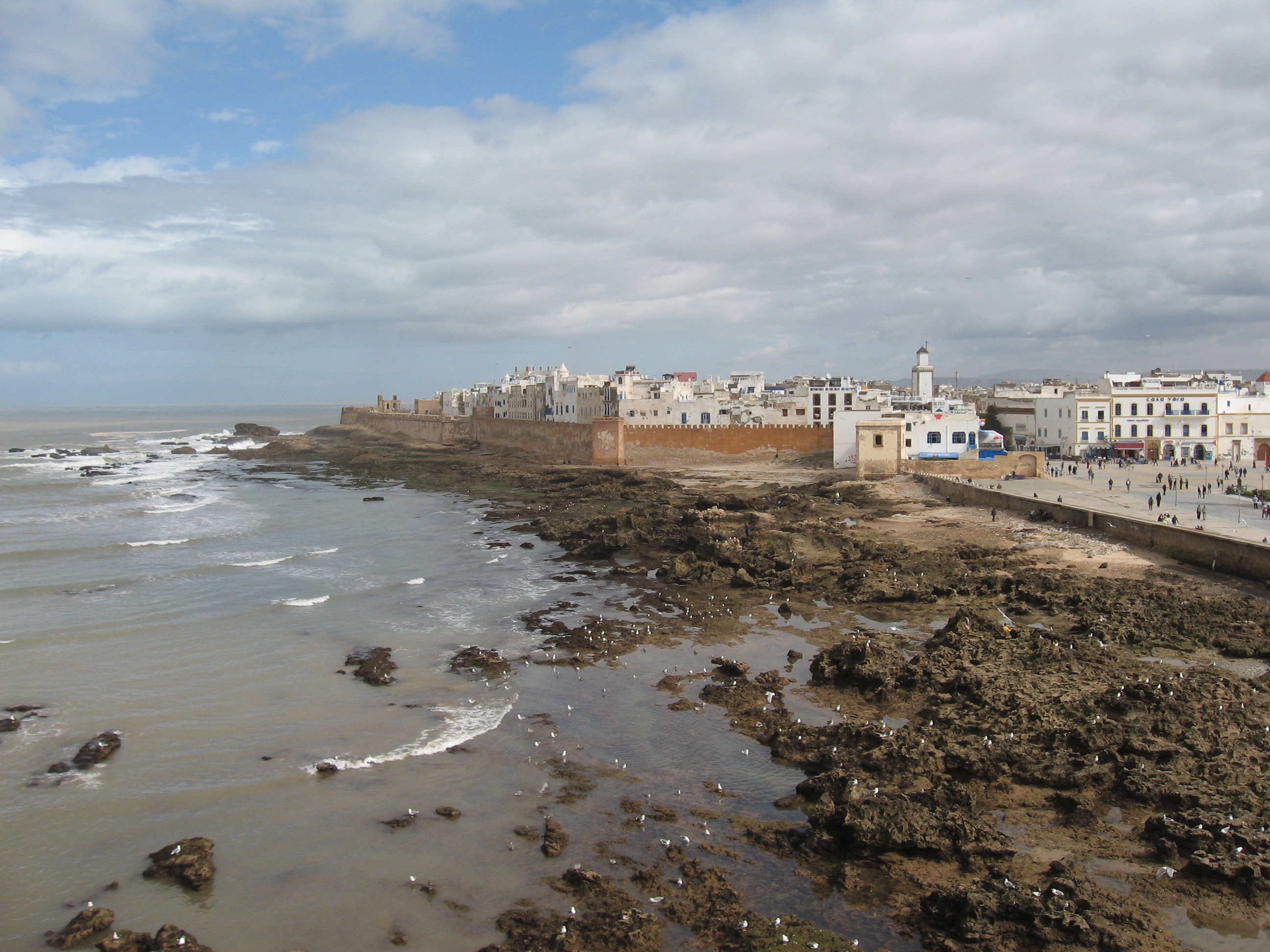
Essaouira
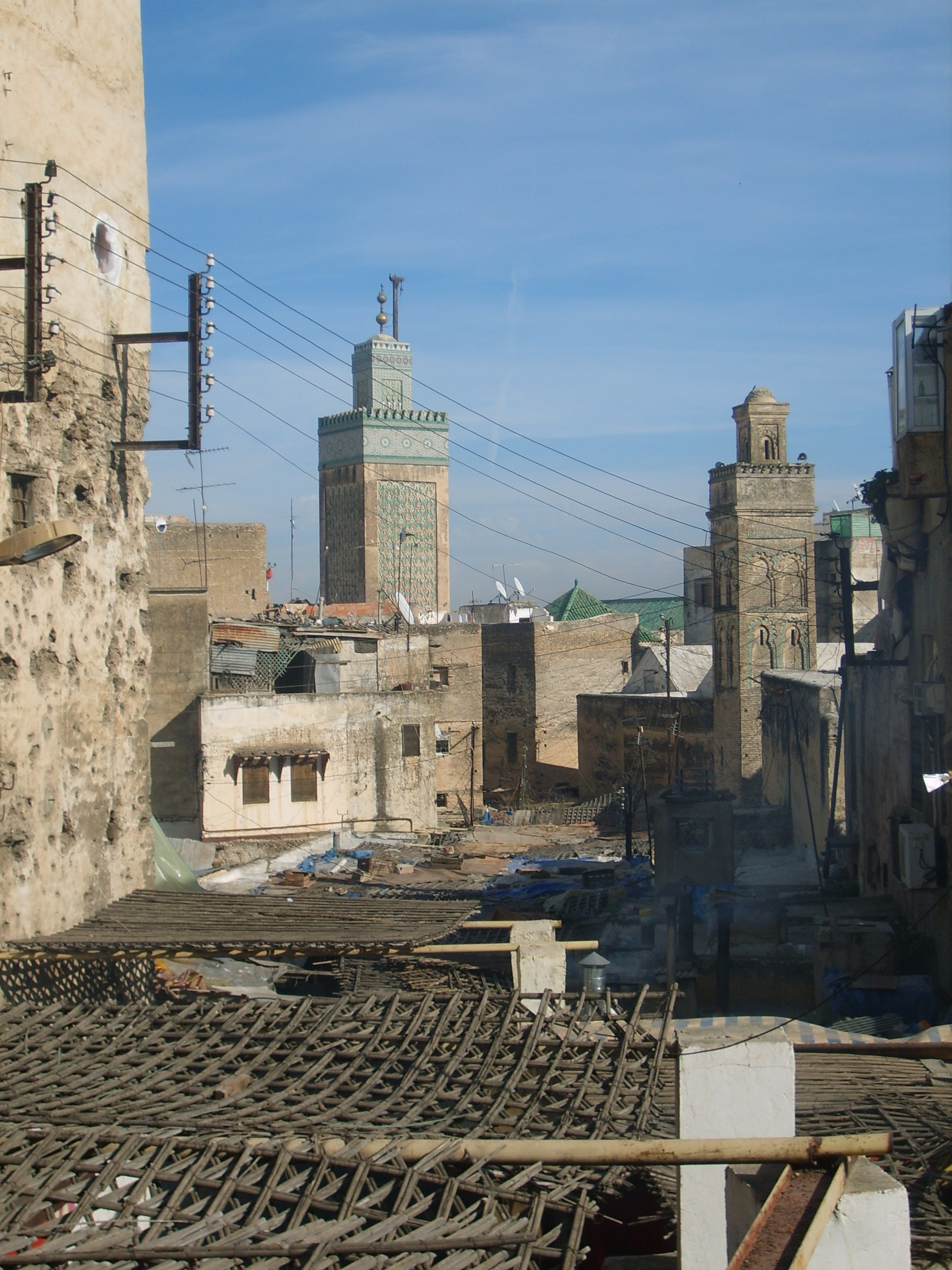
Fès el-Bali
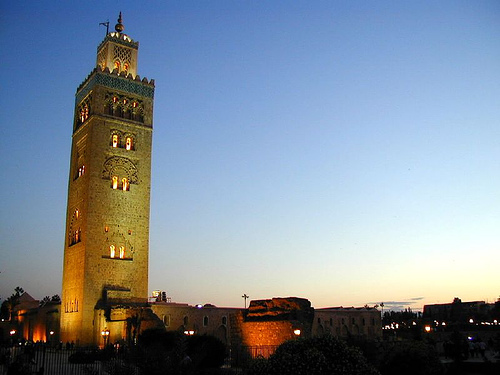
Marrakech
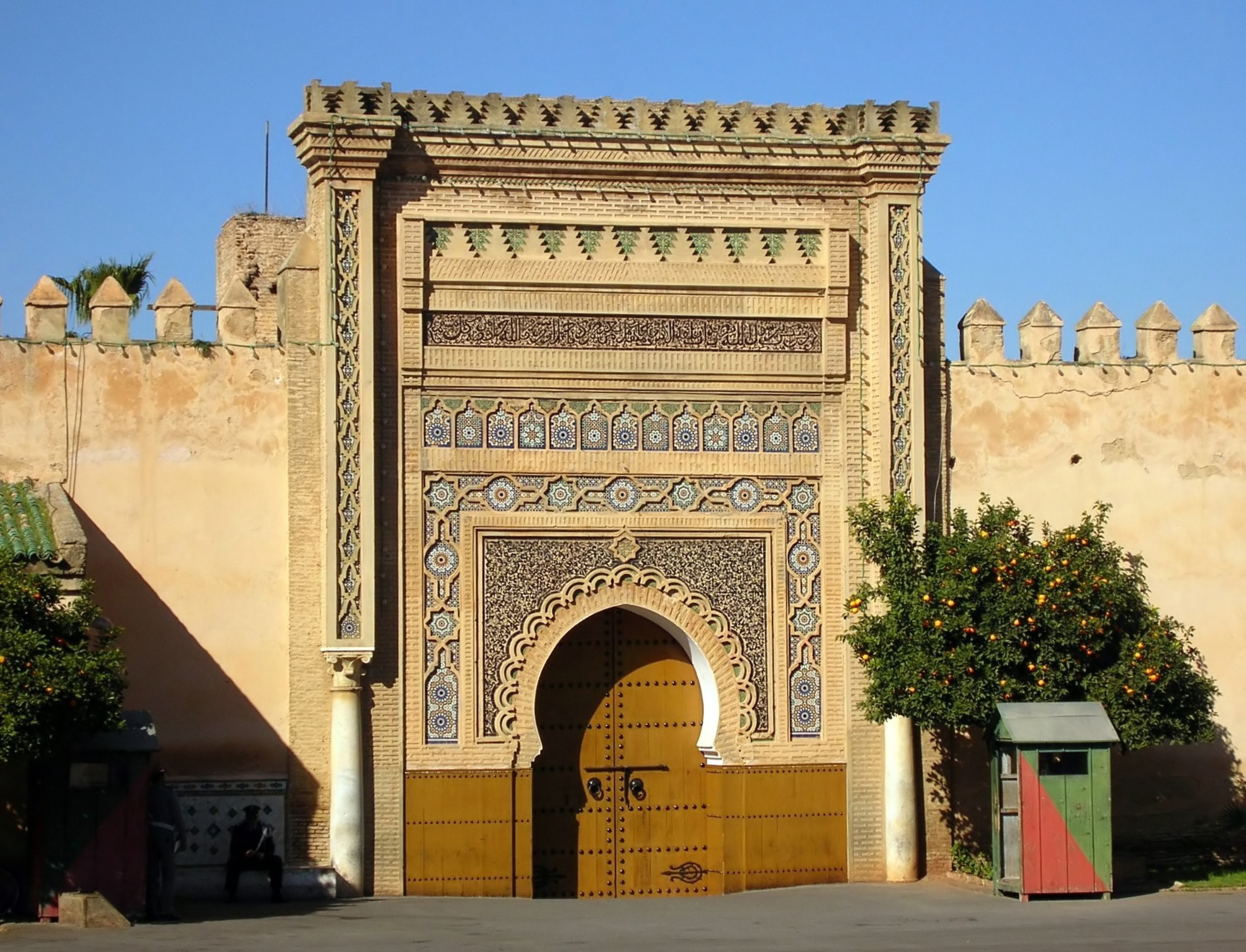
Meknès
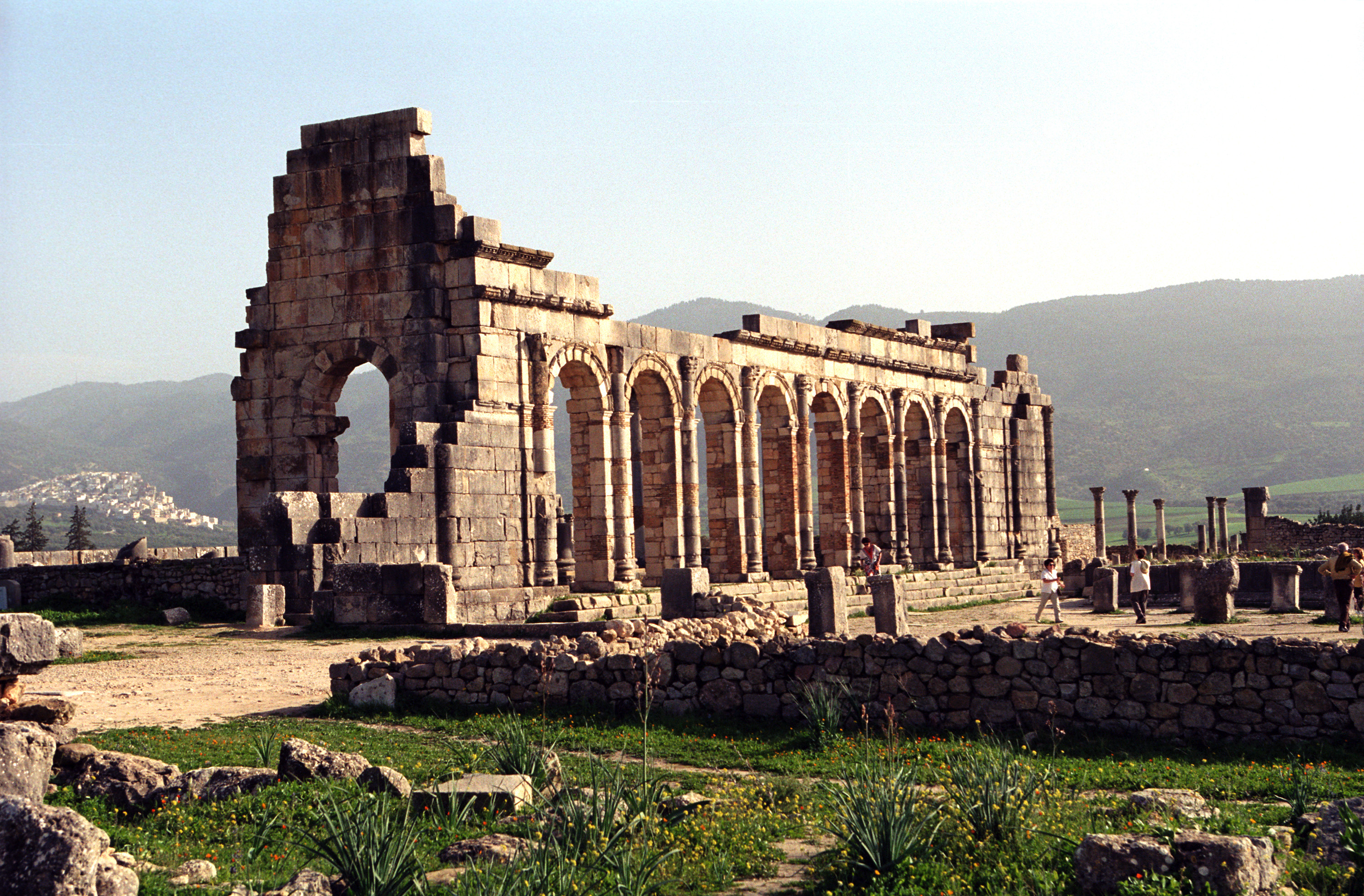
Sito archeologico di Volubilis
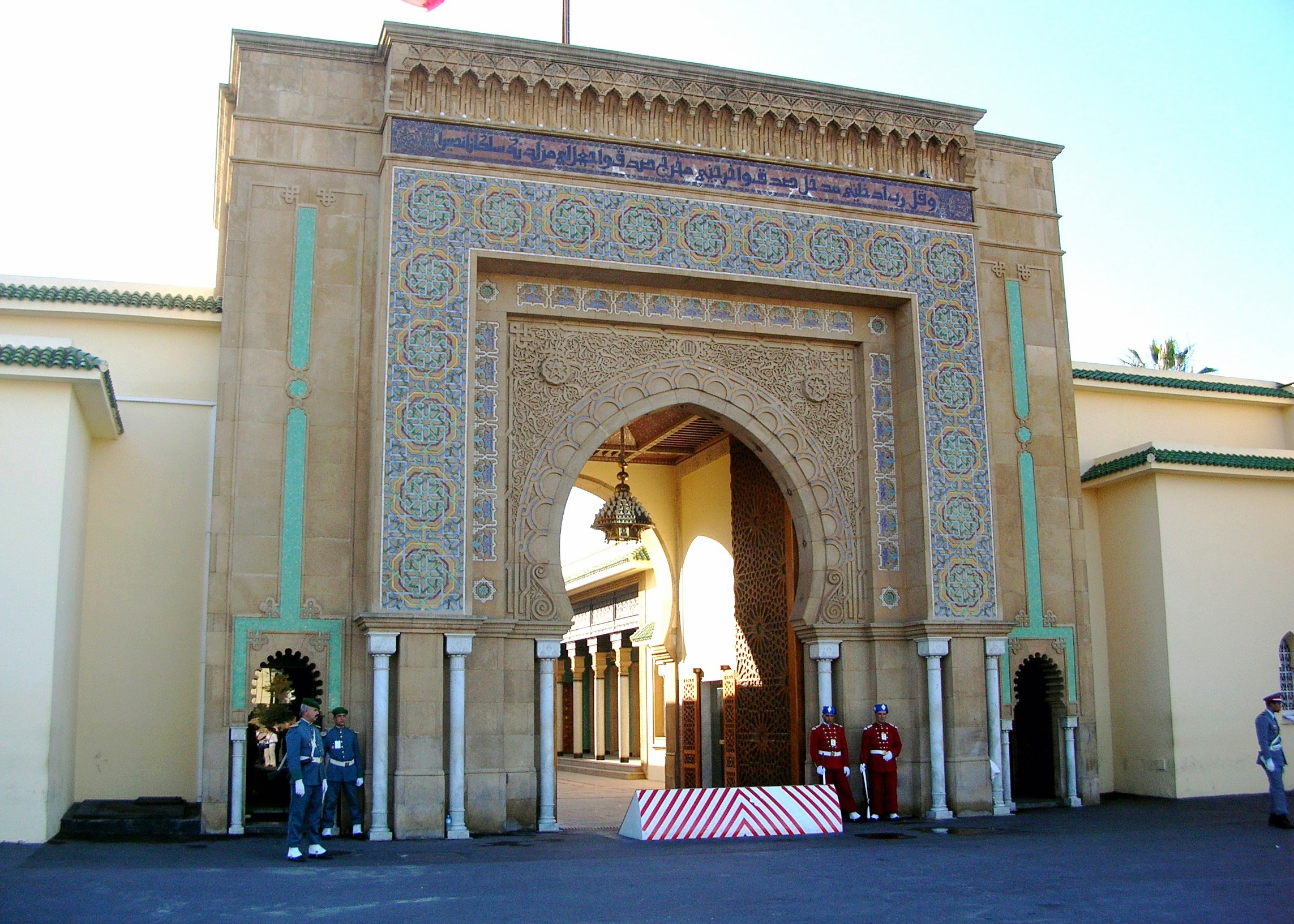
Palazzo reale, Rabat
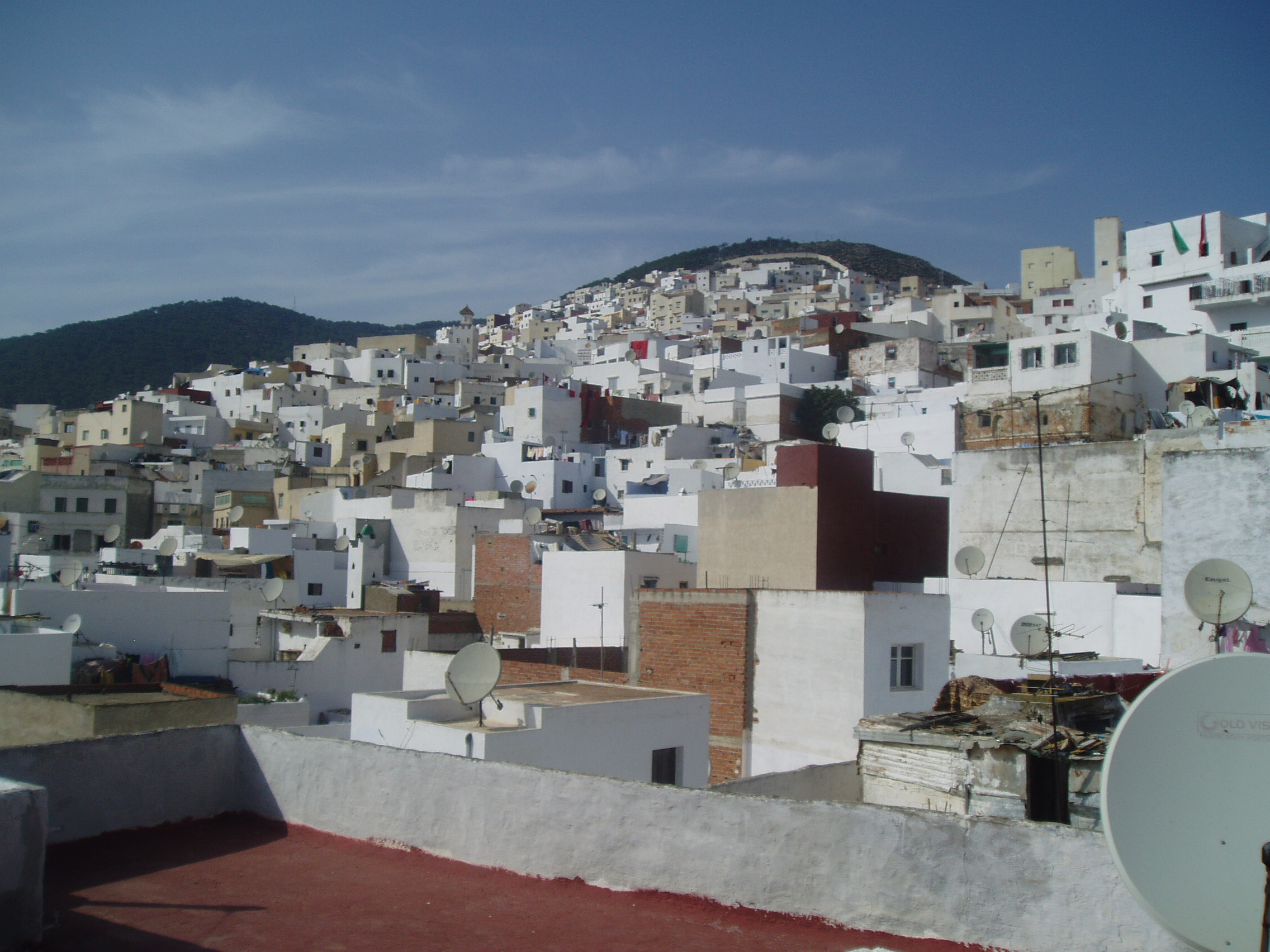
Tétouan

### Mauritania
- 1989 - Naturale - Parco nazionale del banco di Arguin
- 1996 - Culturale  - Oualata

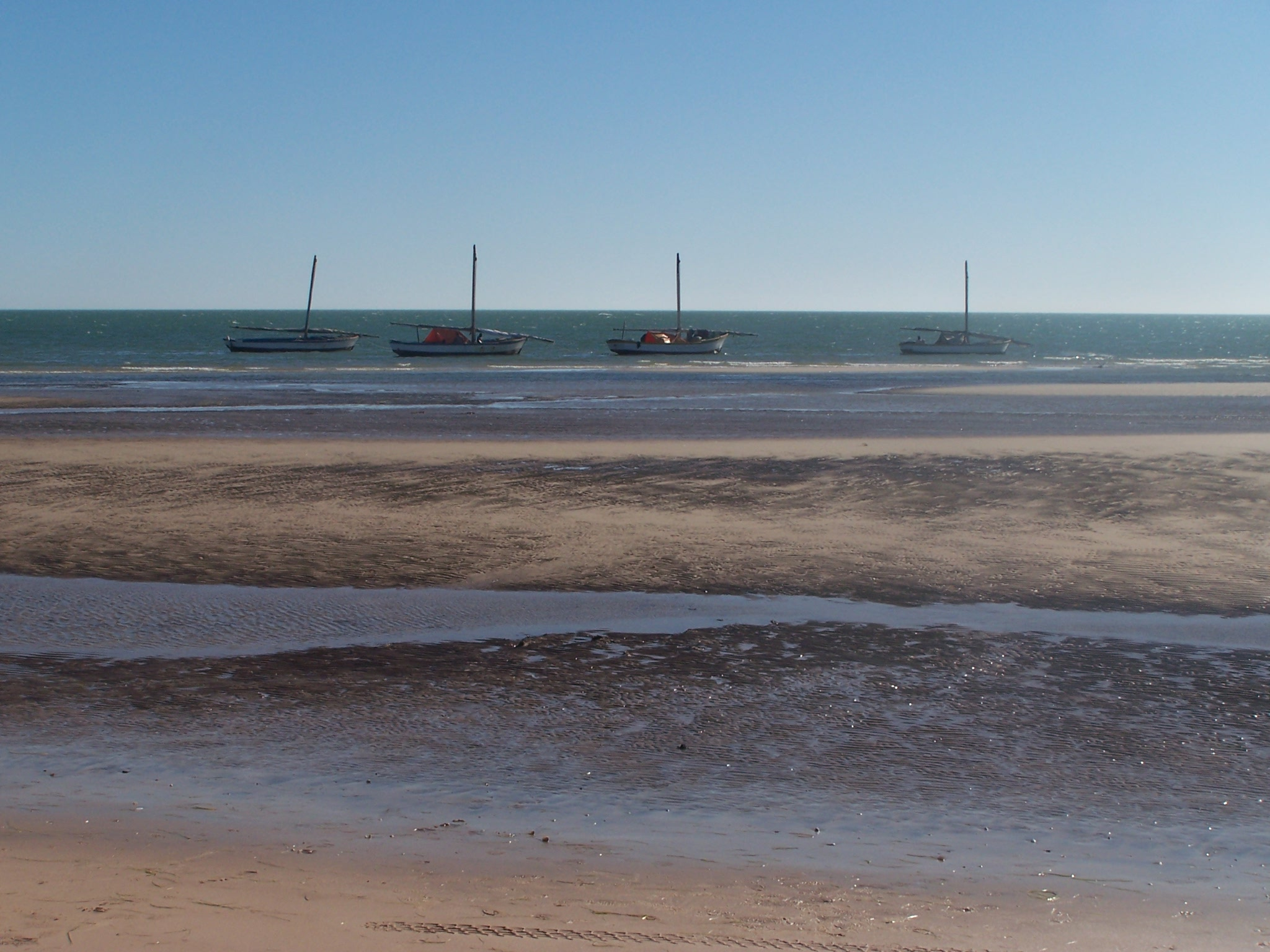
Parco nazionale del banco di Arguin
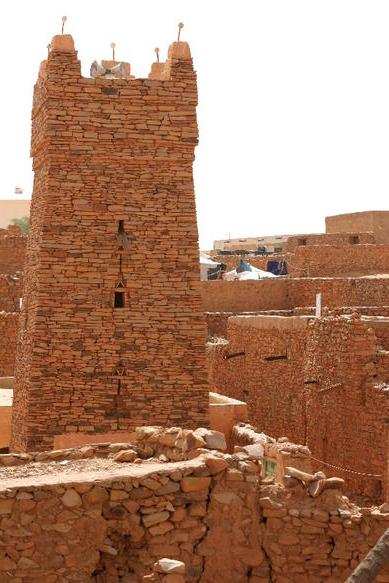
Oualata

### Mauritius
- 2006 - Culturale  - Aapravasi Ghat
- 2008 - Culturale  - Le Morne Brabant

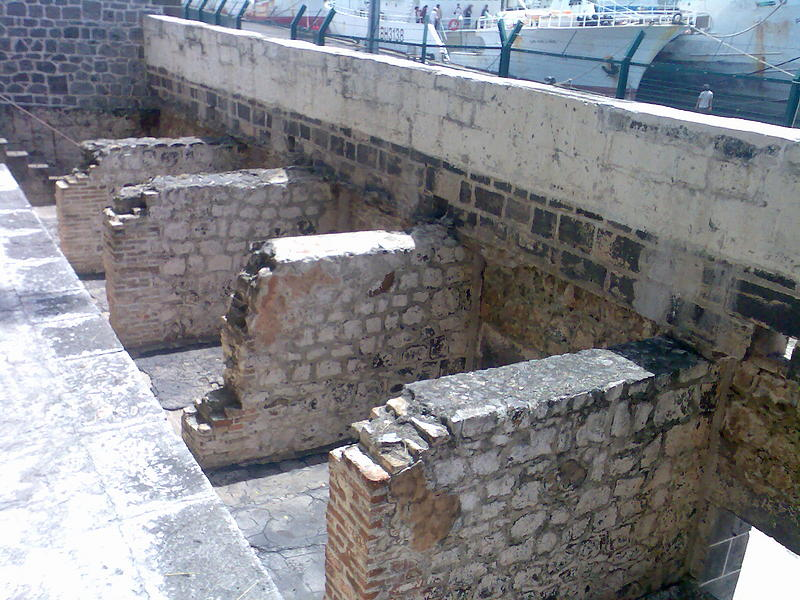
Aapravasi Ghat
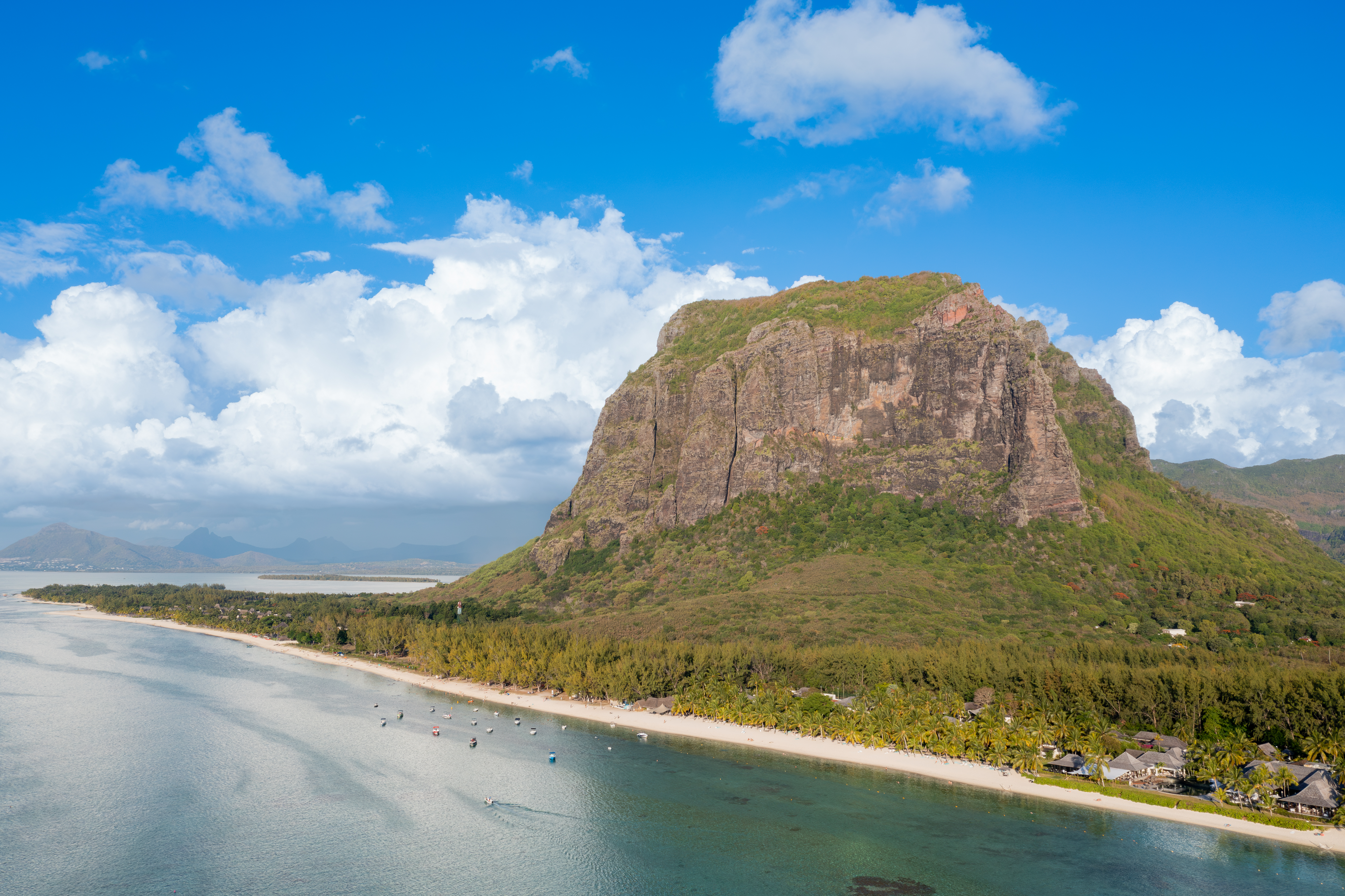
Le Morne Brabant

### Mozambico
- 1991 - Culturale  - Isola di Mozambico

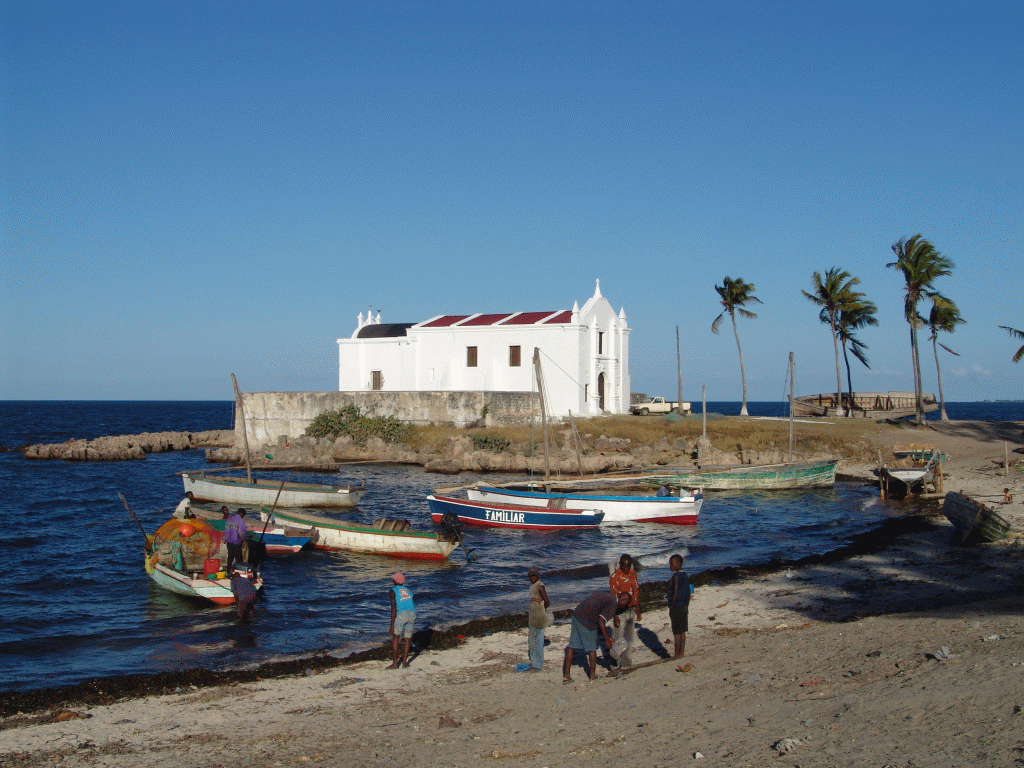
Isola di Mozambico

### Namibia
- 2007 - Culturale  - Twyfelfontein
- 2013 - Naturale - Deserto del Namib

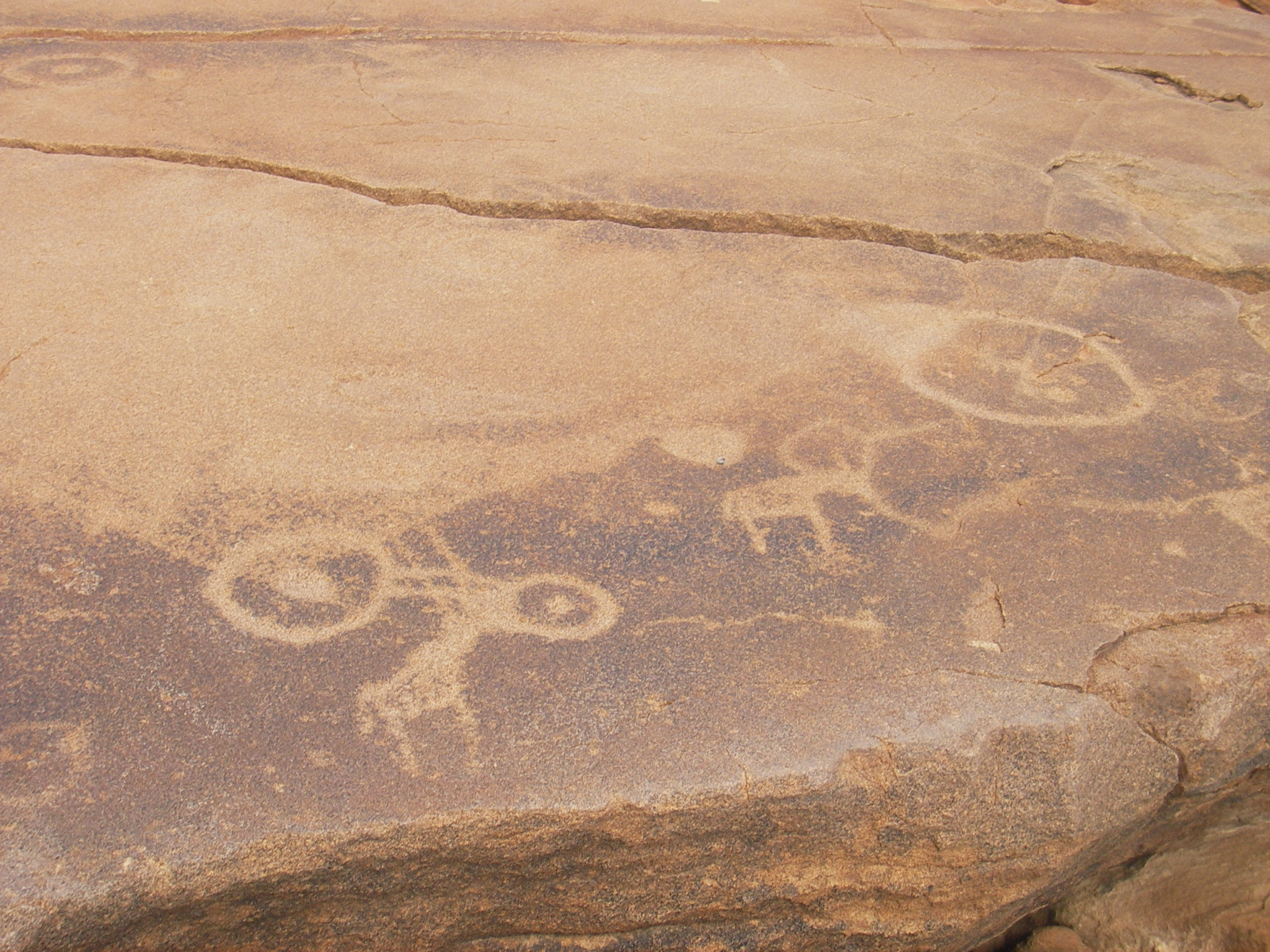
Twyfelfontein
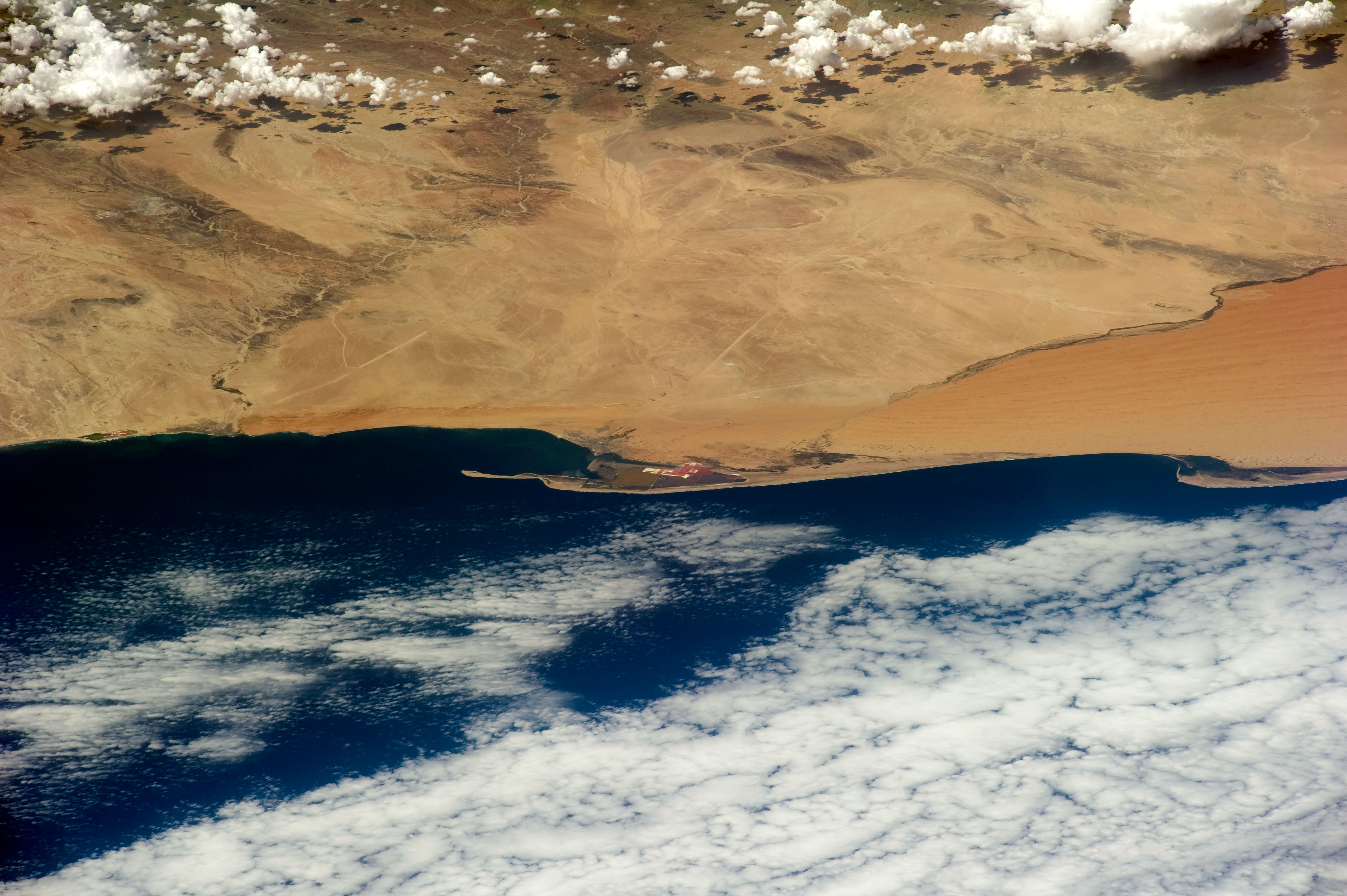
Deserto del Namib

### Niger
- 1991 - Naturale - Riserva naturale Aïr-Ténéré †
- 1996 - Naturale - Parco nazionale W
- 2013 - Culturale  - Agadez

Riserva naturale Aïr-Ténéré
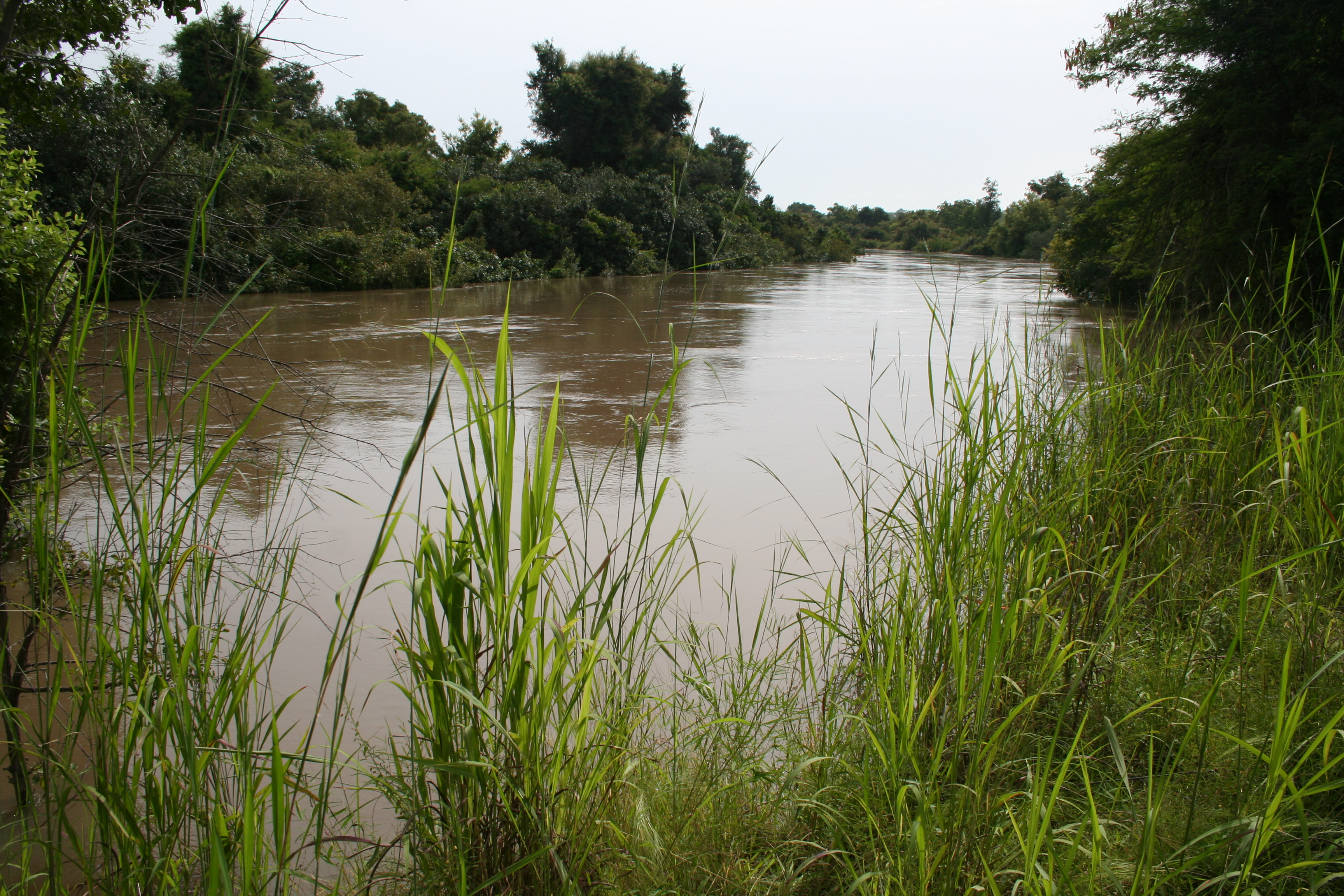
Parco nazionale W
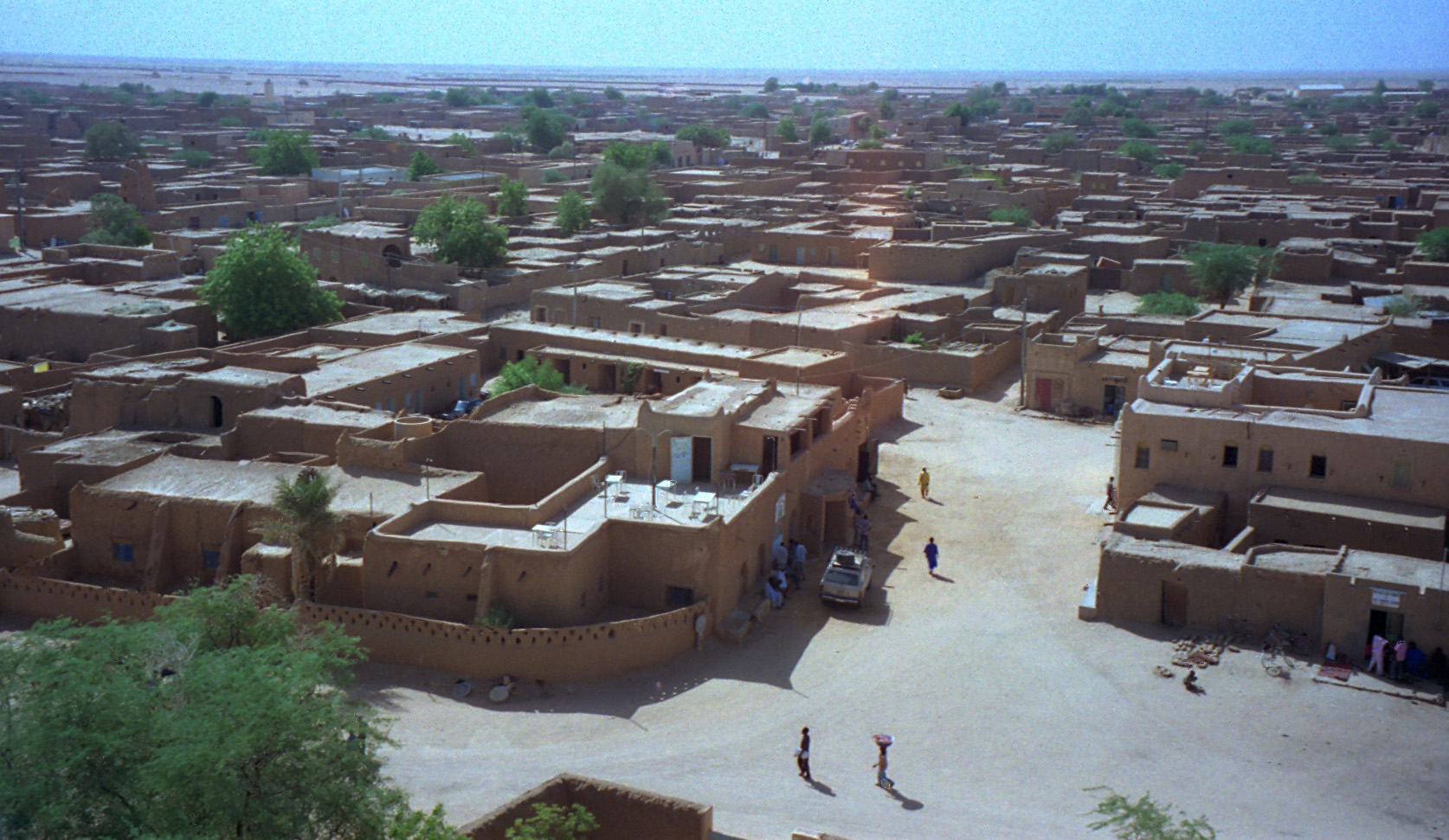
Agadez

### Nigeria
- 1999 - Culturale  - Paesaggio culturale del Sukur
- 2005 - Culturale  - Foresta sacra di Osun-Osogbo

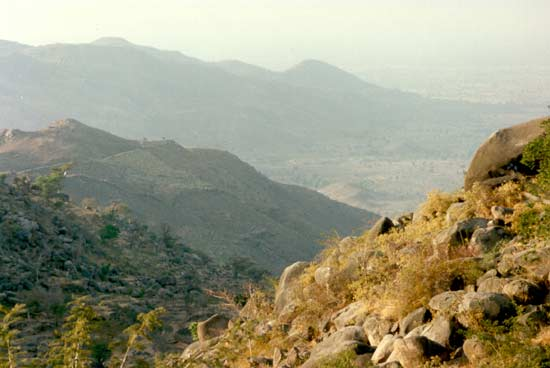
Paesaggio culturale del Sukur
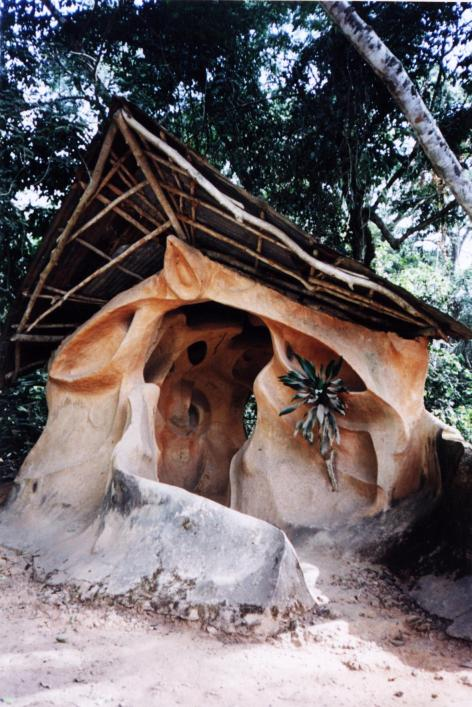
Foresta sacra di Osun-Osogbo

### Portogallo
- 1999 - Naturale - Laurisilva di Madera

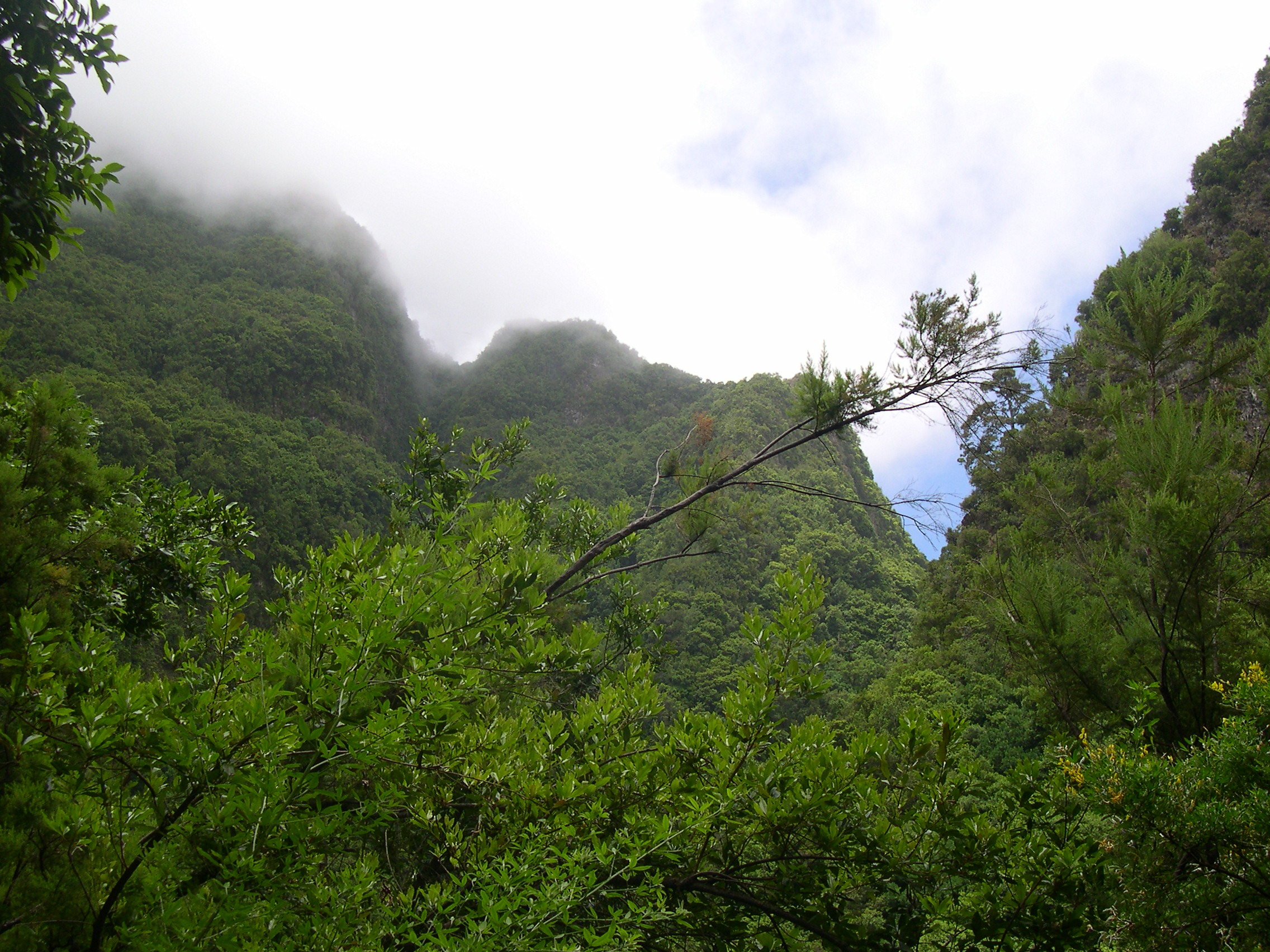
Laurisilva di Madera

### Regno Unito
- 1995 - Naturale - Tristan da Cunha

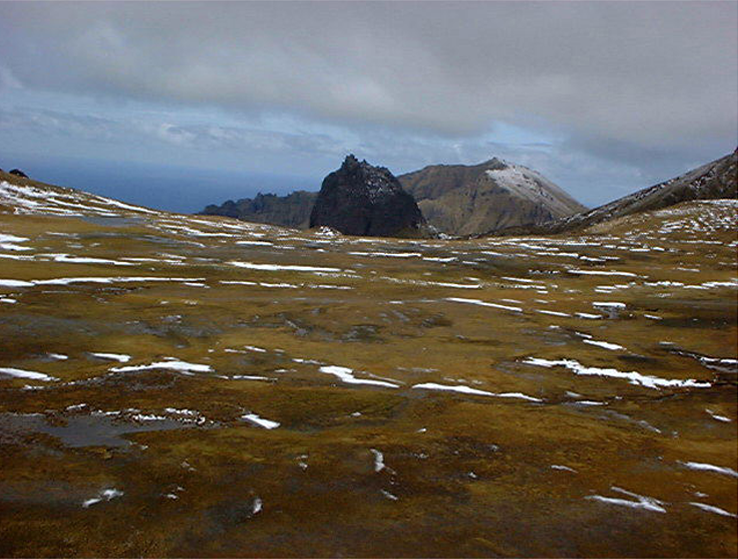
Tristan da Cunha

### Repubblica Centrafricana
- 1988 - Naturale - Parco nazionale del Manovo-Gounda St. Floris.

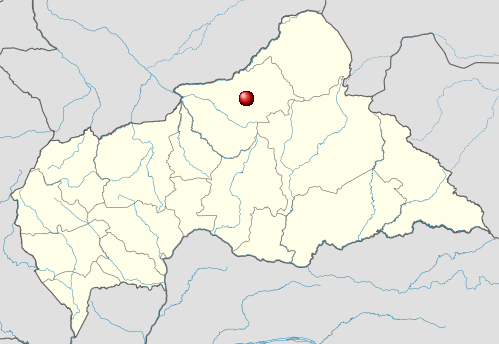
Parco Nazionale Manovo-Gounda St. Floris

### Repubblica Democratica del Congo
- 1996 - Naturale - Riserva faunistica degli okapi †.
- 1980 - Naturale - Parco nazionale di Kahuzi-Biega †.
- 1984 - Naturale - Parco nazionale di Salonga †.
- 1979 - Naturale - Parco nazionale dei Virunga †.
- 1980 - Naturale - Parco nazionale di Garamba †.

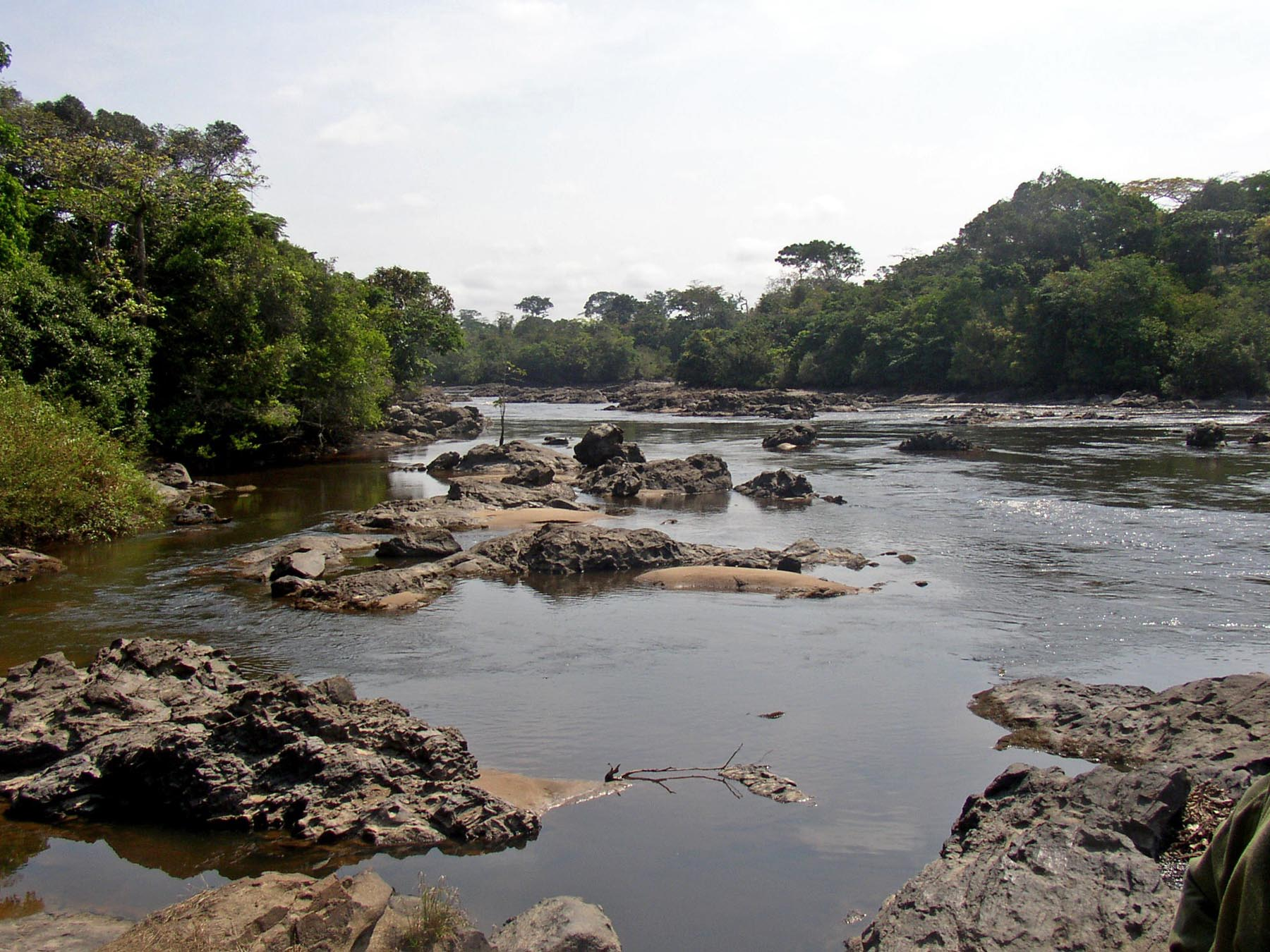
Riserva faunistica degli okapi
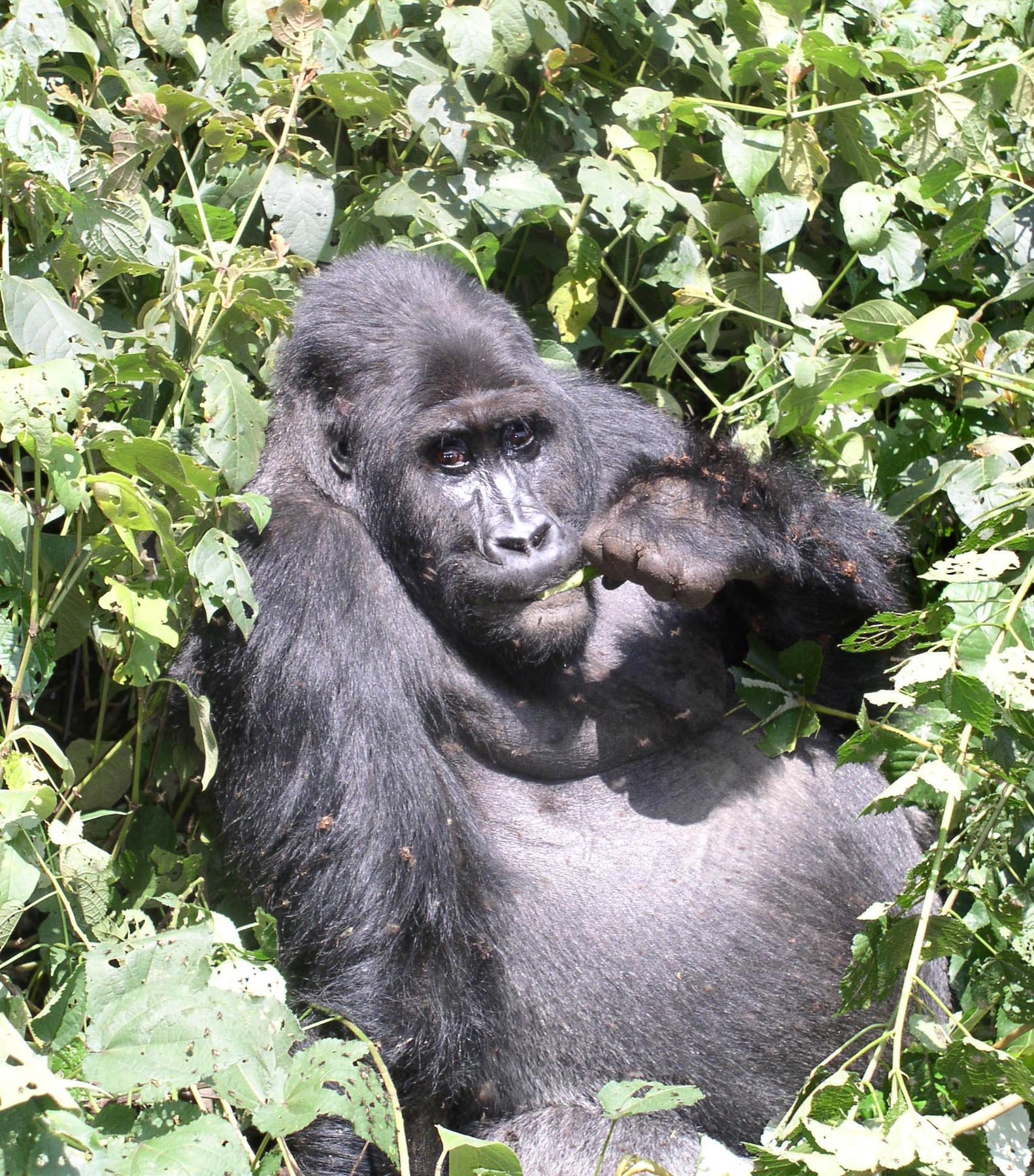
gorilla
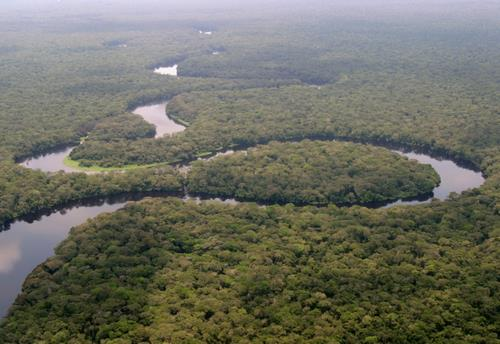
Il fiume Lulilaka
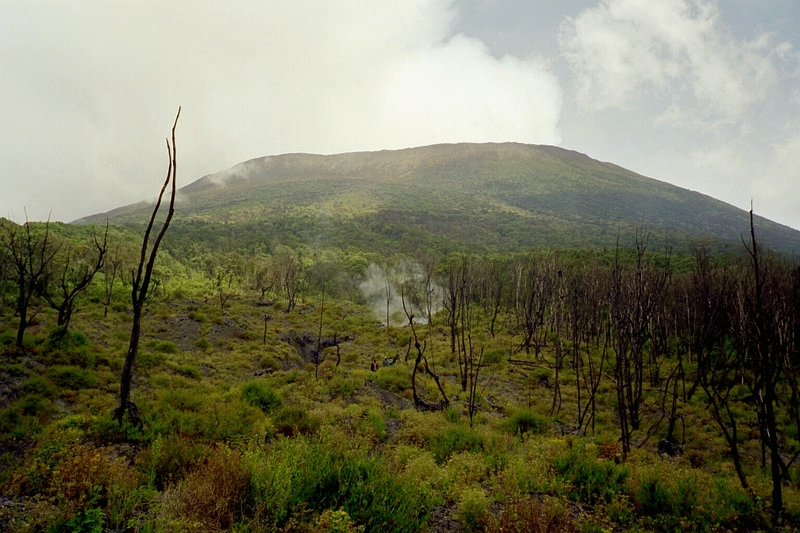
Nyiragongo
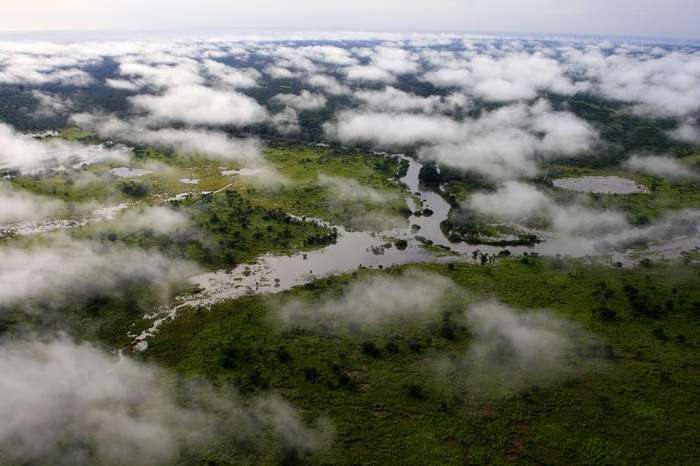
Parco nazionale di Garamba

### Spagna[note 2]
- 1986 - Naturale - Parco nazionale di Garajonay
- 2007 - Naturale - Parco nazionale del Teide
- 1999 - Culturale  - San Cristóbal de La Laguna
- 2019 - Culturale  - Paesaggio culturale di Risco Caído e le montagne sacre di Gran Canaria

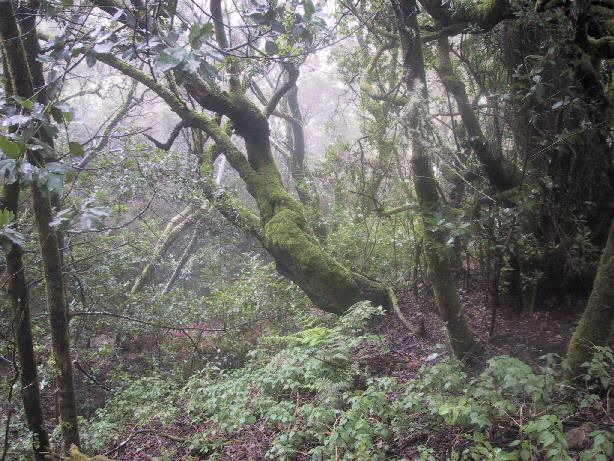
Parco nazionale di Garajonay
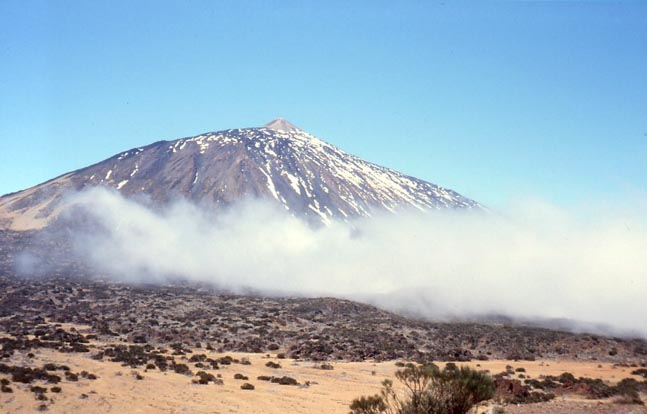
Parco nazionale del Teide
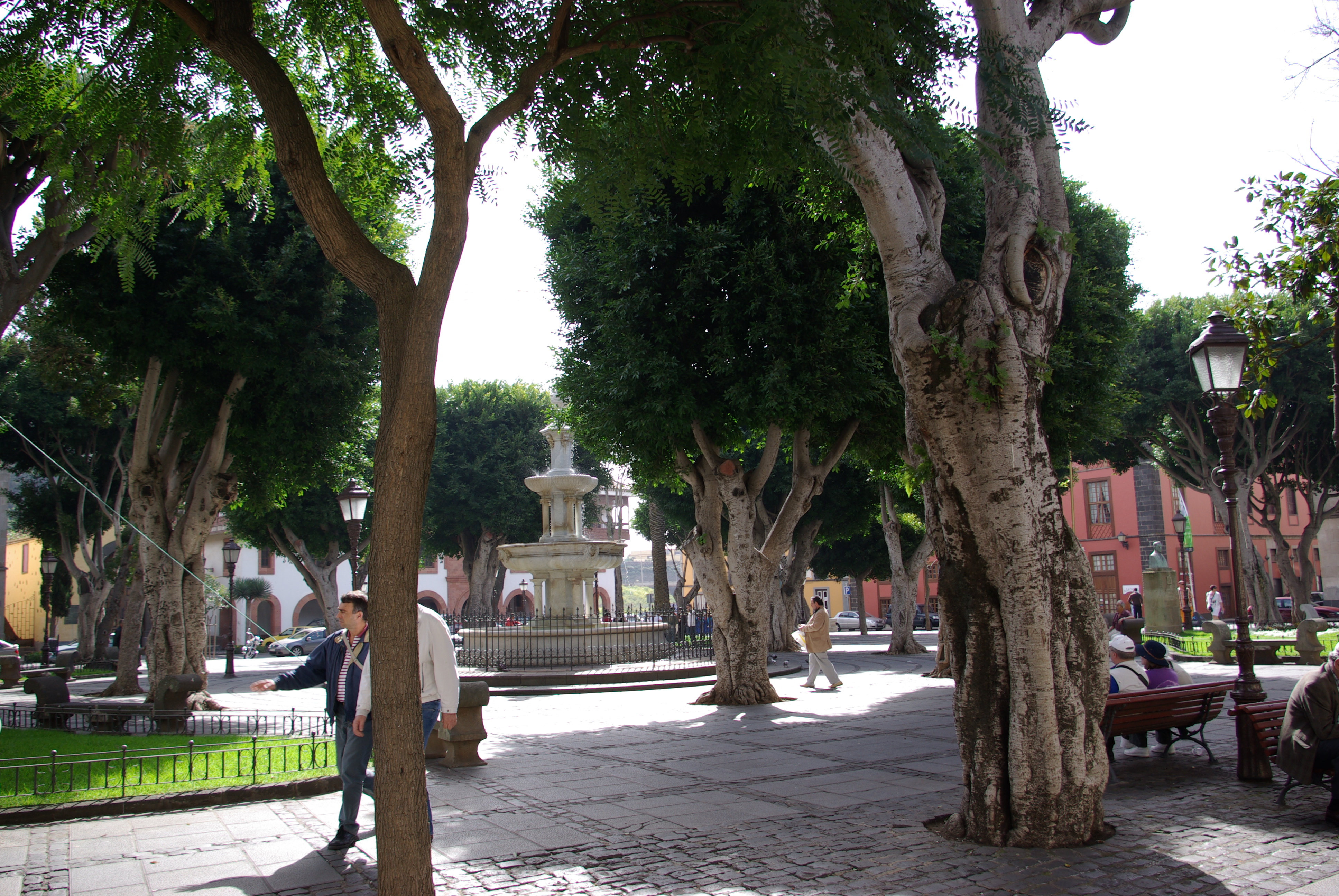
La Laguna

### Senegal
- 1978 - Culturale  - Isola di Gorée
- 1981 - Naturale - Parco nazionale di Niokolo-Koba †
- 2000 - Culturale  - Isola di Saint-Louis
- 1981 - Naturale - Santuario nazionale degli uccelli di Djoudj
- 2011 - Culturale  - Parco nazionale del delta del Saloum
- 2012 - Culturale  - Paese Bassari: paesaggi culturali Bassari, Fulani e Bedik

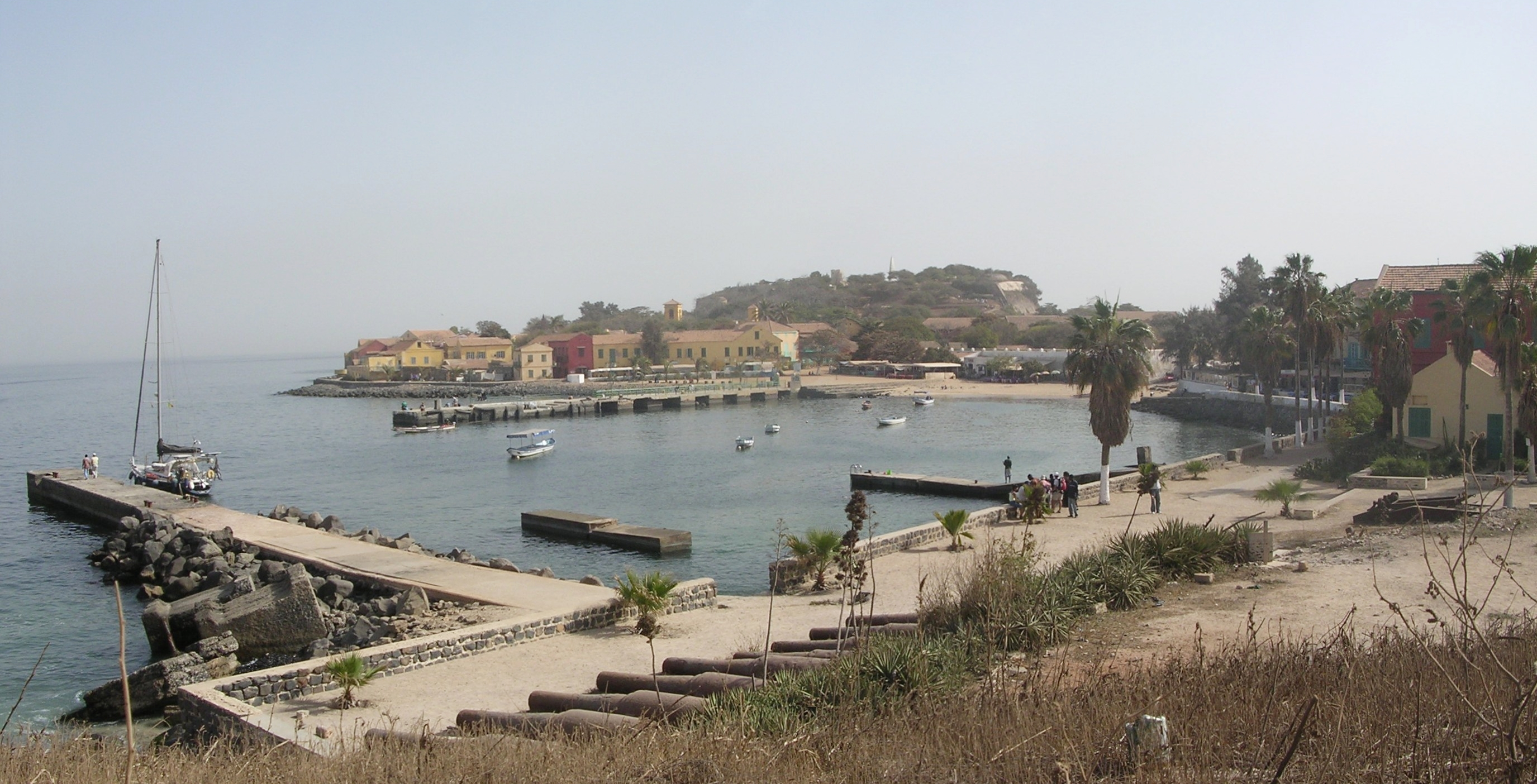
Gorée
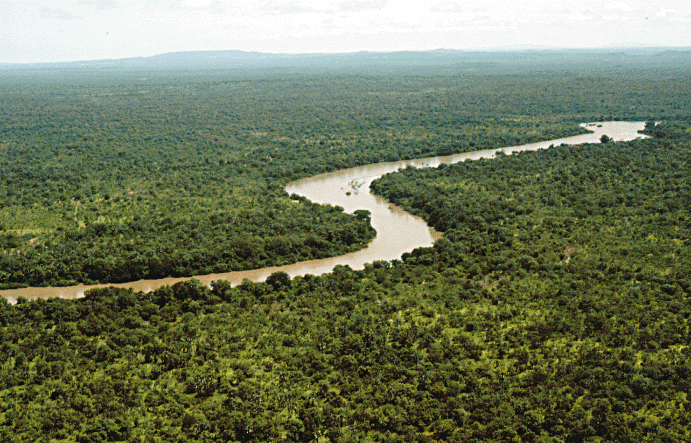
Fiume Gambia
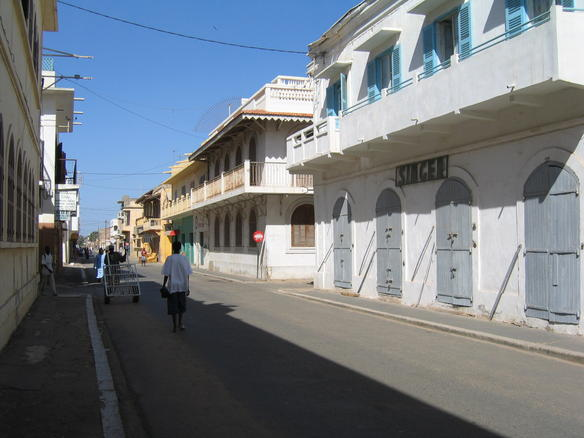
Saint-Louis
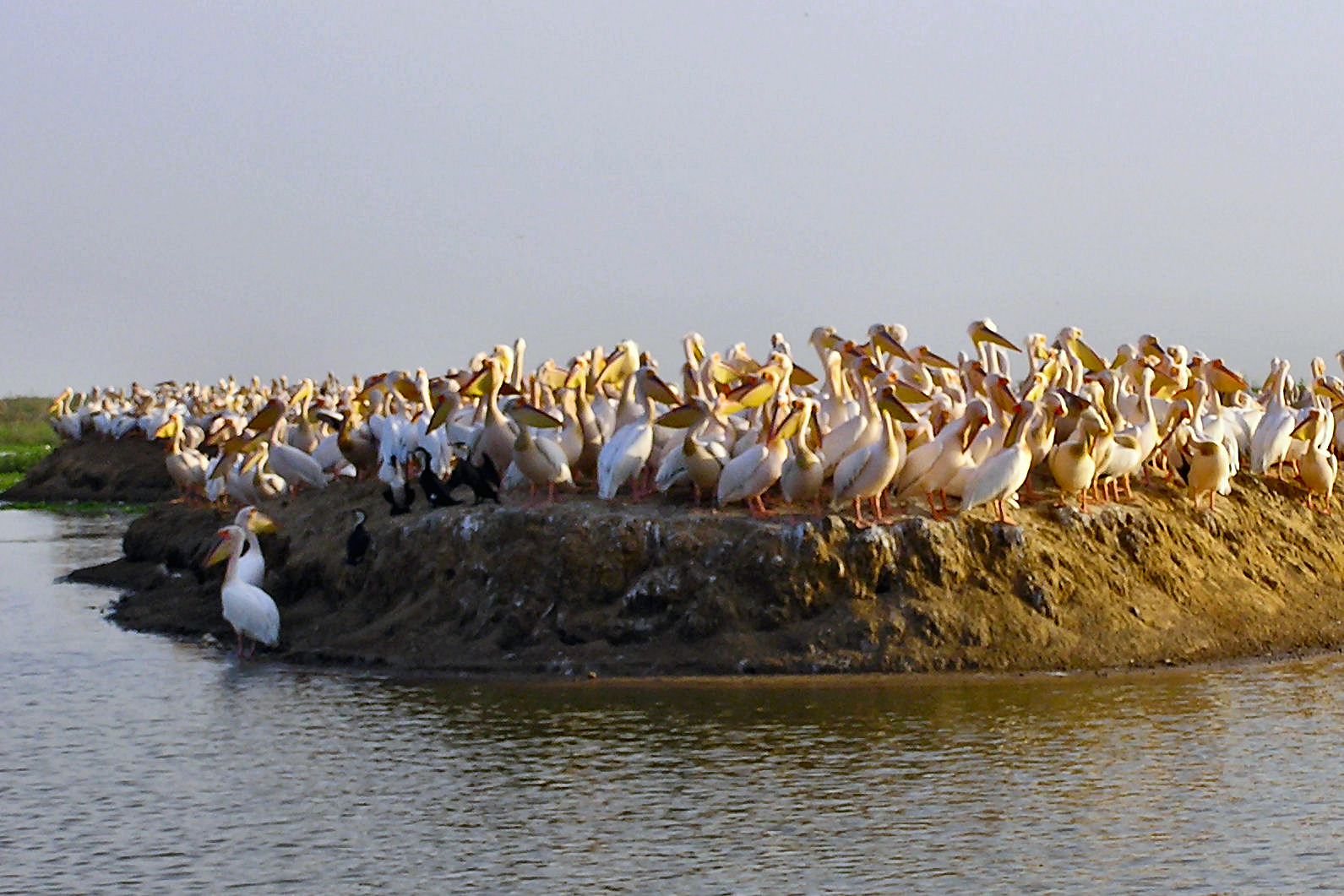
Santuario nazionale degli uccelli di Djoudj
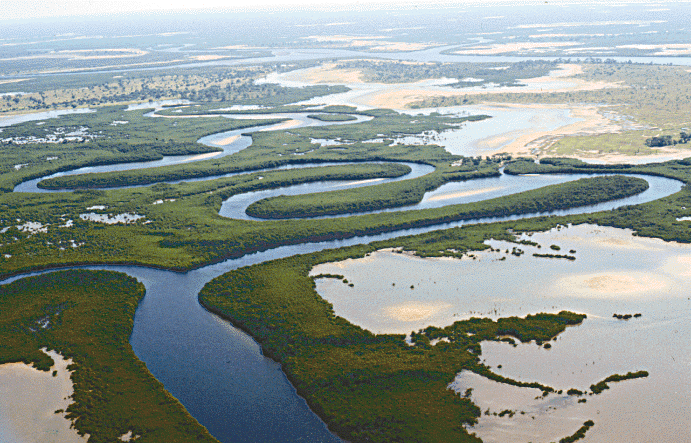
Parco nazionale del delta del Saloum
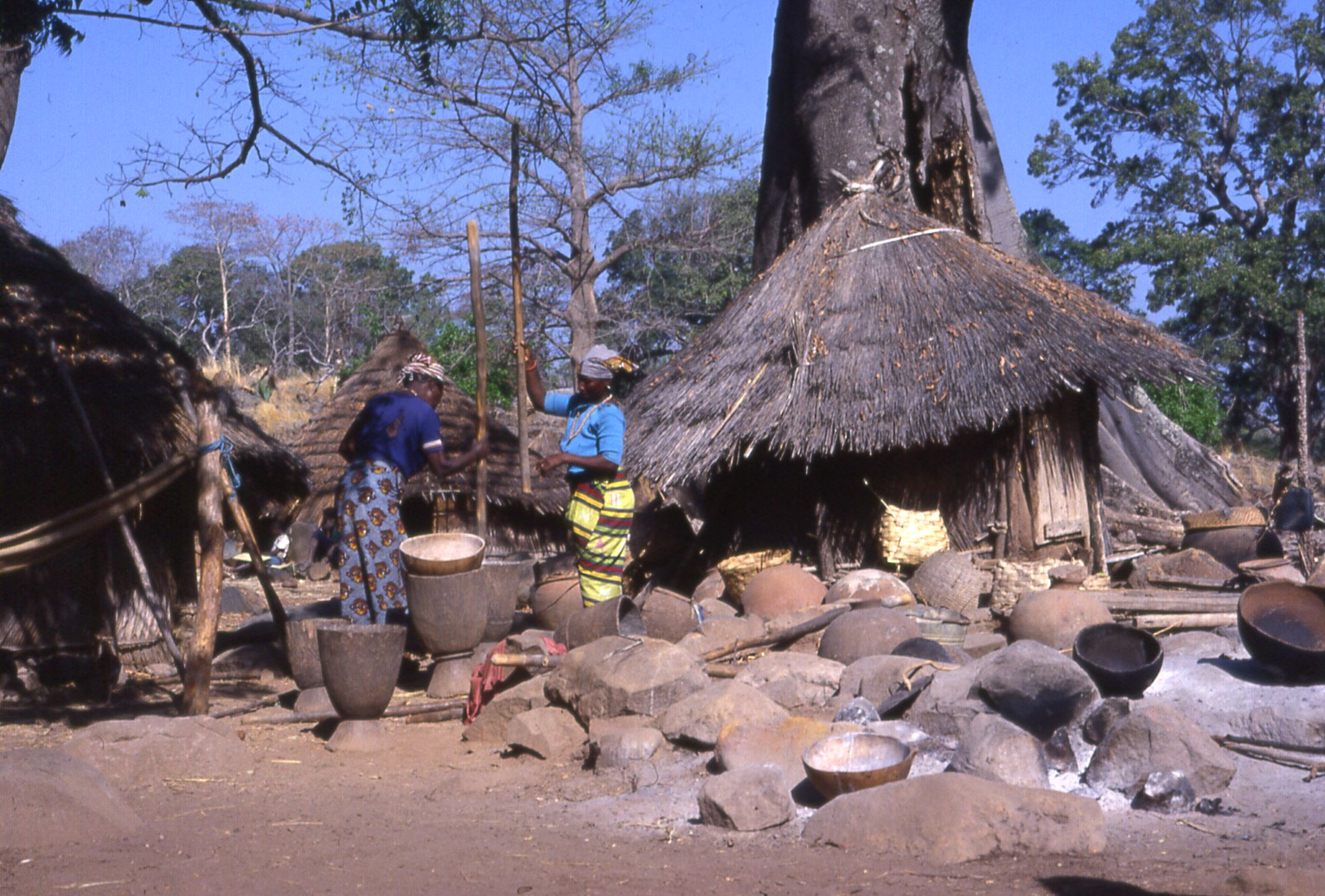
Bedik Village

### Seychelles
- 1982 - Naturale - Atollo Aldabra
- 1983 - Naturale - Riserva naturale Vallée de Mai

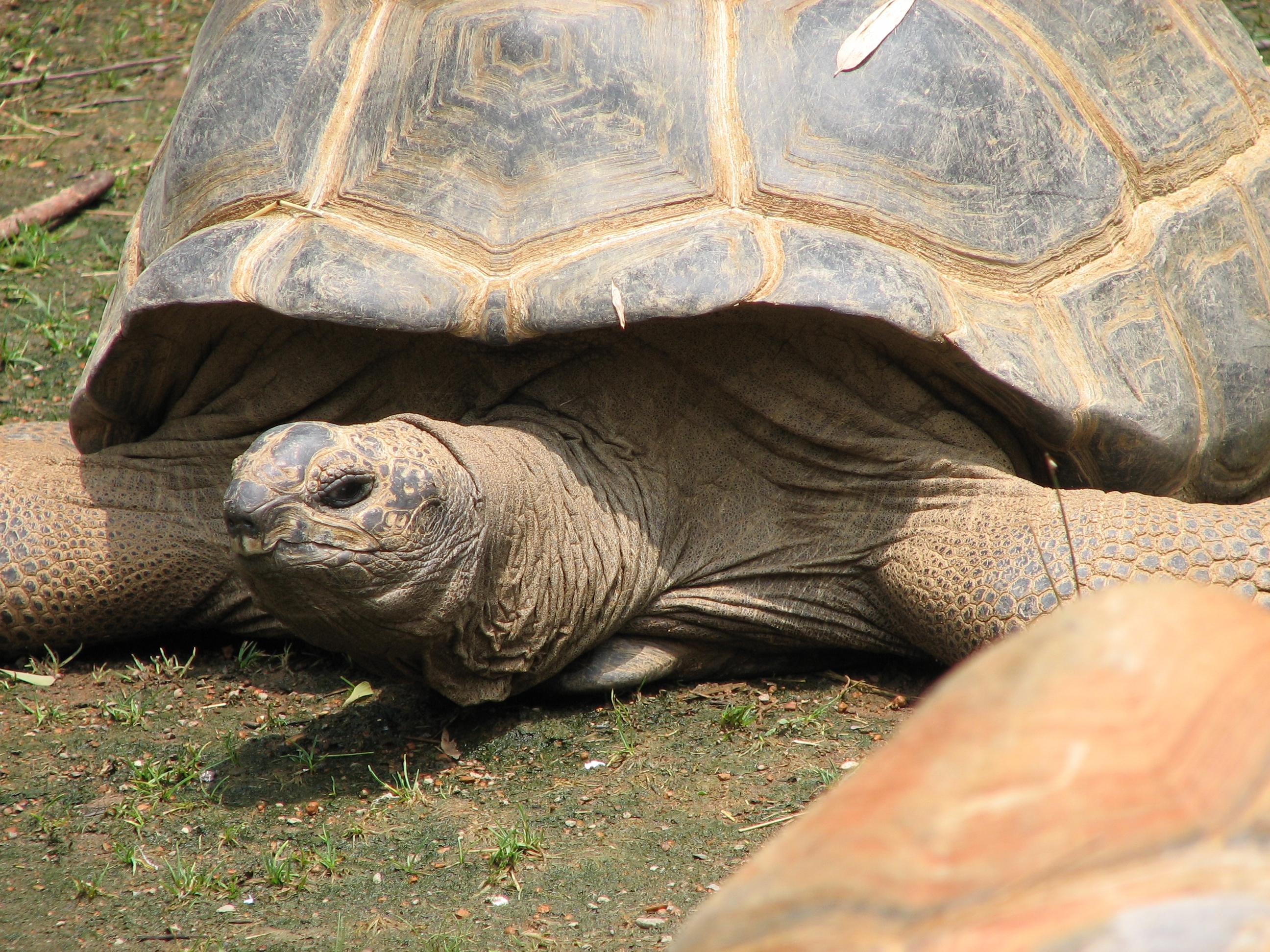
Atollo Aldabra
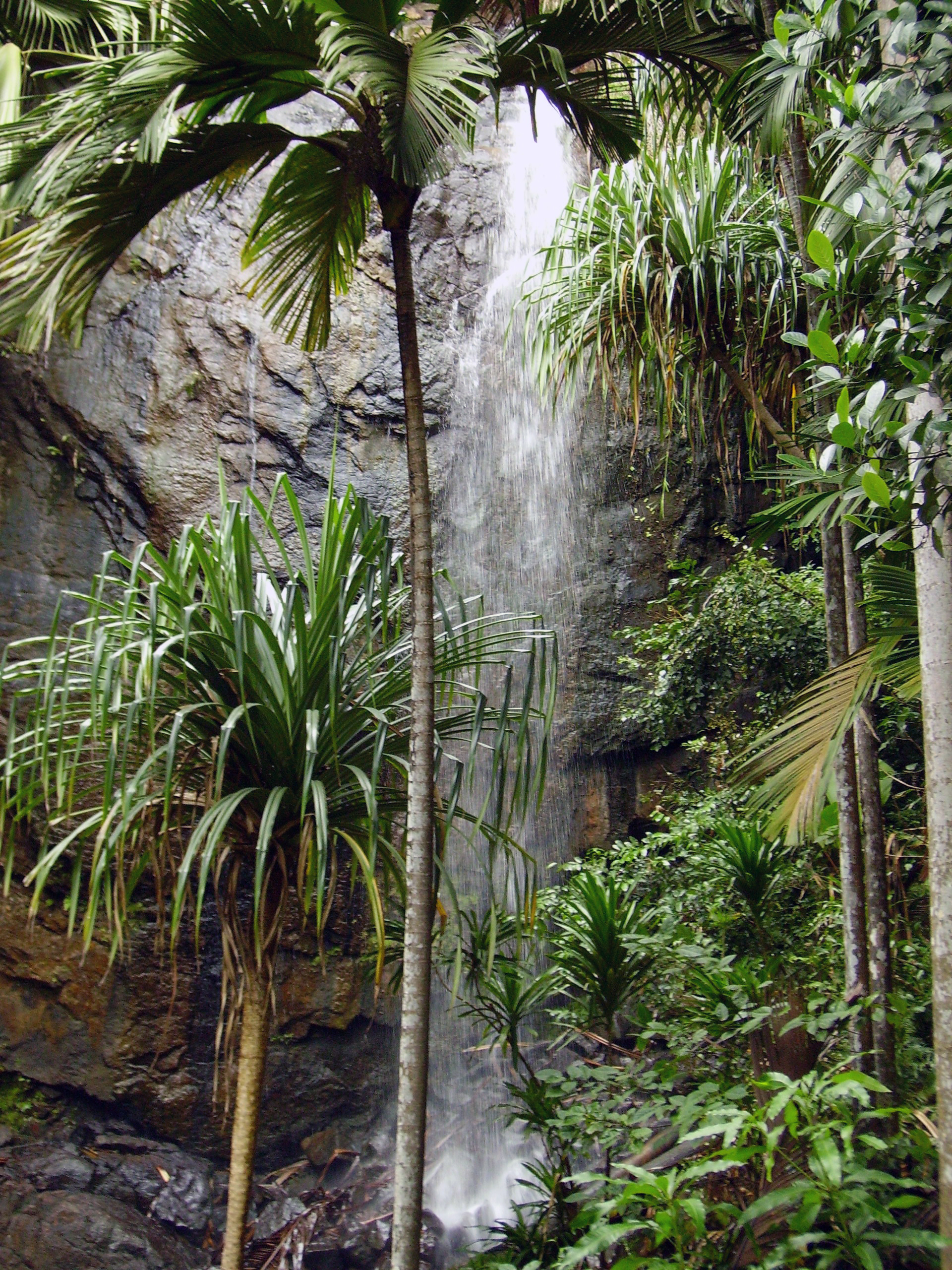
Riserva naturale Vallée de Mai

### Sudafrica
- 1999 - Culturale  - Culla dell'umanità.
- 1999 - Culturale  - Robben Island.
- 1999 - Naturale - ISimangaliso Wetland Park.
- 2003 - Culturale  - Mapungubwe.
- 2004 - Naturale - Regione floristica del Capo.
- 2005 - Naturale - Cratere di Vredefort.
- 2007 - Culturale  - Richtersveld.
- 2017 - Culturale  - Paesaggio culturale dei ǂKhomani.
- 2018 - Naturale - Montagne di Barberton Makhonjwa.

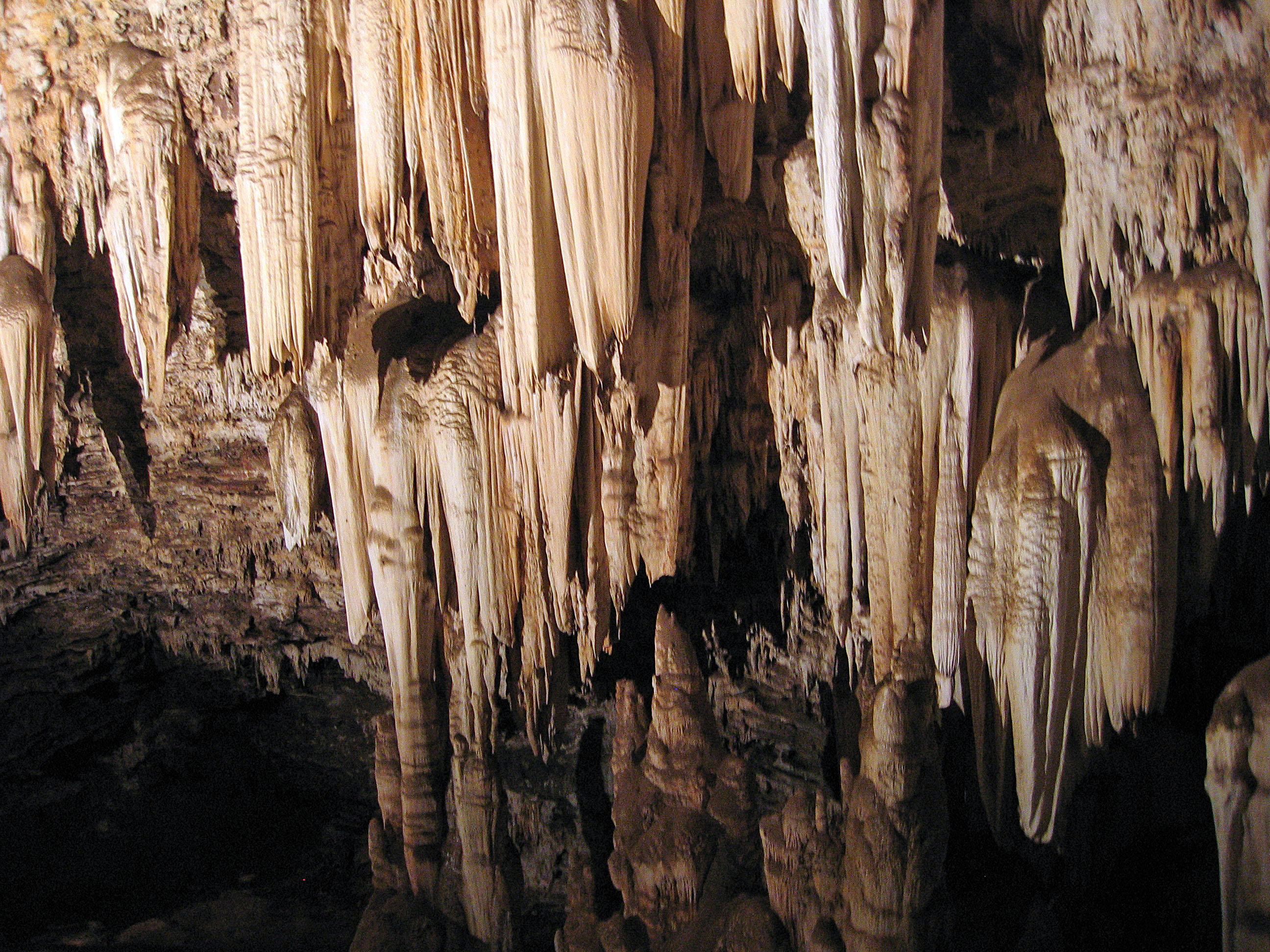
Culla dell'Umanità
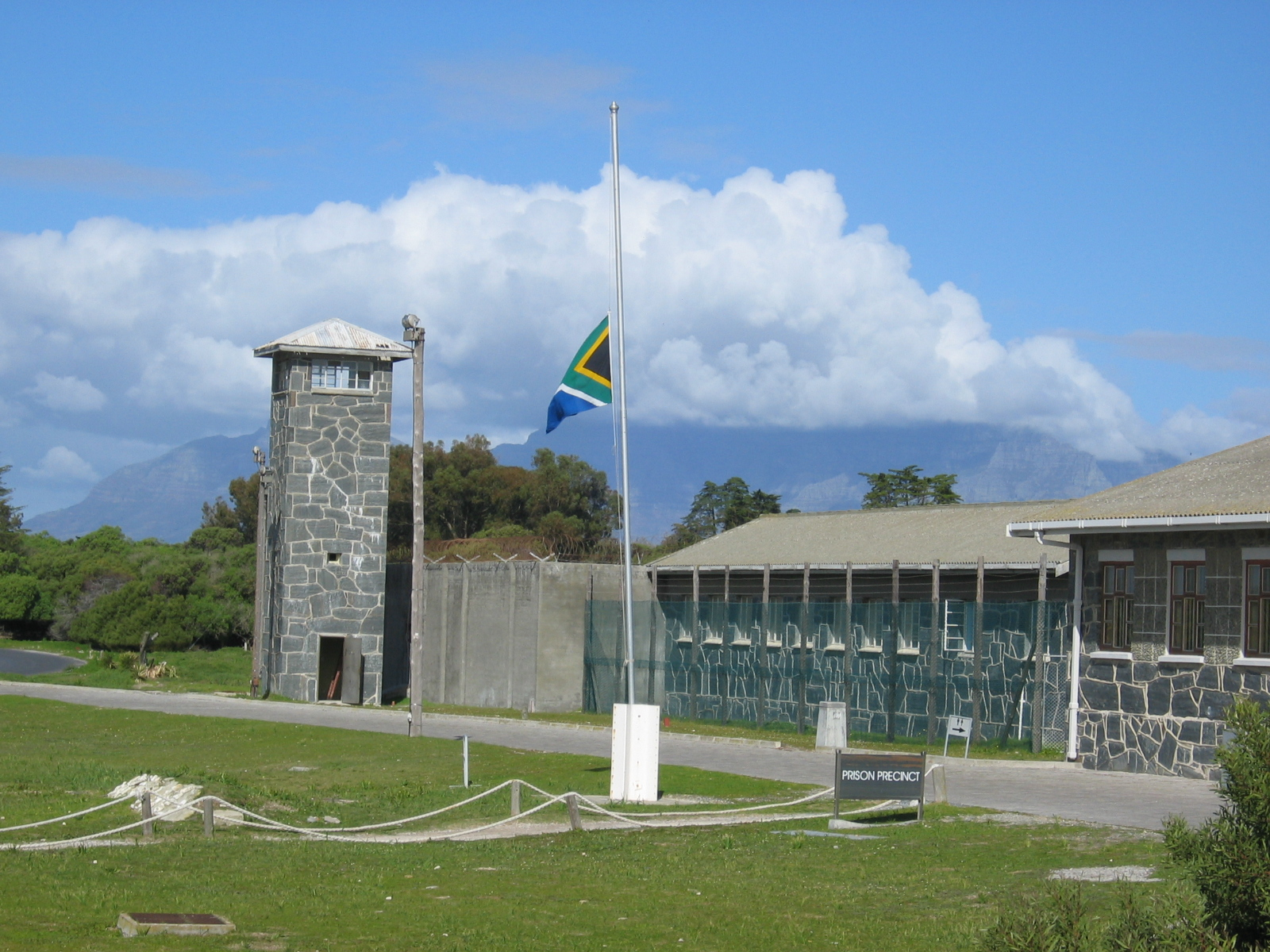
Robben Island
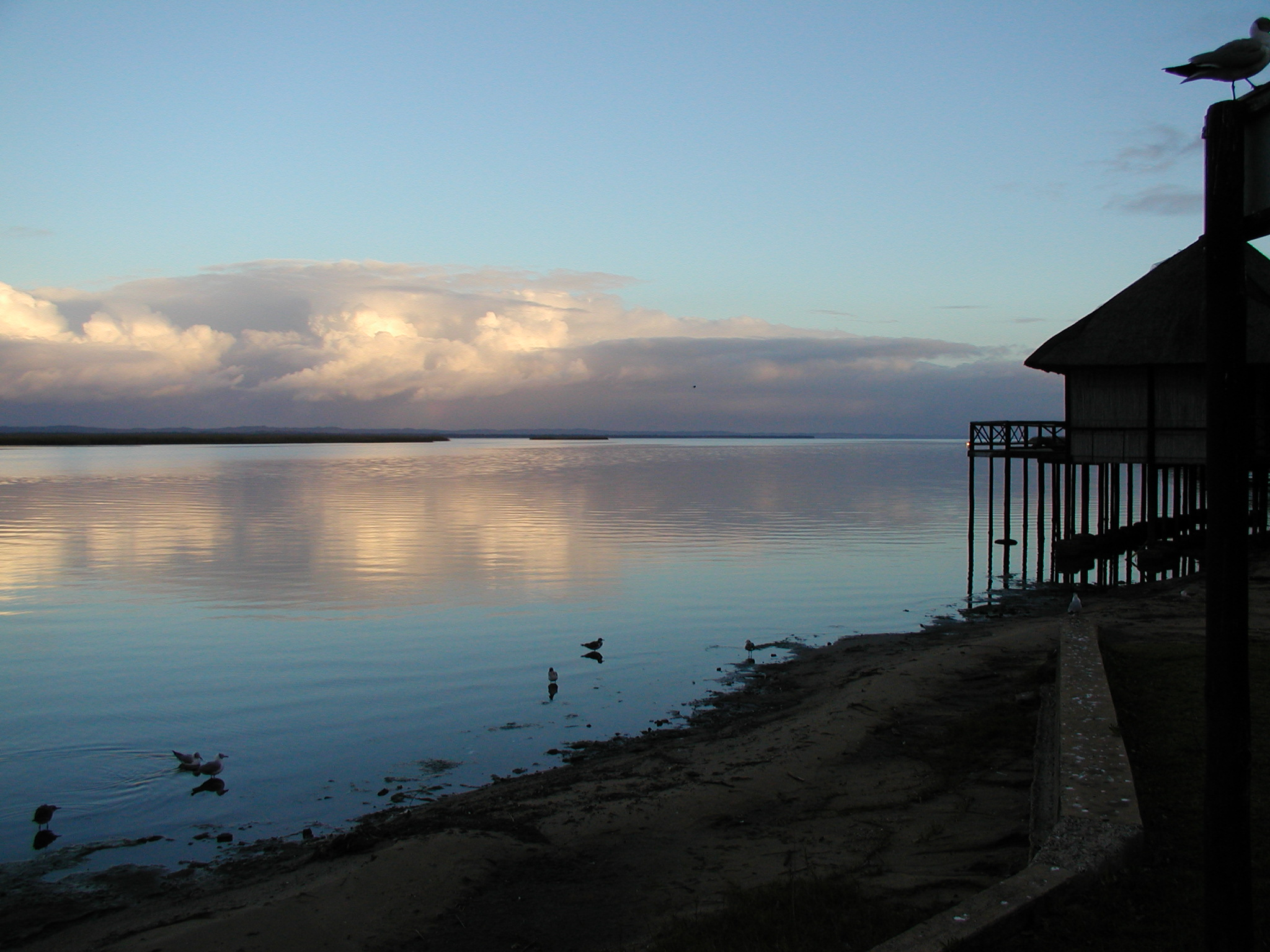
ISimangaliso Wetland Park
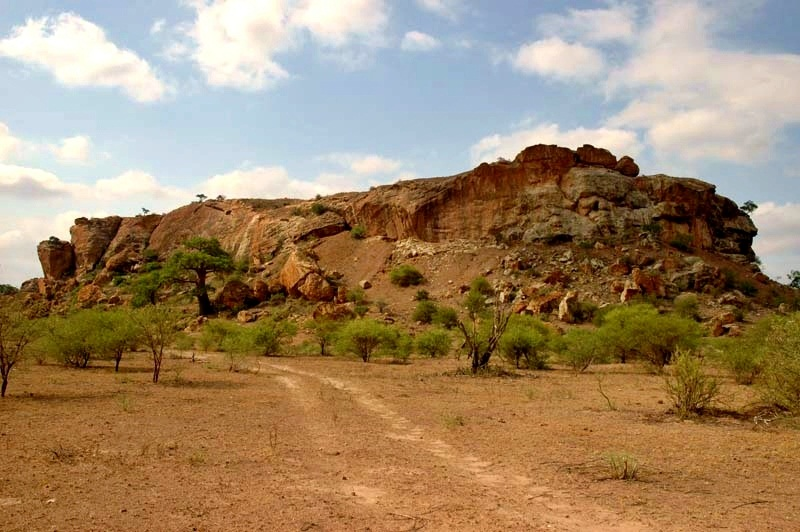
Mapungubwe
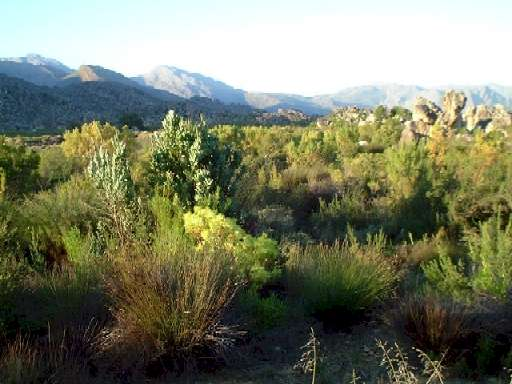
Regione floristica del Capo
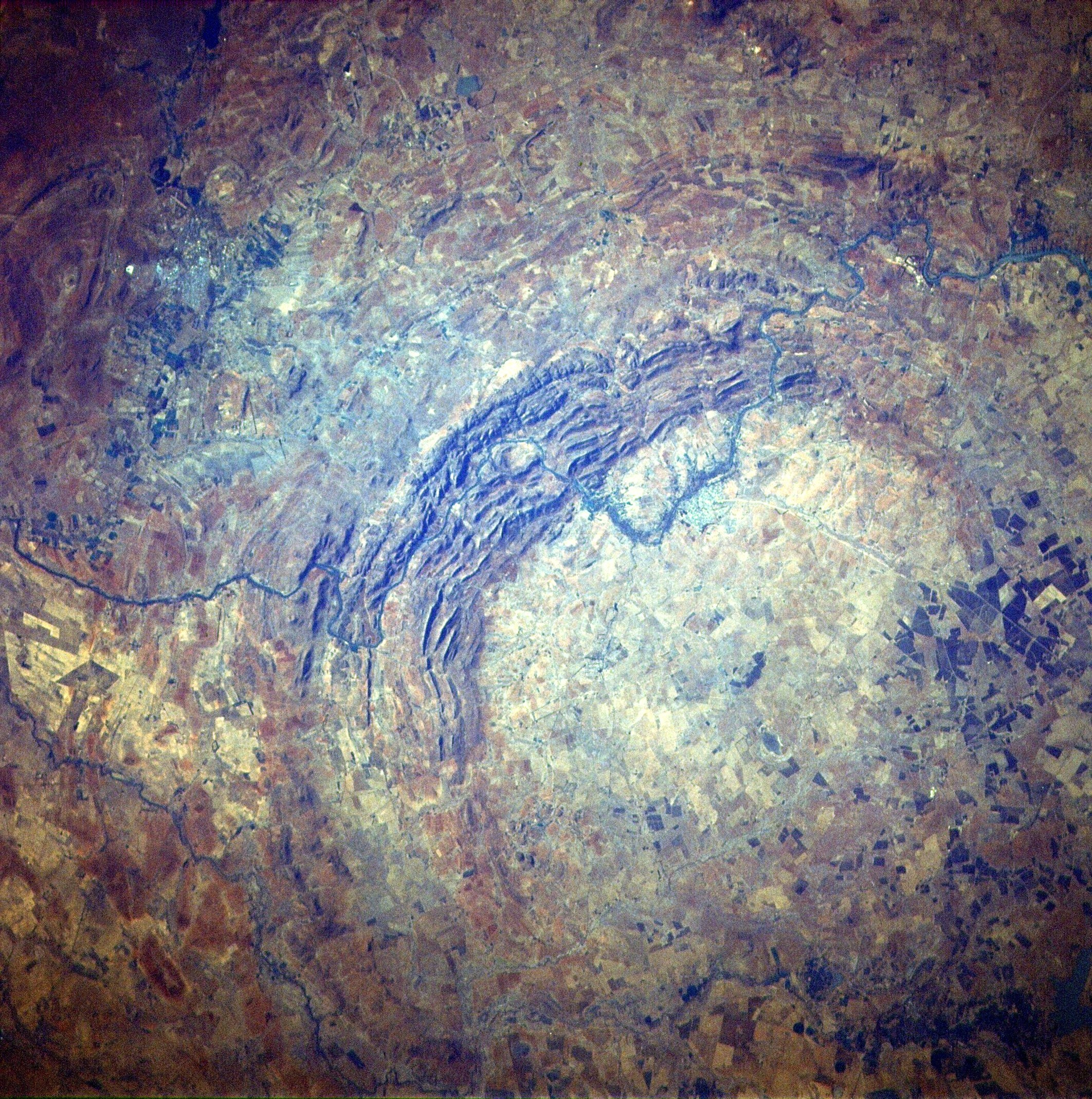
Cratere di Vredefort
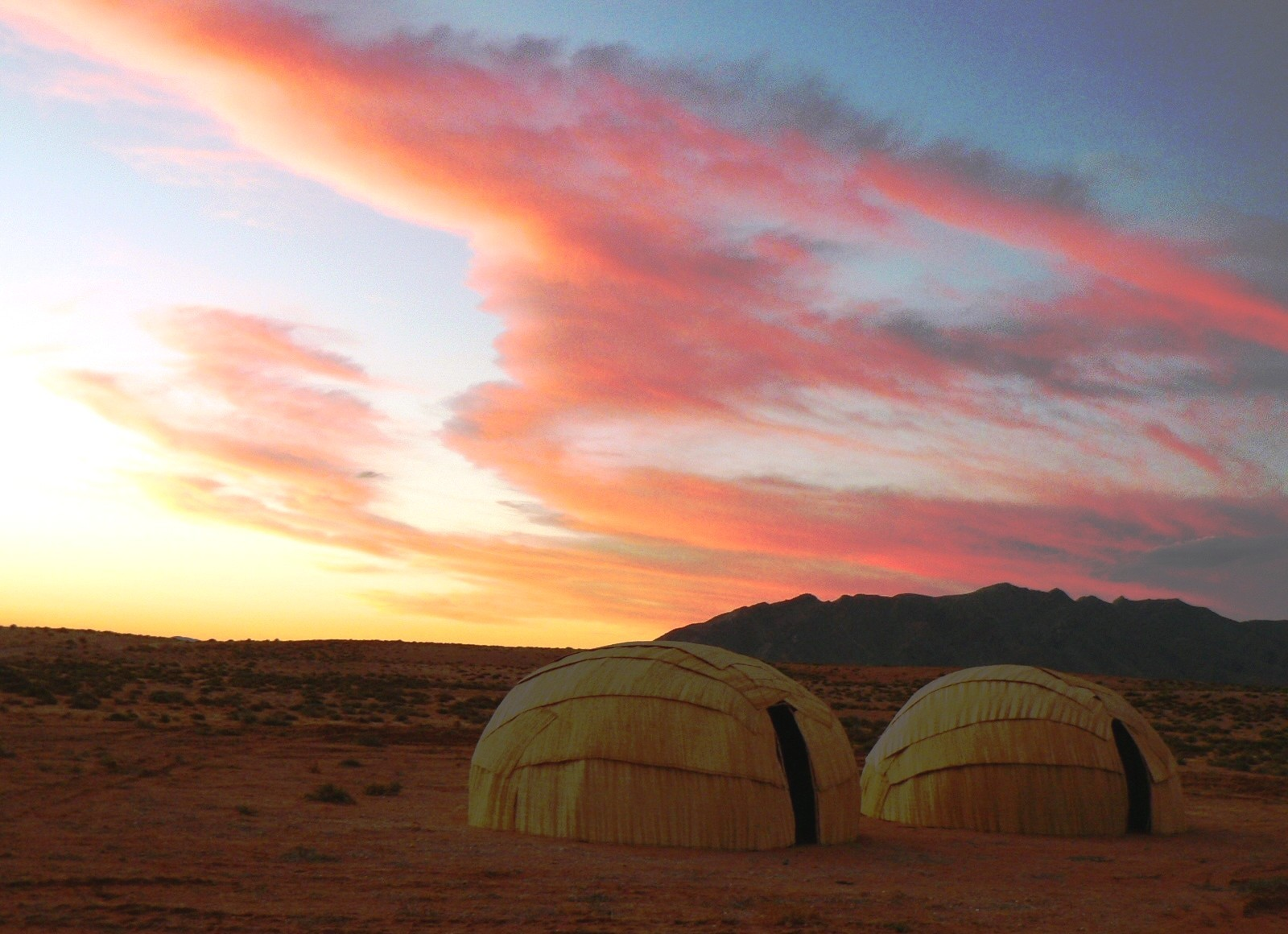
Richtersveld

### Sudan
- 2003 - Culturale  - Gebel Barkal
- 2011 - Culturale  - Meroe
- 2016 - Naturale - Parco nazionale marino di Sanganeb e della baia di Dungonab - Parco nazionale marino dell'isola di Mukkawar

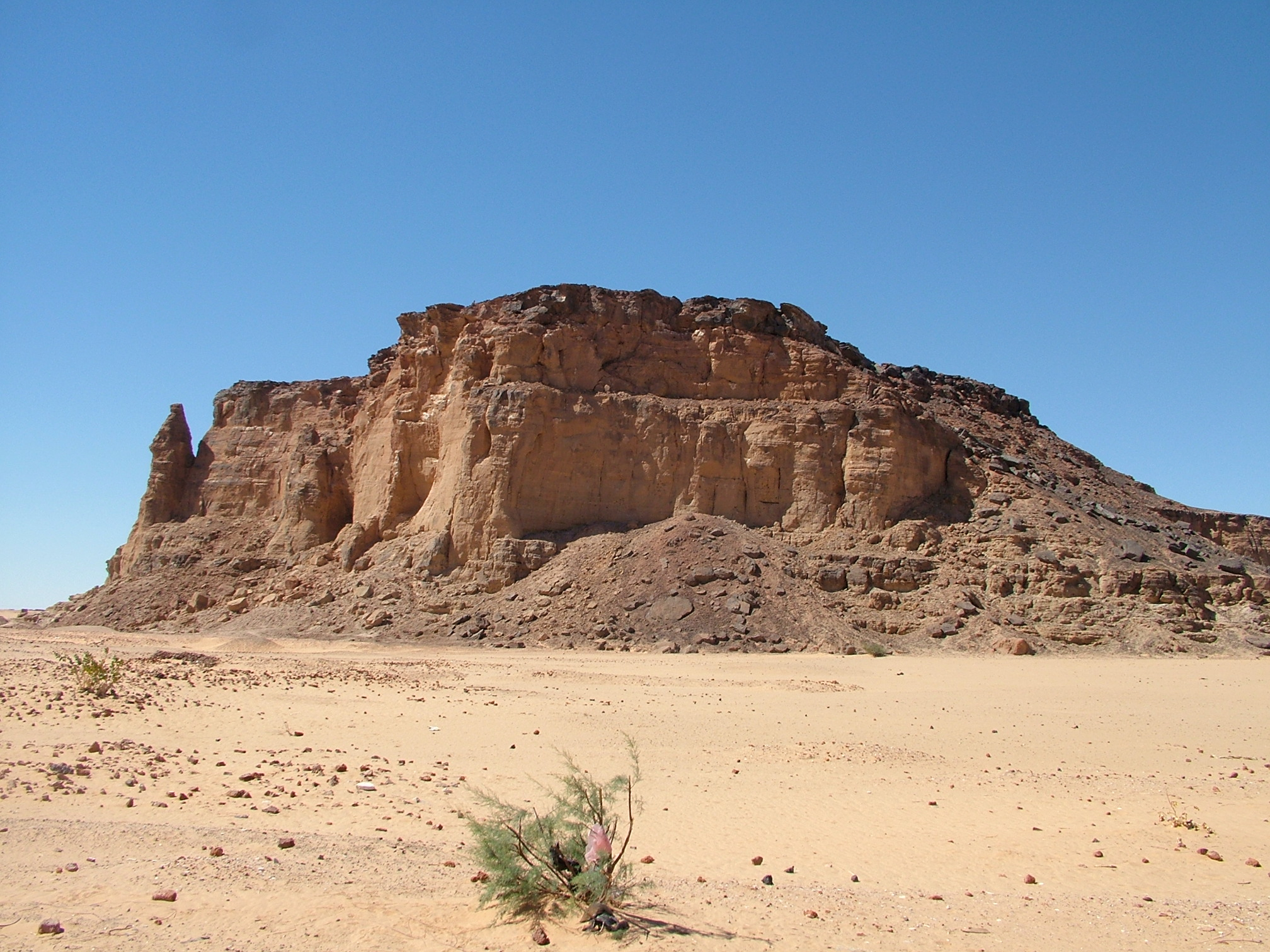
Gebel Barkal
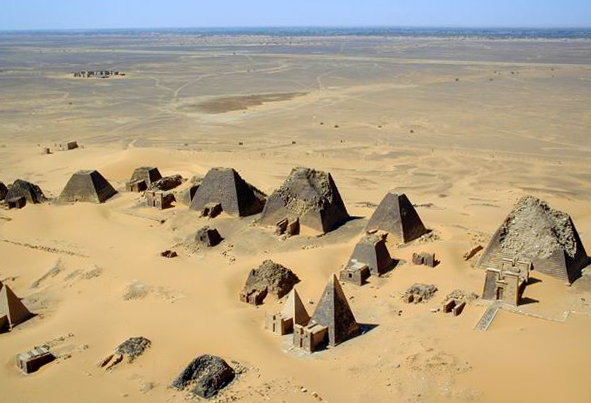
Meroe

### Tanzania
- 1981 - Naturale - Parco nazionale del Serengeti
- 1979 - Misto - Area di conservazione di Ngorongoro
- 1987 - Naturale - Parco nazionale del Kilimangiaro
- 1981 - Culturale  - Rovine di Kilwa Kisiwano e di Songo Mnara
- 2006 - Culturale  - Siti di arte rupestre a Kondoa
- 1982 - Naturale - Riserva faunistica del Selous †
- 2000 - Culturale  - Stone Town a Zanzibar

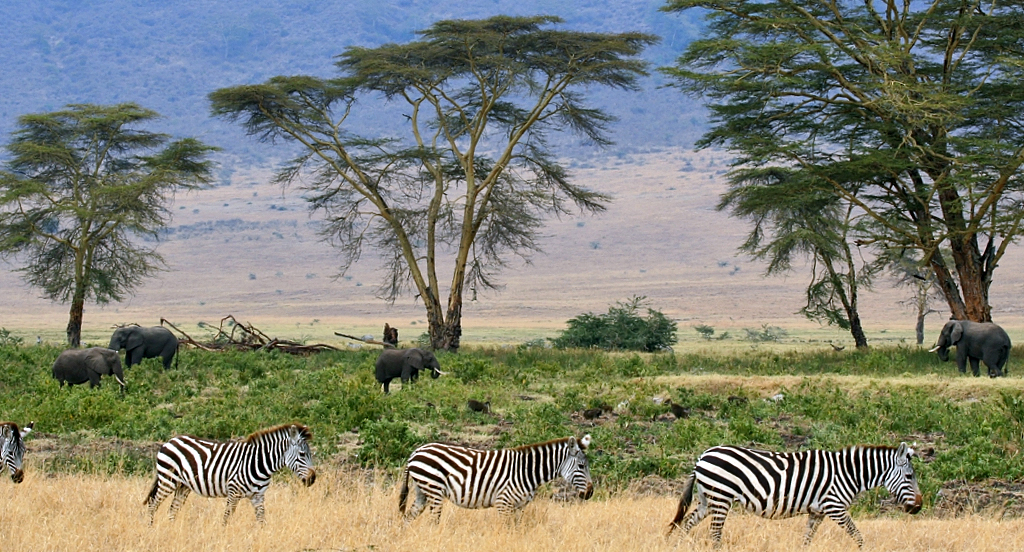
Zebre
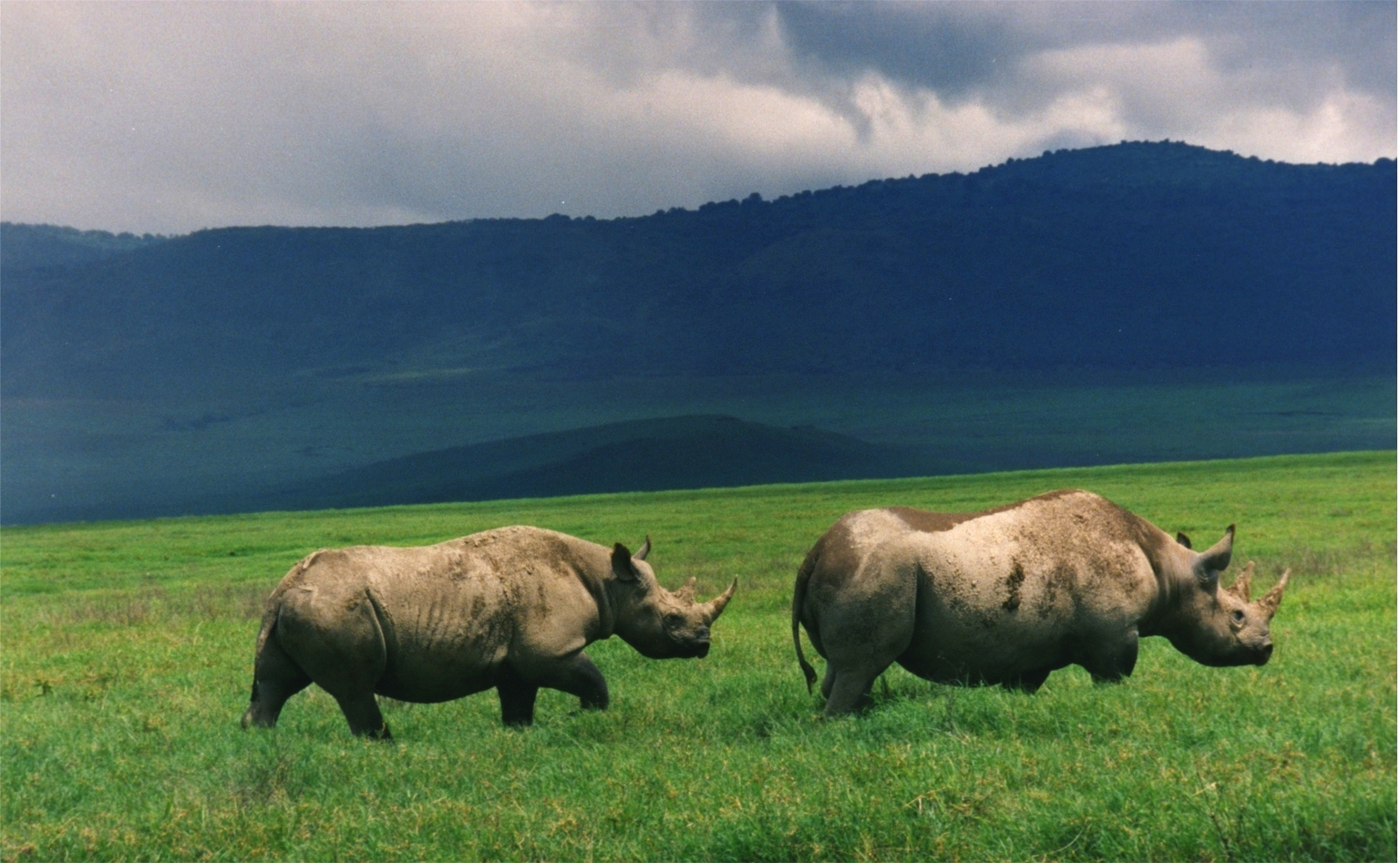
Rinoceronti neri
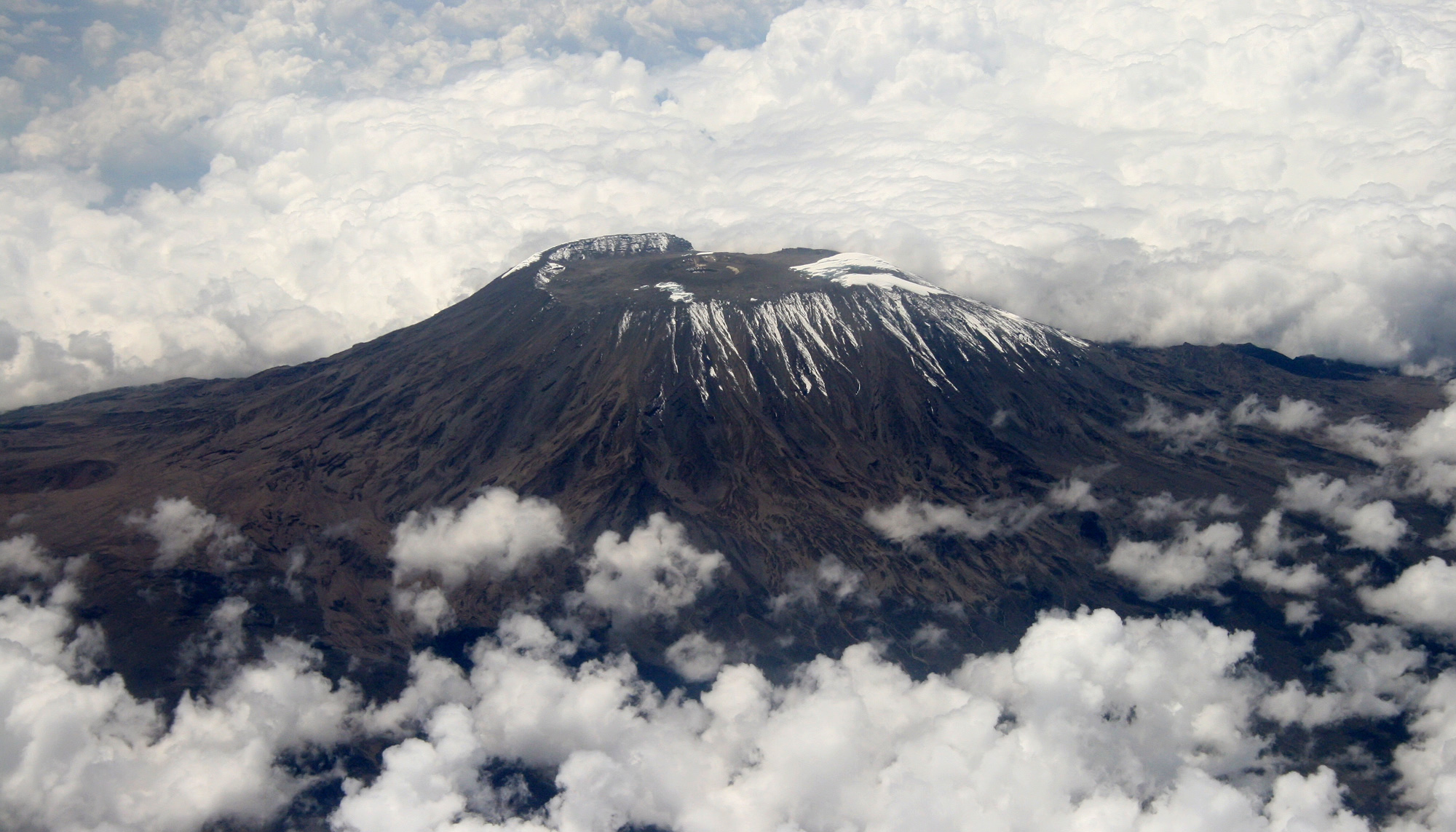
Kilimangiaro
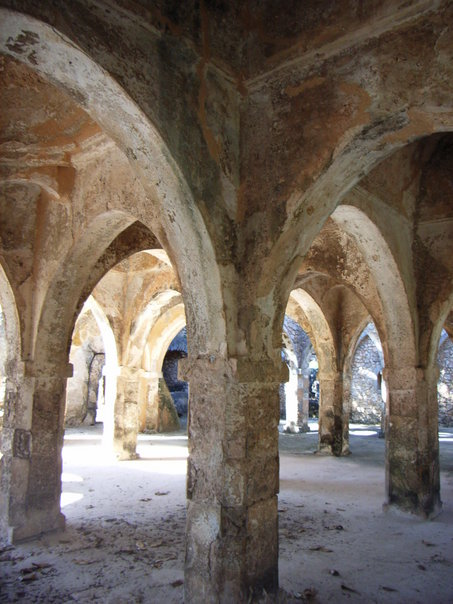
La Grande Moschea
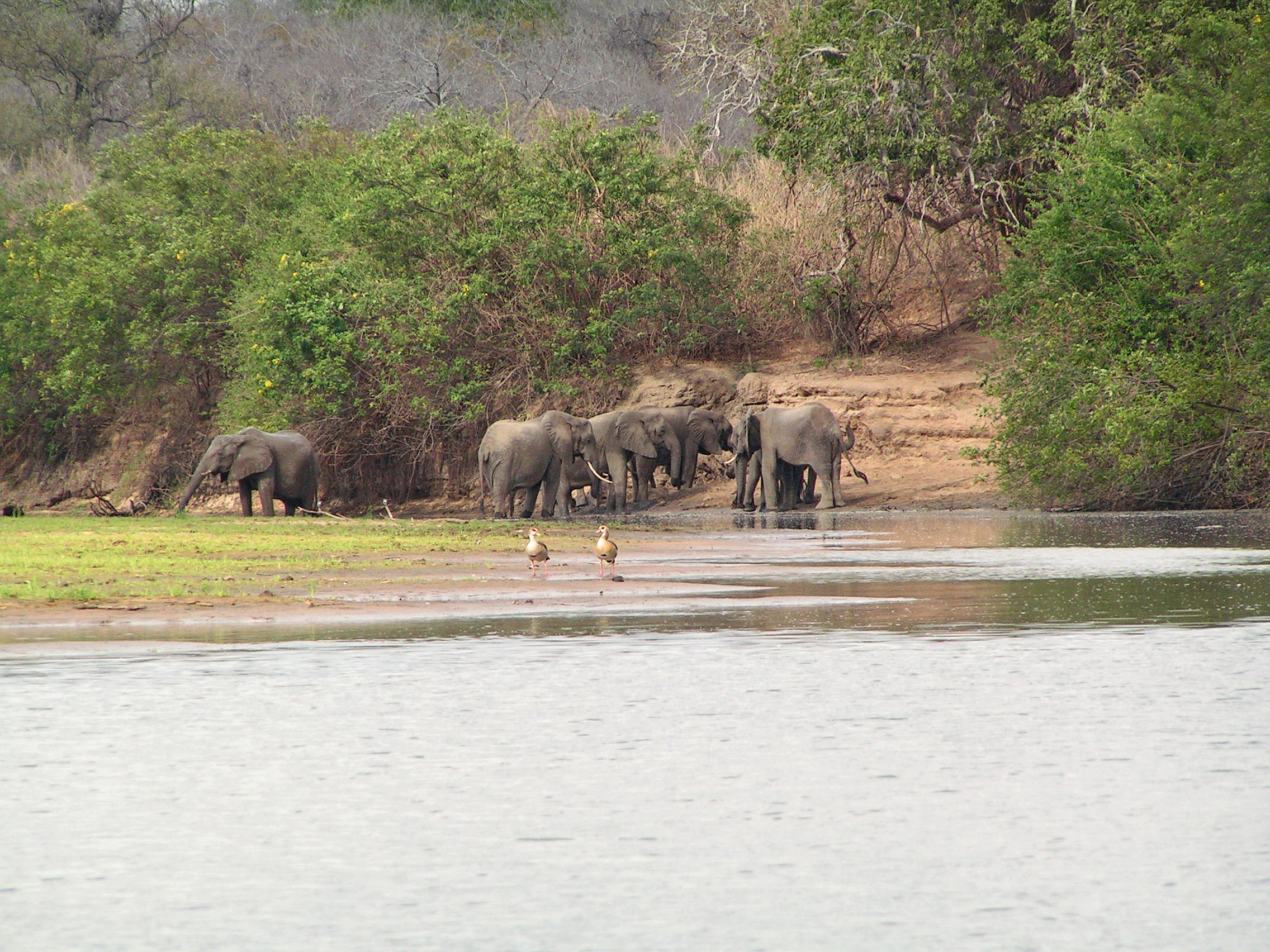
Elefanti
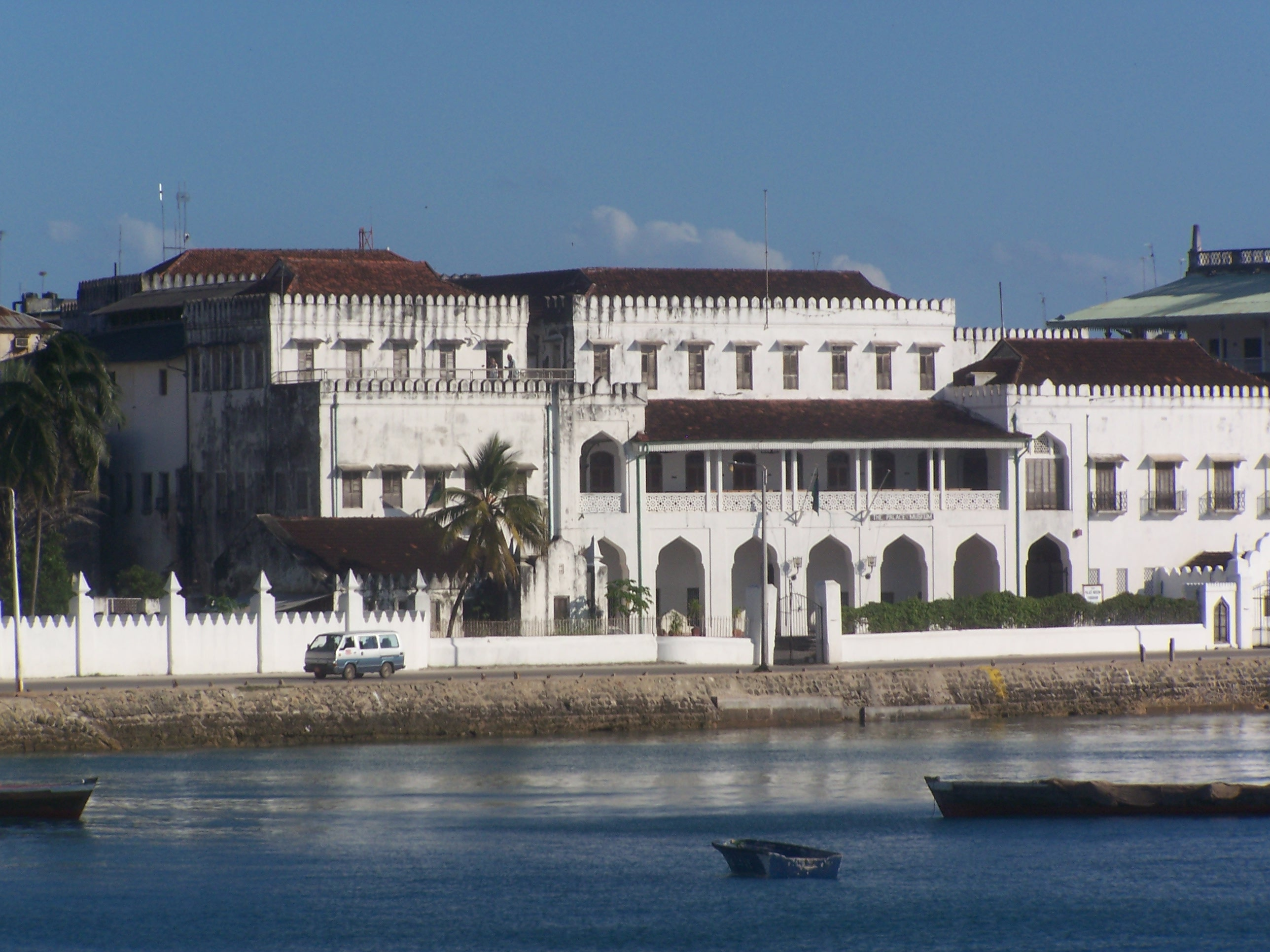
Stone Town

### Togo
- 2004 - Culturale  - Koutammakou

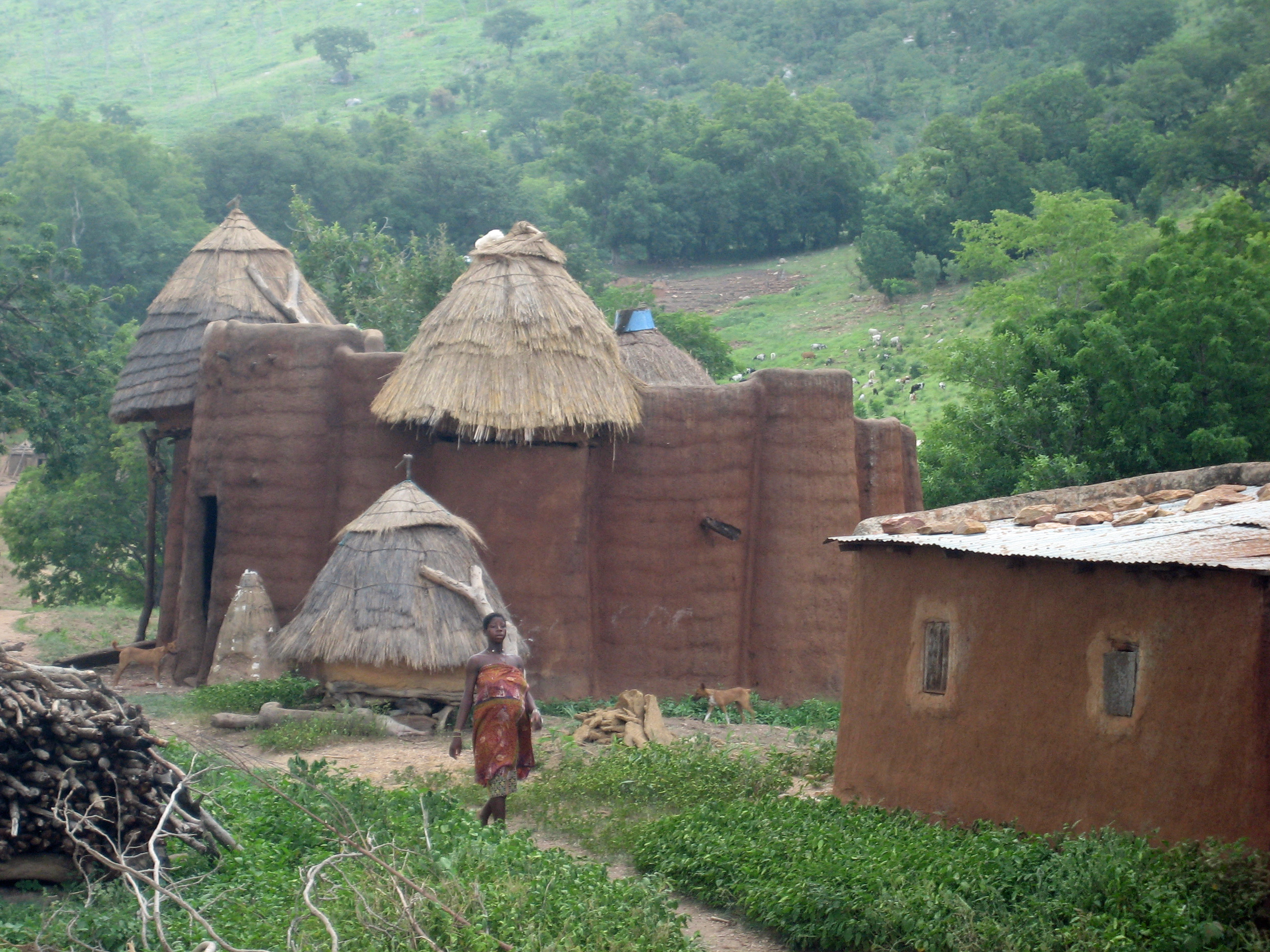
case

### Tunisia
- 1997 - Culturale  - Rovine romane di Dougga
- 1980 - Naturale - Lago Ichkeul
- 1979 - Culturale  - Anfiteatro romano di El Jem
- 1988 - Culturale  - Kairouan
- 1985 - Culturale  - Kerkouane
- 1988 - Culturale  - Susa
- 1979 - Culturale  - Medina di Tunisi
- 1979 - Culturale  - Sito archeologico di Cartagine

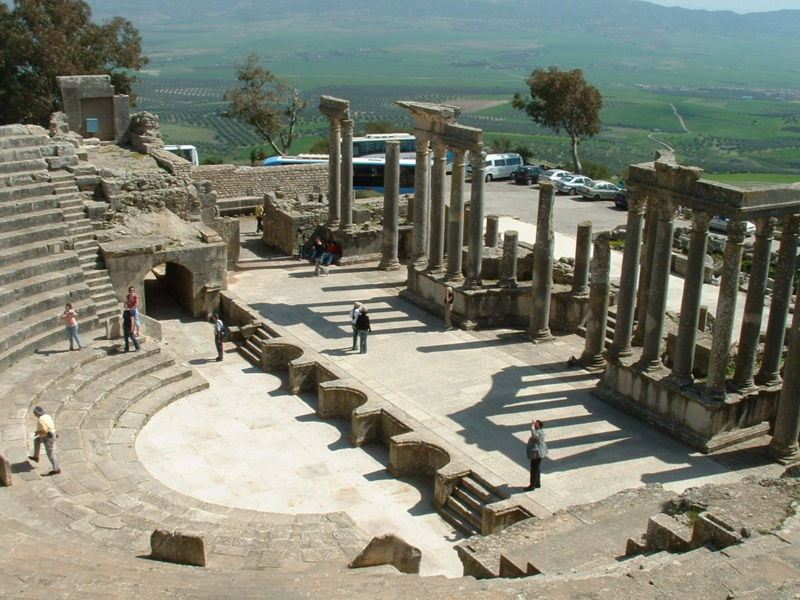
Dougga
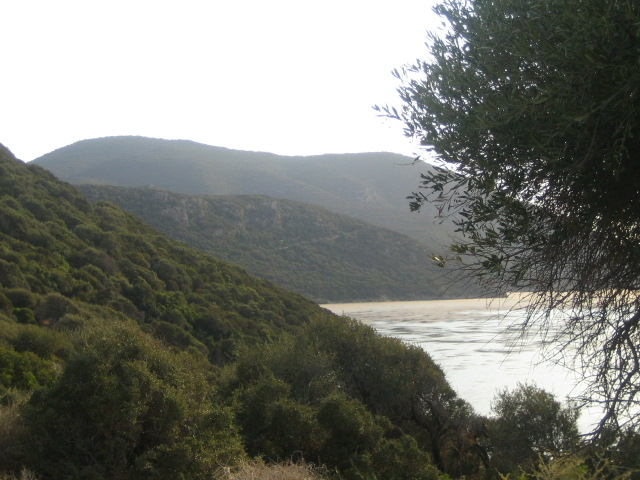
Lago Ichkeul
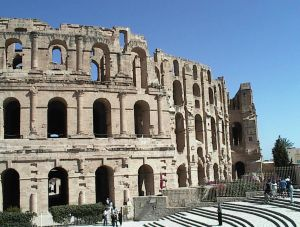
Anfiteatro romano di El Jem
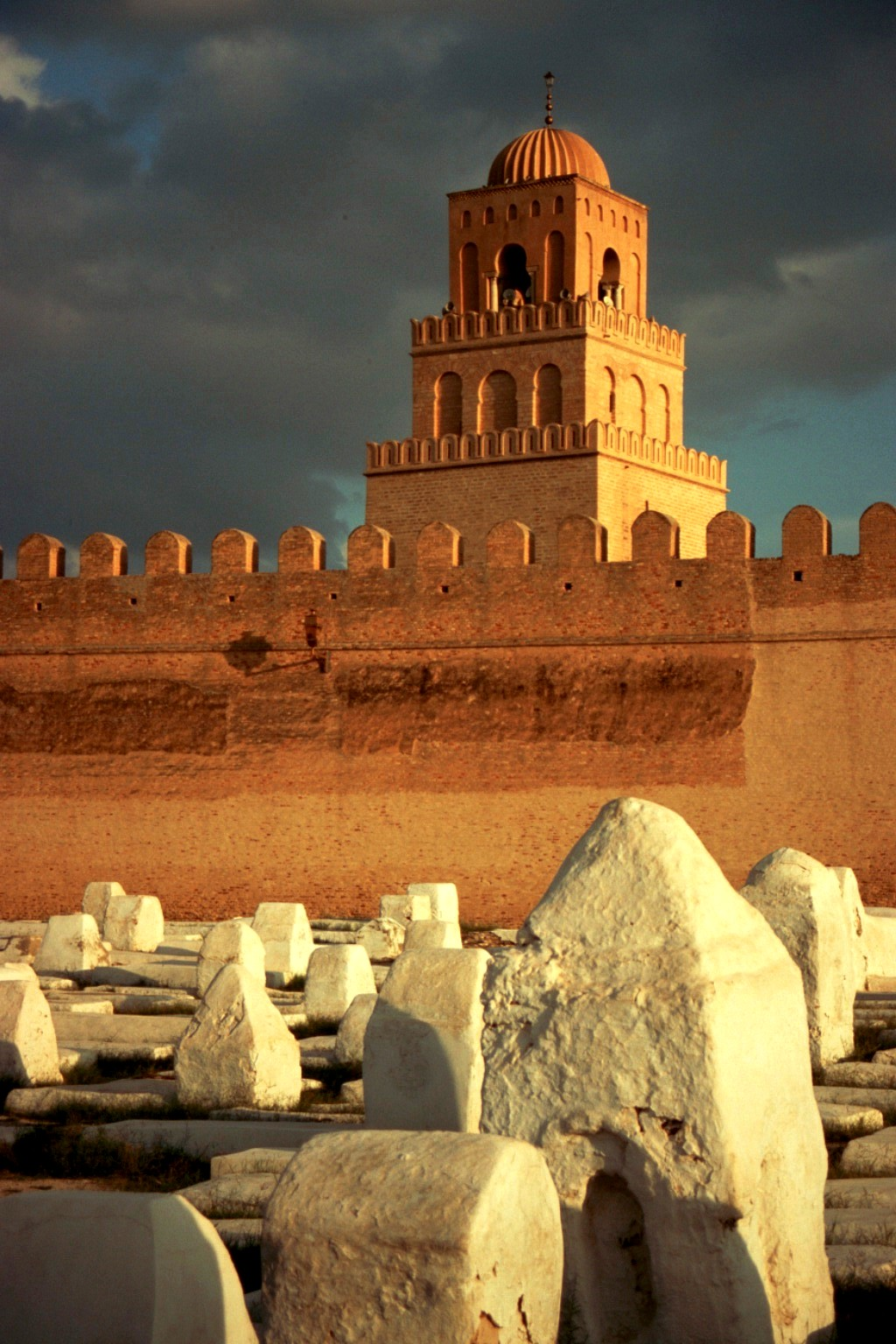
Kairouan
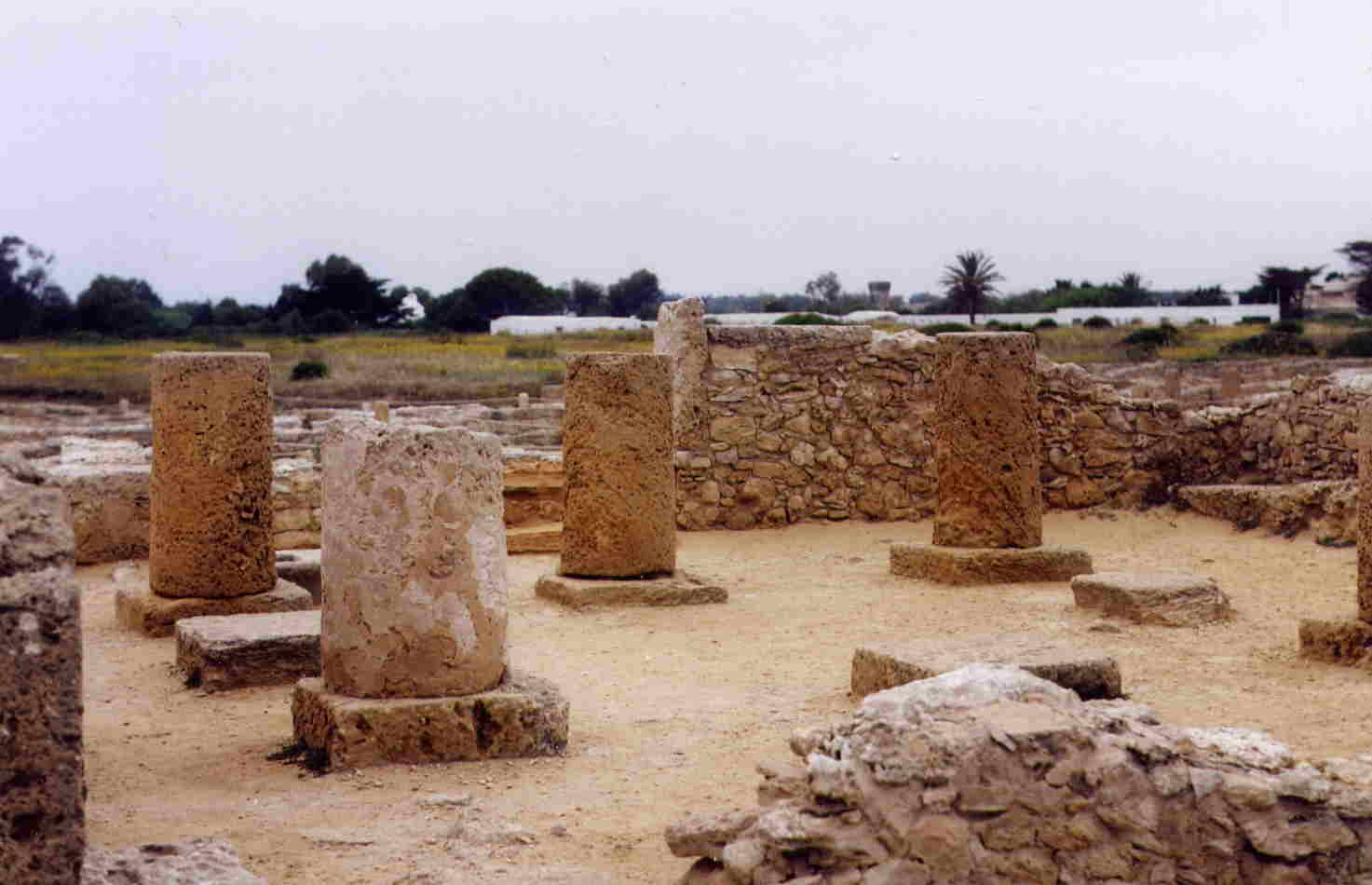
Kerkouane
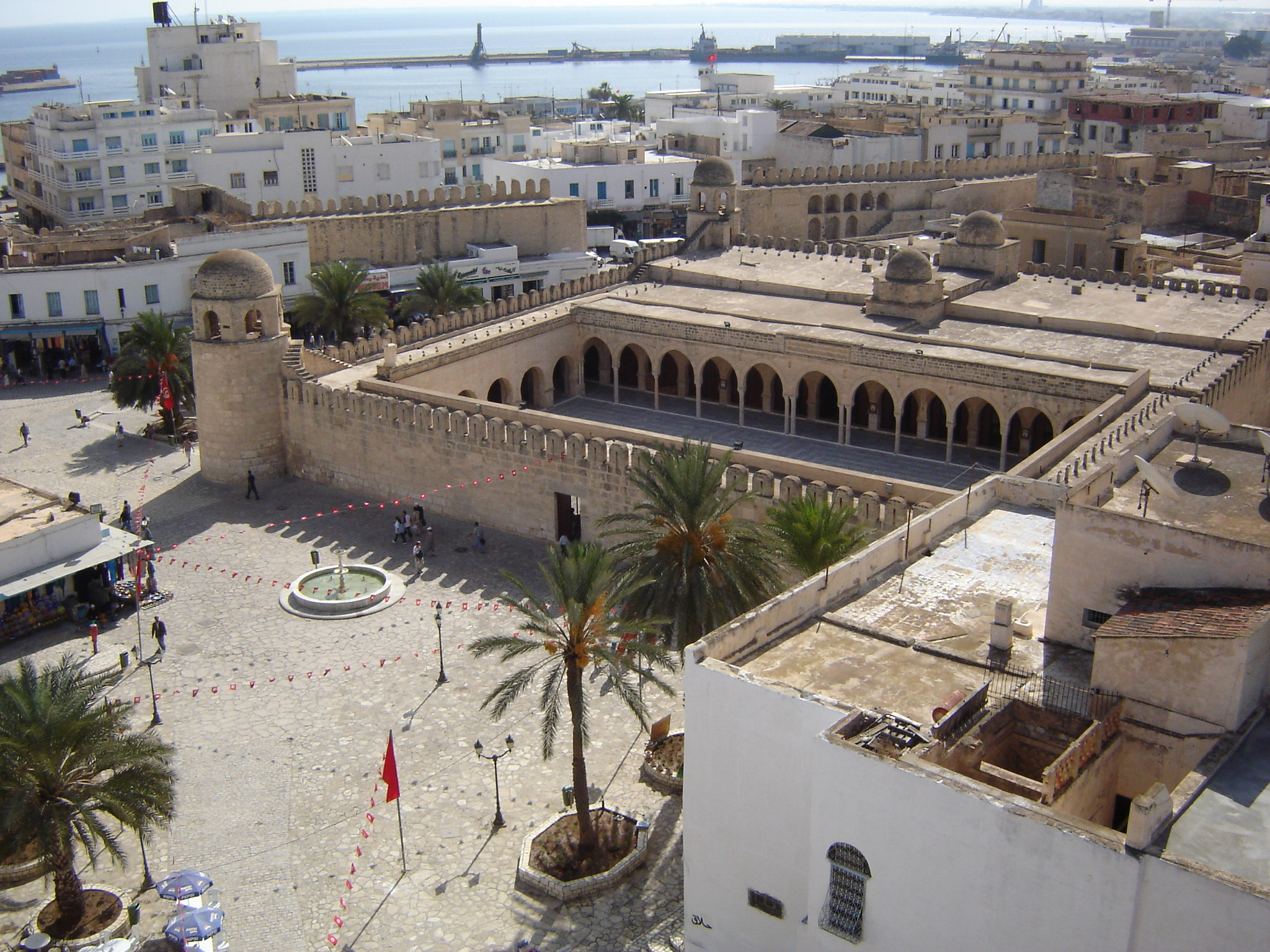
Susa
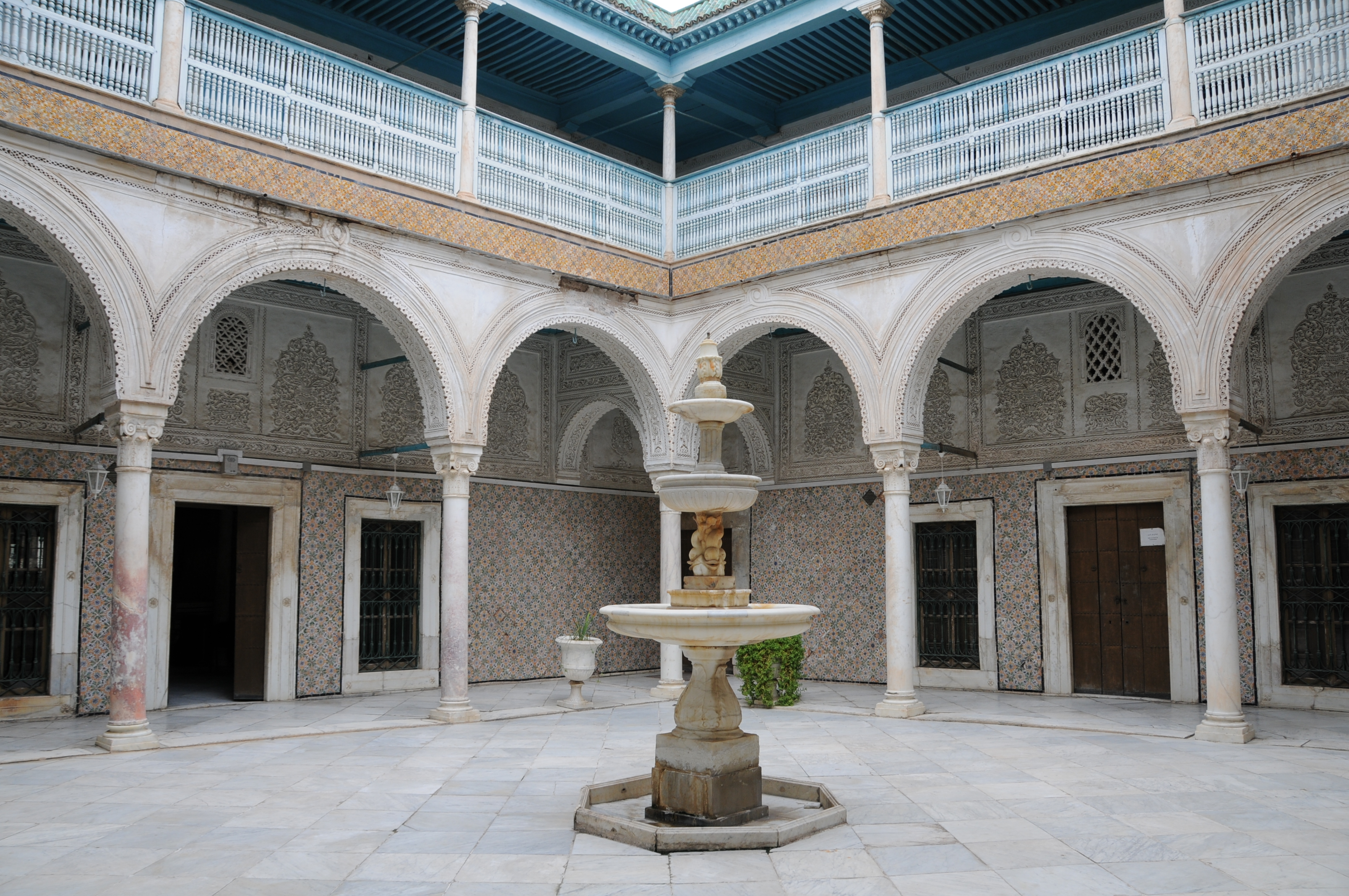
Medina di Tunisi
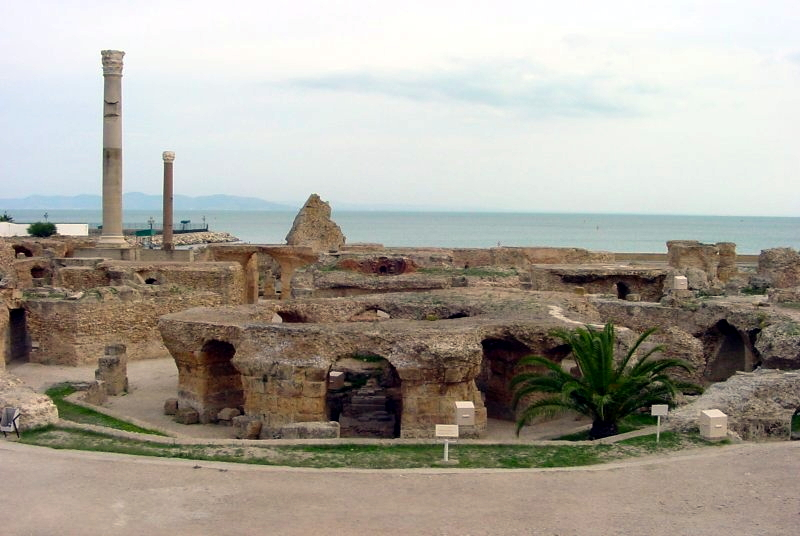
Sito archeologico di Cartagine

### Uganda
- 1994 - Naturale - Parco nazionale dei Monti Rwenzori
- 1994 - Naturale - Parco nazionale impenetrabile di Bwindi
- 2001 - Culturale  - Tombe di Kasubi †

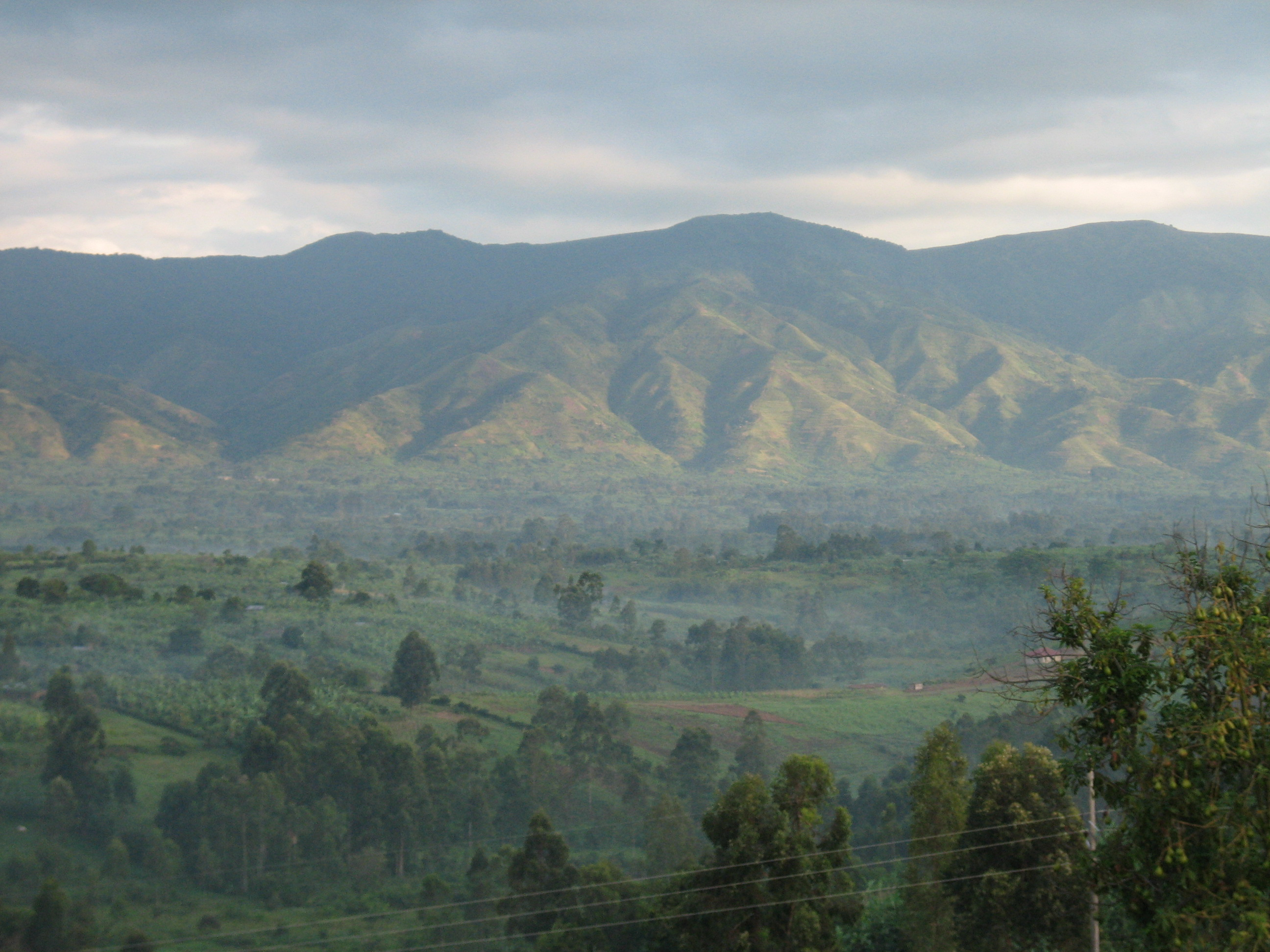
montagne Rwenzori
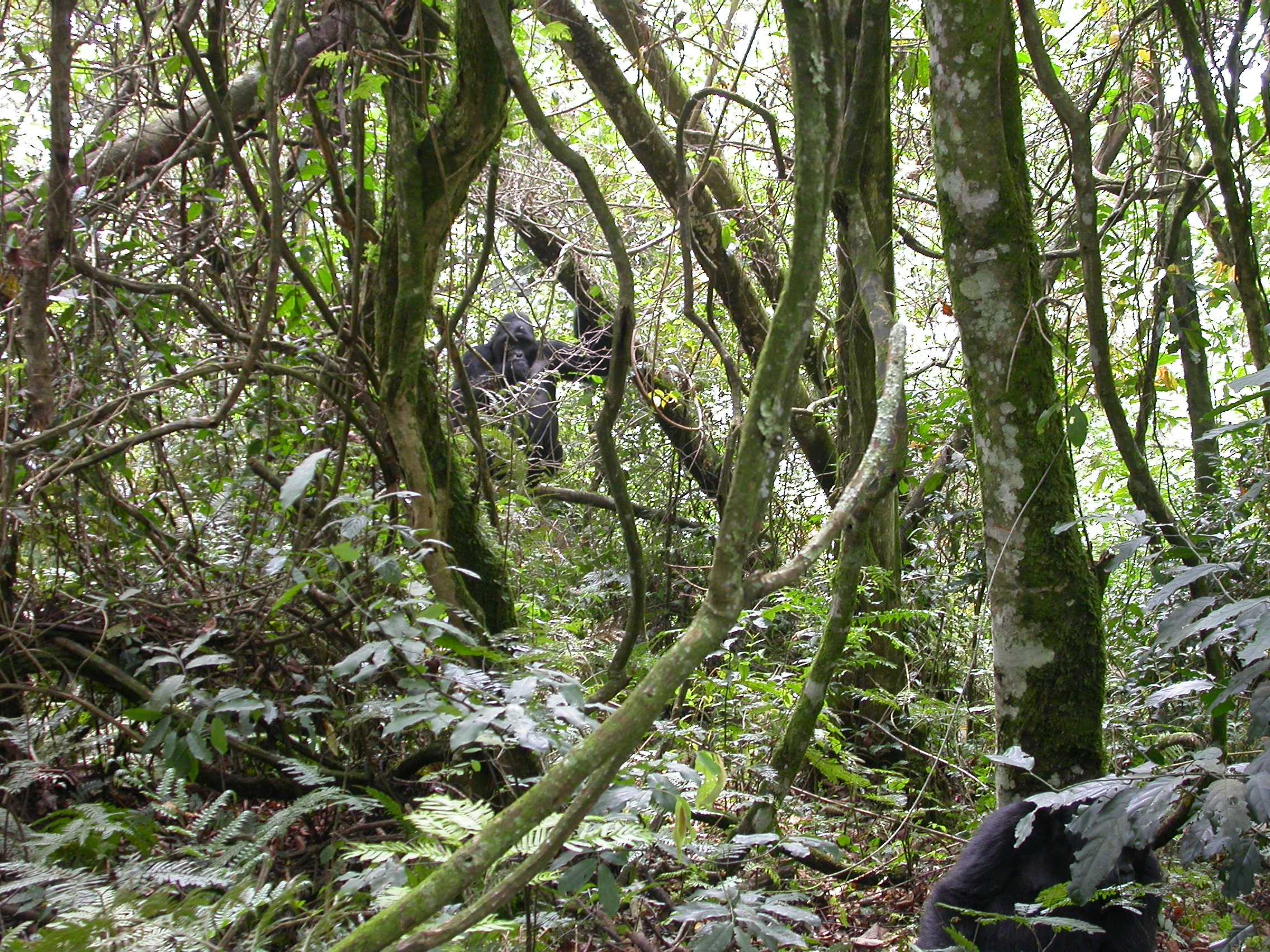
Bwindi
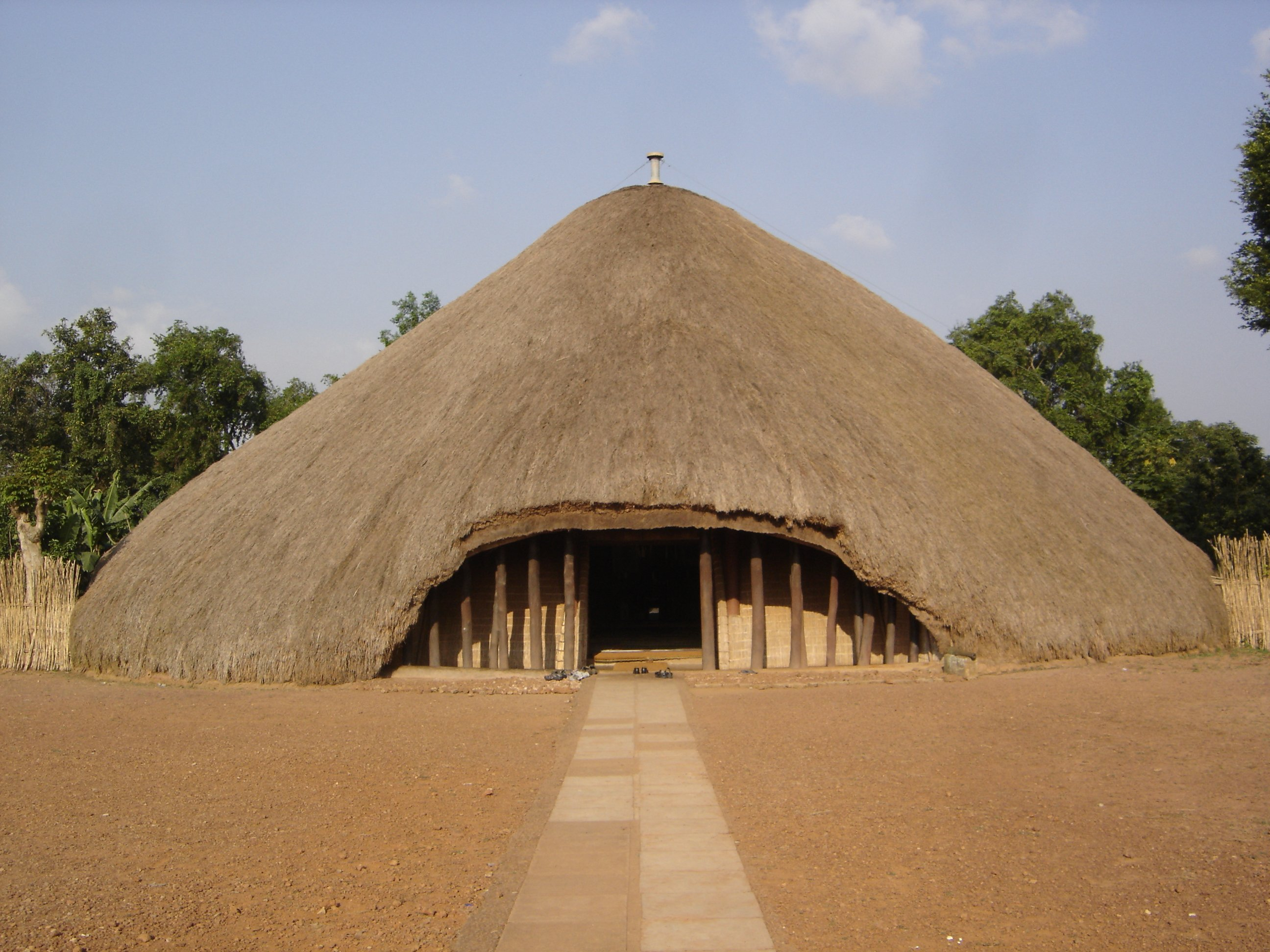
Kasubi Tombs

### Zambia*, Zimbabwe*
- 1989 - Naturale - Cascate Vittoria

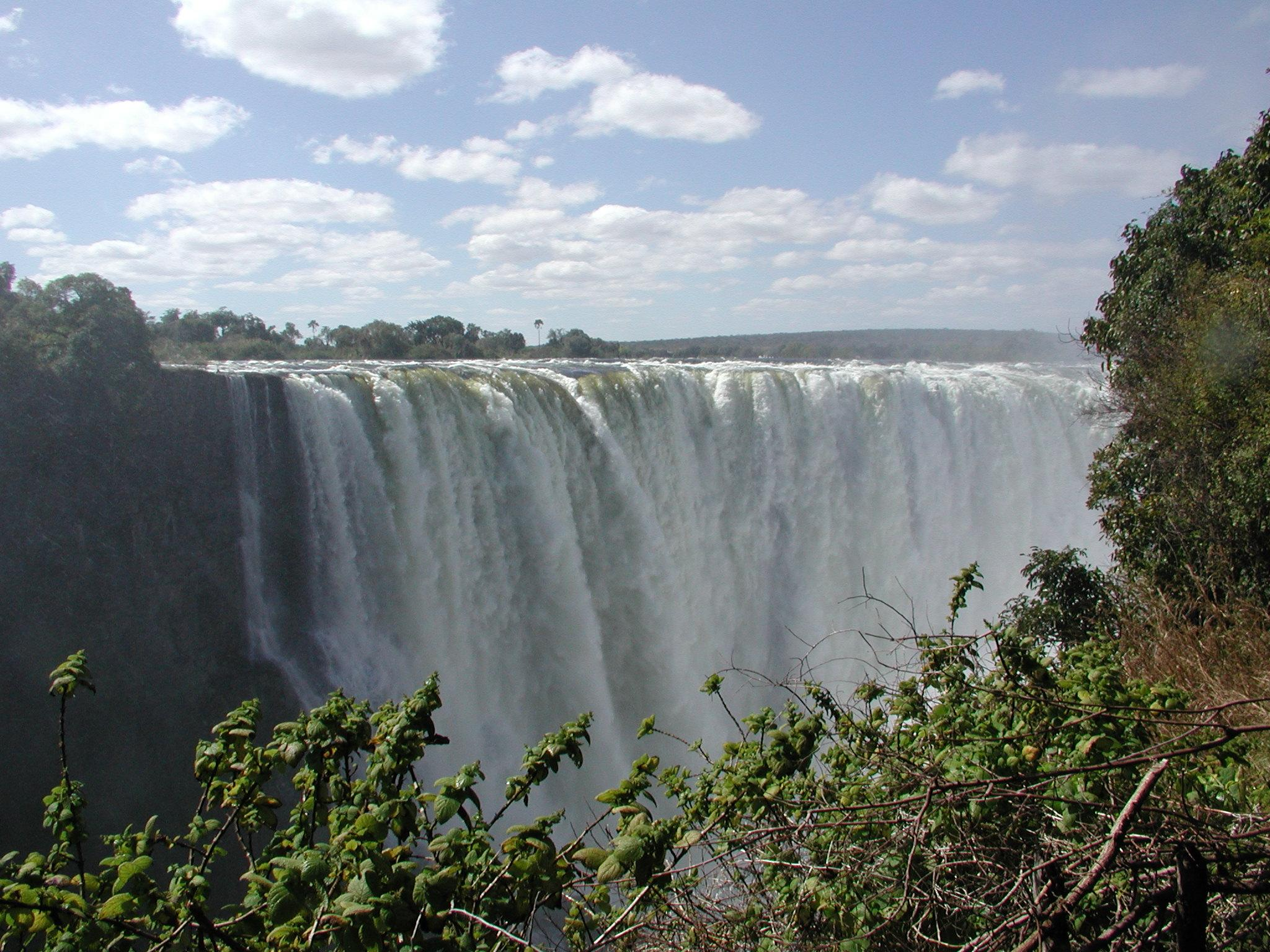
Cascate Vittoria

### Zimbabwe
- 1986 - Culturale  - Grande Zimbabwe
- 1984 - Naturale - Parco nazionale di Mana Pools
- 2003 - Culturale  - Parco nazionale di Matobo
- 1986 - Culturale  - Khami

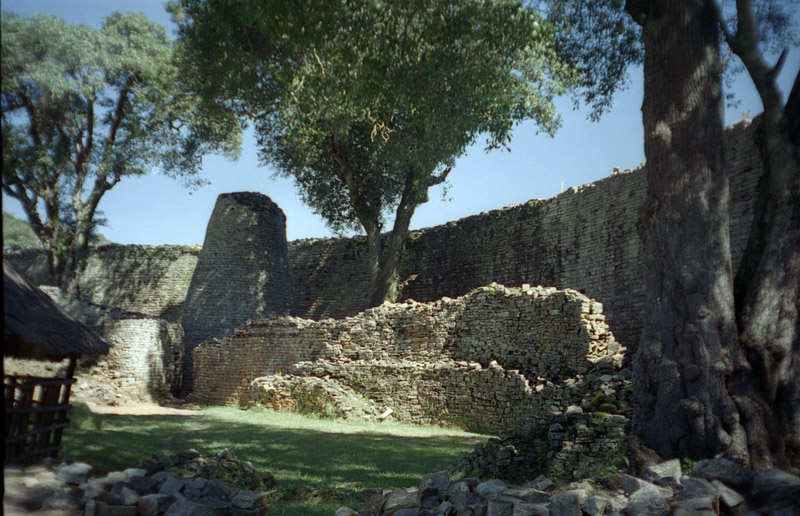
Grande Zimbabwe
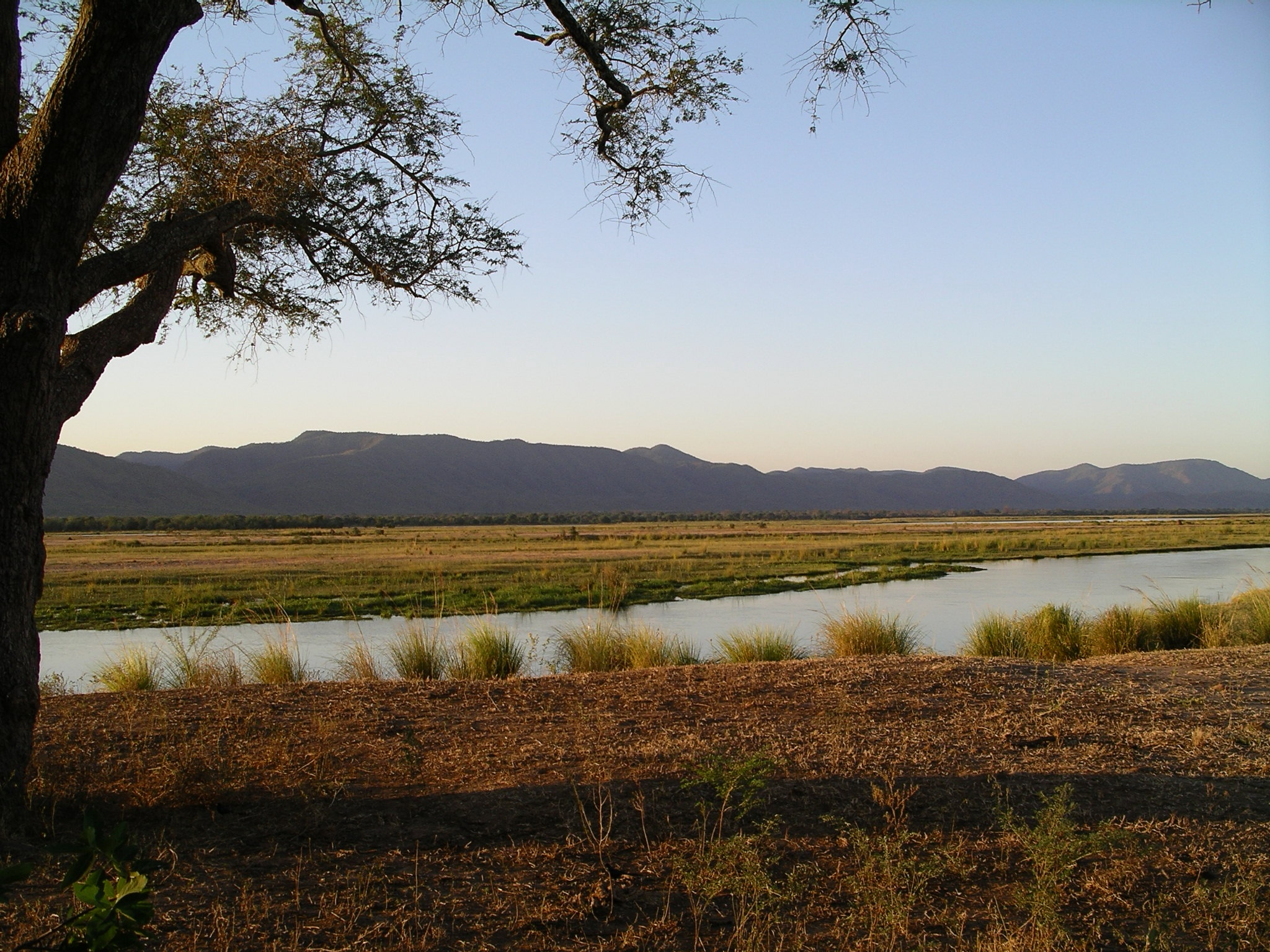
Fiume
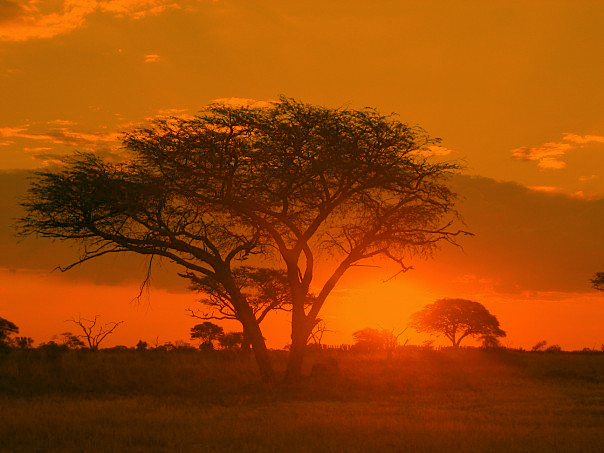
Parco nazionale di Matobo
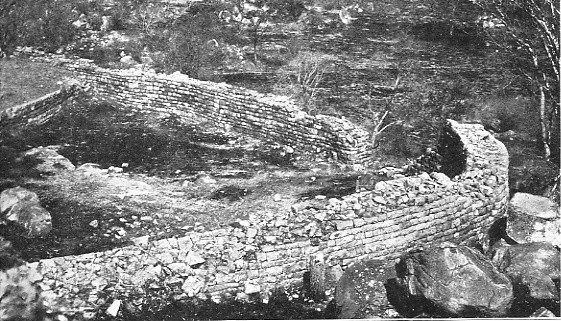
Khami